# 25 de febrero
El 25 de febrero es el 56.º (quincuagésimo sexto) día del año en el calendario gregoriano. Quedan 309 días para finalizar el año y 310 en los años bisiestos.

## Acontecimientos
- 52 a. C.: en el Imperio romano, Pompeyo es elegido cónsul único de Roma.
- 138: en Roma, el emperador romano Adriano adopta a Antonino Pío ―a quien previamente había designado como su sucesor―, con la condición de que este adopte a Marco Aurelio.[1]
- 493: después del sitio de Rávena, de dos años de duración, Odoacro (rey de Italia) acepta entablar conversaciones de paz con el rey ostrogodo Teodorico el Grande (454‑526). Dos días después, bajo la mediación del arzobispo Juan de Rávena, se acordará un tratado que preveía el gobierno conjunto de ambos reyes sobre Italia. Sin embargo, 20 días después, Teodorico asesinará a Odoacro durante un banquete en el palacio imperial de Honorio, en Rávena.
- 628: en la actual Irán, Cosroes II, el último gran sha del Imperio sasánida, es derrocado por su hijo Kavad II.[2]
- 1018: en Cataluña, Berenguer Ramón I es nombrado conde de Barcelona tras el fallecimiento de su padre Ramón Borrell.[3]
- 1119: en España, Alfonso I el Batallador conquista Tudela.
- 1147: El término «Austria» es utiliza por primera vez en un documento (un decreto del rey alemán Conrado III)
- 1281: en España, Alfonso X el Sabio publica las primeras Ordenanzas marítimas de Castilla.
- 1336: en el castillo de Pilenai, a orillas del río Niemen, 90 km al oeste de Vilna (Lituania) cuatro mil habitantes del castillo (hombres, mujeres y niños civiles) se suicidan en masa para no ser violados y asesinados por la orden católica de los Caballeros Teutónicos.
- 1489: El rey Carlos VIII de Francia reconoce la independencia de Mónaco mediante carta patente.
- 1551: en Salvador de Bahía (Brasil) se establece la primera diócesis de ese país.
- 1554: en Chile, el líder mapuche Lautaro ataca la ciudad de Concepción.
- 1558: en Frankfurt del Meno, la Dieta Electoral se reúne para decidir sobre la sucesión del emperador Carlos V. Su renuncia en 1556 creó una situación que nunca antes había existido bajo el derecho imperial.
- 1570: en Roma, mediante la bula Regnans in excelsis, el papa Pío V excomulga a la reina Isabel I de Inglaterra por haber convertido en ley la religión anglicana.
- 1623: en Baviera (Alemania), el emperador Fernando II confiere al duque Maximiliano I de Baviera la dignidad electoral del Electorado del Palatinado en el día de la Diputación de Ratisbona, pero solo con carácter vitalicio y sin derecho a transmitirla a sus herederos.
- 1634: en el castillo de Eger ―132 km al este de Budapest (Hungría)―, los seguidores de Wallenstein ―el conde Trčka, Christian von Ilow, el conde Kinsky y el capitán Neumann― son asesinados en un banquete. El propio Wallenstein es luego asesinado en la casa del comandante de la ciudad, John Gordon.
- 1635: El Tratado de París entre Francia y los Países Bajos Unidos concluye un pacto de ataque y defensa contra España, que prevé la división de los Países Bajos españoles en caso de su conquista.
- 1643: en la actual Nueva Jersey (a 11 km al oeste de la isla de Manhattan), 127 soldados neerlandeses de la colonia Nieuw Nederland atacan una aldea indígena durante la Guerra Wappinger, matan a 120 habitantes (hombres, mujeres y principalmente niños) y los decapitan. Luego utilizan las cabezas de las personas decapitadas para jugar a la pelota.
- 1669: el jesuita austríaco Johann Eberhard Graf Neidhardt es destinado a Roma como embajador extraordinario, después de que la reina Mariana de Austria aprobase la demanda de expulsión exigida por Juan José de Austria.
- 1695: en la villa de Ásolo (en la región italiana del Véneto) sucede el terremoto de Santa Costanza.
- 1696: En el Theater am Gänsemarkt de la ciudad de Hamburgo (Alemania) tiene lugar el estreno de la tragedia Mahumet II, de Reinhard Keiser.
- 1705: en Hamburgo (Alemania) se estrena la ópera Nerón, o el amor obtenido con sangre y crimen de George Frideric Handel. El libreto fue escrito por Friedrich Christian Feustking.
- 1713: en Prusia (Alemania), tras la muerte de su padre Federico I, Federico Guillermo I se convierte en rey de Prusia. Como primer acto oficial, declara nulo y sin valor el presupuesto actual de su imperio.
- 1778: en Yapeyú, Imperio Español, nacía José de San Martín, fue un militar y político argentino, conocido por ser el libertador de la Argentina y Chile, además haber proclamado e impulsado la independencia de Perú. Es una de las figuras más trascendentes de las guerras de independencia hispanoamericanas junto a Simón Bolívar.
- 1781: en el palacio Esterházy se estrena la ópera La fedeltà premiata (‘la lealtad premiada’) de Joseph Haydn.
- 1784: en la villa de Moncucco, cerca de Milán (norte de Italia), Paolo Andreani y los hermanos Agostino y Carlo Gerli realizan el primer vuelo en globo aerostático fuera de Francia. La noticia del exitoso ascenso de los hermanos Montgolfier en Francia también se había extendido a Lombardía semanas antes.
- 1793: en Estados Unidos, George Washington celebra la primera reunión del gabinete de un presidente de esa nación.
- 1798: en Roma, una multitud de ciudadanos de Trastévere y Monticiani se alza contra la República Romana (recién creada por los invasores franceses), pero la revuelta es sofocada por el ejército francés.
- 1803: en Ratisbona (Alemania), la comisión extraordinaria de la Dieta Imperial Perpetua aprueba la Reichs Deputations Hauptschluss (Ley de Diputación Imperial), la última «dieta» imperial, que prevé una reorganización del Sacro Imperio Romano Germánico debido a las pérdidas de los territorios de la orilla izquierda del río Rin a manos de Francia en las Guerras de Coalición.
- 1830: a 75 km al sureste de la ciudad de Córdoba (Argentina) se libra la batalla de Oncativo, donde el ejército de los federales (dirigidos por Facundo Quiroga) es derrotado por el de los unitarios (bajo el mando de José María Paz).
- 1830: en la Comédie-Française (en París), tras el estreno del drama Hernani de Victor Hugo ―que se convirtió en una auténtica «batalla de Hernani»―, el clasicismo francés es sustituido por el romanticismo más moderno.
- 1831: en las afueras de la aldea de Grochów a 7 km al este de Varsovia (Polonia) durante el levantamiento polaco de noviembre contra el Imperio ruso se libra la batalla de Grochów.
- 1832: Polonia queda sometida al Imperio ruso.
- 1836: en Estados Unidos, el inventor y armero Samuel Colt obtiene una patente para su revólver de tambor.
- 1837: Thomas Davenport obtiene la primera patente del mundo que describe un motor eléctrico.
- 1843: en medio del océano Pacífico, lord George Paulet ocupa el Reino de Hawái en nombre del Imperio británico, en el marco del asunto Paulet.
- 1847: en el estado de Iowa (Estados Unidos) se funda la Universidad de Iowa.
- 1848: en Francia los revolucionarios proclaman la república.
- 1856: en París comienza el Congreso para poner fin a la Guerra de Crimea, bajo el liderazgo del ministro de Asuntos Exteriores francés, Alexandre Colonna-Walewski. Representantes del Imperio otomano, Austria, el Reino Unido, Francia y Rusia negocian los términos de paz hasta el 30 de marzo.
- 1869: en España, Francisco Serrano es nombrado presidente del gobierno.
- 1870: en Washington (Estados Unidos) Hiram R. Revels (1827-1901), un republicano del estado de Misisipi, toma juramento en el Senado de los Estados Unidos, convirtiéndose en el primer afroestadounidense en obtener una banca en el Congreso. Es enviado por el Senado de Misisipi, que había sido readmitido en la Unión durante la Reconstrucción ―tras la guerra civil estadounidense (1861‑1865)―, y permanece en el cargo hasta 1871.
- 1874: en las afueras de Bilbao (País Vasco), las tropas carlistas logran la victoria en la batalla de Somorrostro.
- 1875: en China, el emperador Guangxu (de la dinastía Qing) comienza su reinado, bajo la regencia de la emperatriz viuda Cixi.
- 1881: En la Ópera de la Corte, en la ciudad de San Petersburgo, se estrena la ópera La doncella de Orleans, de Piotr Chaikovski.
- 1888: en el Théâtre de la Monnaie, de la ciudad de Bruselas (Bélgica) se estrena la ópera Jocelyn de Benjamin Godard.
- 1898: En el Krystallpalast de Leipzig (Alemania) tiene lugar el estreno de la obra Erdgeist de Frank Wedekind, en la que el propio autor aparece como el Dr. Schön.
- 1901: en Estados Unidos, después de comprar la empresa siderúrgica de Andrew Carnegie, J. P. Morgan funda la United States Steel Corporation junto con Elbert H. Gary. En el año de su fundación, controlaba dos tercios del mercado estadounidense del acero.
- 1902: en Estados Unidos, Hubert Cecil Booth funda la empresa Vacuum Cleaner para fabricar aspiradoras.
- 1903: en Vigo (España) mueren dos personas durante las fiestas de carnaval.
- 1905: en la cordillera de los Alpes entre Suiza e Italia concluyen las obras del túnel del Simplón.
- 1905: en la ciudad portuaria de Kingston-upon-Hull (Reino Unido), una comisión judicial dicta su fallo sobre el «incidente del mar del Norte», sucedido en la noche del 21 al 22 de octubre de 1904, cuando ―en el marco de la guerra ruso-japonesa (1904‑1905)― la Flota del Báltico de la Armada Imperial Rusa confundió a siete pesqueros civiles británicos con buques torpederos de la Armada Imperial Japonesa y les disparó. Rusia les pagará una indemnización a los pescadores.
- 1906: en el Teatro de la Zarzuela (Madrid), Miguel de Unamuno da una conferencia titulada La crisis del patriotismo.
- 1907: en Barcelona se presenta la Filarmónica Barcelonesa, fundada por el director de orquesta y compositor madrileño José Lassalle (1874-1932).
- 1907: en Austria, el Club Ciclista de Viena y la Asociación Deportiva de Viena se fusionan para formar el Club Deportivo de Viena.
- 1908: se publicó en España un Libro Rojo relativo a los asuntos de Marruecos.
- 1908: en España, un estudio estadístico destaca que durante el año anterior emigraron 82 606 españoles, de edades comprendidas entre los 15 y los 35 años.
- 1912: en Luxemburgo, María Adelaida, la mayor de las seis hijas de Guillermo IV, se convierte en la primera gran duquesa reinante. Su madre, María Ana, asumirá la regencia hasta que alcance la mayoría de edad el 15 de junio.
- 1916: en el norte de Francia, a 55 km al suroeste de la frontera con Bélgica y con Luxemburgo ―en el marco de la Primera Guerra Mundial (1914‑1918)― en la Batalla de Verdún, una unidad alemana captura (sin luchar) Fort Douaumont, piedra angular de las defensas francesas.
- 1917: frente a la costa sur de Irlanda ―en el marco de la Primera Guerra Mundial―, un submarino alemán torpedea sin previo aviso al transatlántico británico Laconia, que se hunde. Mueren doce personas, entre ellas dos mujeres estadounidenses, lo que provoca tensiones políticas entre Estados Unidos y el Reino de Alemania.
- 1918: en Estonia ―en el marco de la Primera Guerra Mundial―, las fuerzas alemanas capturan Tallin para completar virtualmente la ocupación de esa nación.
- 1918: en México, el poeta Amado Nervo (1870-1919) publica su libro de poemas Plenitud.
- 1919: André Tardieu, representante de Francia en la conferencia de paz, presenta las principales reivindicaciones francesas y propone devolver la frontera entre Francia y la derrotada alemana hasta el río Rin.
- 1919: en Tokio, el Imperio del Japón solicita oficiales alemanes para la organización de su ejército; al firmarse el contrato, los alemanes obtienen en mano 5000 papiermark (marcos de papel), y 1200 marcos cada mes.
- 1919: en el estado de Oregón (Estados Unidos), el gobernador impone un impuesto de un centavo por galón a la gasolina, convirtiéndose en el primer estado de los Estados Unidos en gravar la gasolina.
- 1920: en Amberes (Bélgica), varios inversores fundan la empresa petrolera belga Petrofina.
- 1921: la ciudad de Tiflis (capital de Georgia), cae en poder del Ejército Rojo y de los bolcheviques locales, quienes proclaman la República Socialista Soviética de Georgia.[4]
- 1922: en la prisión de Saint-Pierre, en Versalles (20 km al oeste de París) es guillotinado el asesino serial Henri Desiré Landrú, quien sedujo y asesinó a diez mujeres con falsas promesas de matrimonio.
- 1922: en Japón, la Dieta rechaza la ley sobre el voto femenino.
- 1923: en la actual Alemania, a 70 km al oeste de la ciudad de Fráncfort del Meno, el ejército francés pone fin a la existencia de la micronación Estado Libre de Cuello de Botella, situado entre Francia y Alemania, existió durante cuatro años y un mes, de enero de 1919 a febrero de 1923, y contaba con una población de 17 000 habitantes. Su capital era Lorch, una villa a orillas del río Rin, cuyo alcalde fue elegido presidente del país.
- 1925: en Nueva York (Estados Unidos). Columbia Records hace la primera grabación musical eléctrica. Su intérprete fue el pianista y cantante estadounidense Art Gillham.
- 1925: en Turquía, los kurdos se sublevan contra el Gobierno de Mustafa Kemal Atatürk.
- 1927: en Brasil, el aviador italiano De Pinedo llega a la ciudad de Bahía tras realizar la travesía del océano Atlántico.
- 1927: en Varsovia se firma un acuerdo de circulación entre la ciudad libre de Dánzig y Polonia.
- 1930: Camille Chautemps pierde la votación de confianza en el Parlamento francés y presenta su dimisión.
- 1930: en Alemania, la totalidad de los jefes políticos y funcionarios del NSDAP deben jurar su cargo a Adolf Hitler.
- 1932: en España, las cortes republicanas aprueban la Ley de Divorcio, primera en la historia del país.[5]
- 1932: en Brunswick (Alemania), el político racista austríaco Adolf Hitler, que había sido apátrida durante siete años, obtiene la ciudadanía alemana cuando Dietrich Klagges, un compañero nazi, lo nombra funcionario estatal de Brunswick. Como resultado, Hitler podrá postularse para presidente del Reich en las elecciones de 1932.
- 1933: en el puerto de Newport News (estado de Virginia) se bota el USS Ranger. Es el primer portaaviones construido especialmente para ese fin que pone en servicio la Armada de los Estados Unidos.
- 1935: Louis Lumière presenta en la Academia de Ciencias de París una secuencia de cine en relieve.
- 1939: en el norte de Londres (Reino Unido), como parte de las precauciones británicas contra los ataques aéreos nazis, se construye el primero de los 2,5 millones de refugios Anderson en un jardín en el barrio de Islington.
- 1940: en el Reino Unido aterrizan unidades de las fuerzas aéreas canadienses.
- 1941: en la Ámsterdam ocupada por los alemanes, el proscrito Partido Comunista de los Países Bajos organiza una huelga general para protestar contra las medidas antisemitas contra los judíos neerlandeses adoptadas por los ocupantes nazis.
- 1942: el general británico Archibald Wavell disuelve el ABDACOM, un comando aliado para la defensa del sudeste asiático contra la invasión japonesa, fundado el 8 de enero, es disuelto por el mariscal de campo británico Archibald Wavell porque hay muy pocas tropas disponibles.
- 1943: en Túnez, las tropas nazis del Heeresgruppe Afrika (Grupo de Ejércitos África) se retiran luego de la Batalla del paso de Kasserine.
- 1943: T. S. Eliot publica sus Cuatro cuartetos.
- 1944: en Buenos Aires dimite el dictador Pedro Pablo Ramírez; tras una reunión militar, el vicedictador Edelmiro Farrell acepta el poder.
- 1944: la Real Fuerza Aérea británica bombardea a la población civil de la ciudad de Augsburgo y destruye casi todo el centro. Se desconoce el número de hombres, mujeres y niños fallecidos.
- 1946: en España, el general Alfredo Kindelán, ferviente partidario de la monarquía, es desterrado a las islas Canarias.
- 1946: en la Unión Soviética se disuelve el Ejército Rojo.
- 1947: Thomas Mann publica Doktor Faustus.
- 1947: tras el final de la Segunda Guerra Mundial (1939-1945), el Consejo de Control Aliado proclama la abolición formal del Estado Libre de Prusia, ya que el gobierno prusiano había sido abolido por el Preußenschlag de 1932.
- 1947: las fuerzas soviéticas de la NKVD en Hungría secuestran a Béla Kovács, secretario general del mayoritario Partido de los Pequeños Productores Independientes, y lo deportan a la Unión Soviética, desafiando al Parlamento húngaro. Su arresto es un punto de inflexión importante en la toma de poder comunista de Hungría.
- 1947: en Viena (Austria), el Consejo de Ministros decreta que el poema de Paula Preradović Land der Berge, Land am Strome se convierta en el himno de la República de Austria.
- 1948: en Praga (Checoslovaquia), bajo presión del Partido Comunista Checoslovaco, el presidente Edvard Beneš acepta la dimisión de los miembros no comunistas del gabinete. Con el nuevo gabinete dirigido por Klement Gottwald, los comunistas toman el poder en esa nación.
- 1951: en Checoslovaquia, las emisoras de radio anuncian el descubrimiento de un complot contra el Gobierno, cuyos instigadores serían Gustav Húsak y Vlado Clementis.
- 1951: en Buenos Aires (Argentina), el presidente constitucional Juan Domingo Perón y su esposa Eva Perón inauguran los primeros Juegos Panamericanos.
- 1952: en los Estados Unidos se confirma la pena de muerte al matrimonio Rosenberg.
- 1952: en Oslo (Noruega) finalizan los VI Juegos Olímpicos de Invierno.
- 1953: Charles de Gaulle rechaza públicamente el tratado sobre la Comunidad Defensiva Europea.
- 1953: en Nueva York se estrena el musical Wonderful town, de Leonard Bernstein.
- 1953: en París (Francia) se estrena la película Les vacances de monsieur Hulot, de Jacques Tati.
- 1954: en El Cairo (Egipto), en un golpe de Estado contra Muhammad Naguib, su adjunto Gamal Abdel Nasser se convierte en presidente de la República de Egipto.
- 1956: en Moscú (Unión Soviética), Nikita Jrushchov pronuncia el Discurso secreto sobre el culto a la personalidad y sus consecuencias durante el XX Congreso del PCUS (Partido Comunista de la Unión Soviética), denuncia a Iósif Stalin (1878‑1953). Comienza la desestalinización de la nación.
- 1957: formación del Octavo Gobierno nacional de España (1957-1962), presidido por Francisco Franco.
- 1959: en Rhodesia se proclama el estado de emergencia y se disuelven los estados nacionalistas africanos.
- 1963: en el Casón del Buen Retiro de Madrid se inaugura la exposición Oro del Perú.
- 1964: en Chihuahua (México), el presidente Adolfo López Mateos recibe simbólicamente de su homólogo estadounidense Lyndon B. Johnson el territorio del Parque Público Federal El Chamizal, que estuvo en litigio con Estados Unidos desde 1866.
- 1964: en Miami (Estados Unidos), el boxeador Cassius Clay (quien un año más tarde adoptará el nombre libre [no esclavo] de Muhammad Alí) derrota a Sonny Liston por abandono en el séptimo asalto, y se convierte en campeón mundial de peso pesado con tan solo 22 años.
- 1965: en Madrid ―en el marco de la dictadura franquista (1939‑1975)―, más de 5000 universitarios se manifiestan; se abren expedientes para expulsar a los profesores que apoyen el movimiento estudiantil.
- 1968: en Chipre, el arzobispo Makarios III es elegido presidente.
- 1969: en Praga (Checoslovaquia), en el aniversario de la toma del poder por los comunistas en Checoslovaquia, el estudiante Jan Zajíc se prende fuego en protesta contra la represión de la Primavera de Praga. Muere a los pocos minutos.
- 1972: El gobierno alemán pone fin al secuestro de un jumbo jet por terroristas árabes en Adén (Yemen del Sur) pagando un rescate de cinco millones de dólares estadounidenses.
- 1974: Por primera vez en Estados Unidos se completa un intercambiador de autopistas con una sola intersección en la vía de acceso.
- 1975: Mohammed Abdullah es nombrado jefe de Gobierno del estado indio de Yammu y Cachemira, que goza de derechos especiales.
- 1975: en Bonn (Alemania estadounidense), el Tribunal Constitucional Federal declara inconstitucional la regulación del plazo para el aborto en el artículo 218.ª del Código penal.
- 1977: en Argelia se celebran las primeras elecciones parlamentarias.
- 1978: en la aldea de Sa Pereira, 72 km al oeste de la ciudad de Santa Fe (Argentina), se registra la segunda mayor tragedia ferroviaria del país: 55 muertos.
- 1979: en Viena, el atleta Antonio Páez se proclama campeón de Europa de los 800 m.
- 1980: en Surinam, los militares toman el poder tras un golpe de Estado liderado por Dési Bouterse.
- 1980: en Kabul los disturbios contra la presencia soviética causan 500 muertos.
- 1980: en el festival de Berlín, el estreno de la película El crimen de Cuenca, dirigida por Pilar Miró, causa un gran escándalo.
- 1981: en España, Leopoldo Calvo-Sotelo es elegido presidente del Gobierno por el Congreso de los Diputados.
- 1981: en España los generales Jaime Milans del Bosch, capitán general de Valencia, y Alfonso Armada y Comyn, segundo jefe del Alto Estado Mayor, son acusados de participar en el golpe de Estado del día 23.
- 1983: se aprueban por Ley Orgánica los Estatutos de Autonomía de Baleares, Castilla y León, Extremadura y Madrid.
- 1983: en Guinea Ecuatorial se funda el Partido del Progreso, de ideología demócrata cristiana.
- 1984: en Madrid se celebra una gran manifestación a favor de la libertad de enseñanza y en contra de la ley de educación socialista (LODE).
- 1986: en Filipinas, el dictador Ferdinand Marcos huye del país después de 20 años de dictadura; Corazón Aquino se convierte en la primera «presidenta» de Filipinas, con el apoyo del jefe del ejército Fidel Ramos.
- 1989: llega a Pekín el presidente estadounidense, George Bush, para consolidar las relaciones entre ambos países y apoyar las reformas iniciadas por Deng Xiaoping.
- 1989: en el Hotel Hilton de la ciudad de Las Vegas (estado de Nevada), el boxeador Mike Tyson gana el combate contra Frank Bruno por nocaut técnico, y así obtiene el título de campeón mundial de peso pesado.
- 1990: en Nicaragua, Violeta Chamorro, de la antisandinista UNO (Unión Nacional Opositora) gana sorprendentemente con el 55 % de los votos frente a los sandinistas, que obtienen el 41 %.
- 1991: se disuelve la estructura militar del Pacto de Varsovia en una reunión de sus miembros en Budapest (Hungría).
- 1991: en Dhahran (Arabia Saudita), a 435 km al sur de Irak ―en el marco de la guerra del Golfo―, un misil Scud iraquí impacta contra un cuartel estadounidense, matando a 28 marines.
- 1991: en Irak el Gobierno ordena a sus tropas abandonar Kuwait.
- 1992: en la ciudad de Joyalí (en Azerbaiyán), en el marco de la guerra de Nagorno Karabaj, el ejército armenio mata a cientos de civiles azerbaiyanos. (Masacre de Jochalí).
- 1992: en Algorta (Vizcaya), la banda terrorista ETA asesina a un guardia civil.
- 1993: en Cataluña se hace oficial el himno de "Los segadores" (Els segadors)
- 1994: en el Templo de los Patriarcas de Hebrón (Cisjordania), el oficial y colono judío estadounidense‑israelí Baruch Goldstein perpetra la masacre de Hebrón: asesina a tiros a 29 hombres, mujeres y niños palestinos y deja heridos a más de 100, antes de ser desarmado y golpeado hasta la muerte por los sobrevivientes.
- 1994: de Noruega, en el marco de los XVII Juegos Olímpicos de Invierno en Lillehammer, la patinadora artística ucraniana Oksana Bajul gana una medalla de oro, la primera para la Ucrania independiente.
- 1995: en Milán (Italia) el millonario empresario Massimo Moratti compra el club de fútbol Internazionale Milano.
- 1995: en Los Ángeles (estado de California) se entregan por primera vez los Premios del Sindicato de Actores de Cine.
- 1996: en Guinea Ecuatorial, el dictador Teodoro Obiang Nguema es elegido presidente por tercera vez con el 98 % de los votos. La oposición boicoteó las elecciones.
- 1997: en Bundang (Corea del Sur), el desertor norcoreano Yi Han-yong (36), sobrino del presidente norcoreano Kim Jong il, es asesinado por dos ladrones no identificados que utilizaron sendas pistolas Browning, de fabricación belga.
- 1998: en los Estados Unidos, el Pentágono sufre el mayor ataque de piratas informáticos.
- 1998: las dudas sobre el apoyo que puede prestar Japón para la recuperación financiera de la zona provocan nuevas pérdidas generalizadas en las bolsas de sureste asiático.
- 1998: en la entrega de los Premios Grammy de la Música (en Estados Unidos) los triunfadores son Bob Dylan, Elton John y Luis Miguel.
- 1998: las dos grandes empresas de la aviación civil, la nipona Japan Airlines (JAL) y la estadounidense American Airlines (AA), alcanzan un acuerdo que les permite ofertar de manera conjunta sus rutas a ambos lados del océano Pacífico.
- 1999: la ONU presenta el informe sobre las matanzas de civiles en Guatemala, donde se acusa directamente al Gobierno militar.
- 1999: en el aeropuerto Cristóforo Colombo de Génova (Italia) se estrella el vuelo 1553 de Alitalia, matando a cuatro personas.
- 2000: en Filipinas mueren 32 personas por la explosión de dos bombas colocadas en un ferry.
- 2001: los Campeonatos de España de Atletismo se clausuran con cinco récords nacionales.
- 2001: el esquiador alemán Johann Mühlegg (expatriado en España) logra la medalla de oro en el maratón de 50 kilómetros del campeonatos del mundo de esquí nórdico.
- 2001: en Cabo Verde (África), Pedro Pires gana la segunda vuelta de las elecciones presidenciales contra Carlos Veiga por 17 votos y se convierte en el sucesor de António Mascarenhas Monteiro como presidente de la república insular.
- 2003: en Caracas (Venezuela) suceden explosiones en la embajada de España y en el consulado colombiano. El Estado responsabiliza a militares retirados que el año anterior (2002) estuvieron involucrados en el golpe contra Hugo Chávez.
- 2003: en Seúl (Corea del Sur) jura el cargo el nuevo presidente Roh Moo-hyun, sucesor de Kim Dae Yung.
- 2003: Corea del Norte reactiva la central nuclear de Yongbyon, donde mantiene 8000 barras de plutonio con las que podrían construirse 6 bombas atómicas.
- 2004: en la localidad de Riodeva (provincia de Teruel) un grupo de arqueólogos españoles anuncia el hallazgo de un importante yacimiento, rico en restos fósiles de dinosaurios.
- 2004: en los cines estadounidenses se proyecta por primera vez el largometraje La Pasión de Cristo, dirigido por el actor Mel Gibson, y se convierte en un controvertido éxito de audiencia. Los críticos acusan la película de antisemitismo y glorificación de la violencia.
- 2005: al noroeste de la República Democrática del Congo mueren nueve cascos azules bangladesíes en una emboscada.
- 2006: en Madrid (España), la Asociación de Víctimas del Terrorismo convoca una multitudinaria manifestación en contra del diálogo del Gobierno con la banda terrorista ETA.
- 2006: en Italia, en el marco de los XX Juegos Olímpicos de Invierno en Turín, el biatleta alemán Michael Greis gana su tercera medalla de oro en la carrera de salida en masa de 15 km.
- 2008: en el patio interno de una mansión abandonada, ubicada en el centro histórico de la ciudad de Gravina in Puglia, a 61 km al suroeste de Bari (Italia), un niño de 12 años cae en un pozo ciego abandonado de 12 metros de profundidad. Cuando los bomberos lo salvan, ileso, descubren los cadáveres momificados de dos niños. La autopsia revelará que se trata de Francesco (13) y Salvatore (11) Pappalardi, que habían desaparecido el 5 de junio de 2006 y probablemente murieron de sed.[6]
- 2008: en el noreste de Afganistán mueren 315 personas en una avalancha.
- 2009: en el distrito Pilkhana, cerca de Daca (Bangladés), soldados de los Fusileros de Bangladés se amotinan en su cuartel general, dejando 74 muertos, incluidos 57 oficiales del ejército.
- 2009: en el aeropuerto Schiphol de Ámsterdam (Países Bajos) el vuelo 1951 de Turkish Airlines se estrella durante el aterrizaje, principalmente debido a un radioaltímetro defectuoso, resultando en la muerte de nueve pasajeros y tripulantes, incluyendo los tres pilotos.
- 2013: desde el centro espacial Satish Dhawan (104 km al norte de Chennai, en la costa sureste de la India) los primeros satélites austríacos Tugsat-1 y UniBRITE son transportados a la órbita terrestre.
- 2015: en el noreste de Afganistán, al menos 310 personas mueren en avalanchas.
- 2016: en las pequeñas ciudades de Newton y Hesston (estado de Kansas) un ciudadano afroestadounidense bajo los efectos de la metanfetamina dispara contra sus compañeros de trabajo en la fábrica Excel de cortadoras de césped, mata a tres y hiere a otros catorce (Tiroteos en Kansas de 2016).
- 2018: en Pionyang (Corea del Sur) finalizan los XXIII Juegos Olímpicos de Invierno.
- 2025: en Chile se produce un apagón eléctrico que afecta desde la región de Arica y Parinacota (el extremo norte) hasta la Región de Los Lagos (el sur patagónico) y deja casi todo el país sin electricidad en los hogares.

## Nacimientos
- 1237: Wichard von Pohlheim, religioso y político alemán, 40.º obispo de Passau.
- 1259: Blanca de Portugal, aristócrata («infanta») portuguesa (f. 1321), hija del rey Afonso III de Portugal y Urraca de Castilla.
- 1337: Wenceslao I, aristócrata («duque de Luxemburgo») luxemburgués (f. 1383).
- 1341: Ludwig von Meißen, religioso y aristócrata alemán, príncipe-obispo de Halberstadt y Bamberg, elector-arzobispo de Maguncia y arzobispo de Magdeburgo.
- 1398: Xuande, aristócrata y militar («emperador») chino, quinto regente de la dinastía Ming; reinó entre 1425 y 1435 (f. 1435).
- 1415: Rennyo, maestro budista japonés.
- 1475: Eduardo Plantagenet, aristócrata («17.º conde de Warwick») inglés (f. 1499), último miembro masculino de la Casa de York.
- 1498: Francesco di Saluzzo, aristócrata («marqués») italiano (f. 1537).
- 1502: Alfonso de Ávalos, aristócrata italiano («príncipe» y «señor de Isquia y Prócida»).
- 1505: Domenico Giunti, arquitecto, pintor e ingeniero italiano (f. 1560).
- 1506: Giovanni Antonio Delfini, franciscano y teólogo italiano (f. 1561).
- 1514: Otón de Waldburg, cardenal y obispo católico alemán (f. 1573).
- 1525: Gerald FitzGerald, aristócrata («11.º conde de Kildare») irlandés (f. 1585).
- 1540: Henry Howard, aristócrata («1.º conde de Northampton») y cortesano inglés (f. 1614).
- 1543: Sharaf Jan Bidlisi, escritor, historiador, poeta y político kurdo iraní, autor del Sharafnama (libro de historia de los kurdos) y emir de Bitlis (f. 1603).
- 1550: Daniel Sudermann, teólogo y escritor de himnos alemán.
- 1552: Magdalena de Lippe, aristócrata («landgravina de Hesse-Darmstadt») y política alemana (f. 1587).
- 1561: Edward Talbot, aristócrata («8.º conde de Shrewsbury»), político inglés (f. 1617).
- 1585: Johannes Ardüser, matemático e ingeniero de fortalezas suizo.
- 1591: Friedrich Spee, teólogo y poeta alemán.
- 1591: Friedrich Spee, sacerdote jesuita, teólogo, poeta y ensayista alemán (f. 1635).
- 1593: Antonio da Virgoletta, misionero italiano (f. 1641).
- 1603: Gregorio Preti, pintor italiano (f. 1672).
- 1607: Agostino Beltrano, pintor italiano.
- 1613: Mattia Preti, pintor italiano (f. 1699).
- 1622: Christian Luis de Brunswick, aristócrata («duque de Brunswick-Lüneburg») alemán (f. 1665).
- 1628: Giulio Broggio, arquitecto y maestro de obras de origen italiano o suizo.
- 1628: Clara Clemencia de Maillé, aristócrata francesa (f. 1694).
- 1629: Francisco Erdmann, aristócrata («duque de Sajonia-Lauenburgo») y mariscal de campo imperial alemán (f. 1666).
- 1635: Valeriano de Nassau-Usingen, aristócrata alemán (f. 1702).
- 1643: Ahmed II, sultán otomano (f. 1695).
- 1644: Erdmute Sofía de Sajonia, aristócrata («princesa» y «margravina de Brandeburgo-Bayreuth»), escritora de himnos, ensayista e historiadora alemana (f. 1670).
- 1651: Quirinus Kuhlmann, poeta y místico religioso alemán (f. 1689).
- 1655: Carel de Moor, retratista neerlandés.
- 1661: Anne Lennard, aristócrata («condesa de Sussex») británica.
- 1663: Peter Anthony Motteux, escritor, dramaturgo y traductor franco-inglés (f. 1718).
- 1668: Gottlieb Wernsdorf el Viejo, teólogo e historiador luterano alemán.
- 1670: María Winkelmann-Kirch, astrónoma y matemática austríaca (f. 1720).
- 1671: Nicolaus Hieronymus Gundling, jurista, erudito, historiador, abogado y filósofo alemán (f. 1729).
- 1675: María Leonor de Hesse-Rotenburg, aristócrata («princesa») alemana (f. 1720).
- 1675: Johann Erhard Straßburger, arquitecto barroco alemán y arquitecto del Oberland de Gotha.
- 1675: William Tailer, funcionario colonial británico-inglés y gobernador de la provincia de la bahía de Massachusetts (en Estados Unidos).
- 1680: Philipp Hyazint von Lobkowicz, aristócrata checo (f. 1734).
- 1681: Edelberto dalla Nave, arquitecto italiano (f. 1742).
- 1682: Giovanni Battista Morgagni, médico, anatomista, patólogo y explorador italiano (f. 1771).
- 1683: Jakob Benzelius, religioso y teólogo sueco (f. 1747).
- 1684: Matthias Bernhard Braun, escultor bohemio.
- 1692: Karl Ludwig von Pöllnitz, escritor y aventurero alemán (f. 1775).
- 1701: Panfilo Antonio Mazzara, obispo católico italiano (f. 1766).
- 1707: Carlo Goldoni, dramaturgo, abogado, escritor y compositor italiano (f. 1793).
- 1708: Félix Benda, compositor bohemio.
- 1708: Jane Colman Turell, poetisa estadounidense.
- 1709: Giordano Riccati, físico, arquitecto y matemático italiano (f. 1790).
- 1711: John Perceval, aristócrata («2.º conde de Egmont») y político británico-inglés (f. 1770).
- 1714: René Nicolás Carlos Agustín de Maupeou, abogado, magistrado y político francés, «lord canciller» de Francia (f. 1792).
- 1714: René-Nicolas-Charles-Augustin de Maupeou, canciller francés.
- 1714: Hyde Parker, almirante británico (f. 1782).
- 1716: Paolo Calvi, historiador italiano (f. 1781).
- 1723: Francesco Ferdinando Sanseverino, arzobispo católico italiano (f. 1793).
- 1725: Karl Wilhelm Ramler, poeta, filósofo y pensador alemán (f. 1798).
- 1726: Guillermina de Hesse-Kassel, aristócrata («princesa de Hesse») alemana (f. 1808), esposa del príncipe Enrique de Prusia.
- 1727: Armand-Louis Couperin, compositor y organista francés (f. 1789).
- 1727: Charles Eugène Gabriel de la Croix, político y general francés, mariscal de Francia (f. 1801).
- 1728: John Wood, el Joven, arquitecto británico-inglés, diseñó el Royal Crescent (f. 1782).
- 1728: Victoria de Hesse-Rotenburg, aristócrata («princesa») alemana (f. 1792).
- 1729: Alfonso Airoldi, arzobispo católico italiano (f. 1817).
- 1729: Gaspar Oswald, clérigo y arquitecto húngaro (f. 1781).
- 1733: Wilhelm René de l’Homme de Courbière, mariscal de campo prusiano de origen francés, gobernador general de Prusia Occidental.
- 1735: Ernst Wilhelm Wolf, concertino (violinista principal de una orquesta) y compositor alemán.
- 1737: August Wilhelm Hupel, lingüista alemán (f. 1819).
- 1739: Johann Rudolf Meyer, empresario suizo (f. 1813).
- 1744: William Cornwallis, almirante británico.
- 1746: Charles Cotesworth Pinckney, político, general y diplomático estadounidense (f. 1825).
- 1747: Giovanni Filippo Gallarati Scotti, cardenal y arzobispo católico italiano (f. 1819).
- 1748: Wilhelm Ludwig von Sydow, funcionario y político prusiano.
- 1749: John Chetwynd-Talbot, aristócrata («1.º conde de Talbot») y político británico-inglés (f. 1793).
- 1749: André Jeanbon Saint André, político y revolucionario francés (f. 1813), prefecto francés durante las guerras revolucionarias.
- 1752: John Graves Simcoe, general y político anglo-canadiense, primer vicegobernador del Alto Canadá (f. 1806).
- 1753: Johann Karl Christoph Nachtigal, teólogo alemán (f. 1819).
- 1753: Frances Twysden, aristócrata británico-inglesa (f. 1821).
- 1754: Benjamin Tallmadge, militar y político estadounidense (f. 1835).
- 1755: François René Mallarmé, abogado y político francés (f. 1835).
- 1758: Luigi Bossi Visconti, bibliotecario, archivista y hombre de letras italiano (f. 1835).
- 1764: Karl Gustav Brinckmann, diplomático y poeta sueco.
- 1766: George Jones, político estadounidense, alcalde de Savannah.
- 1768: Friedrich Adelung, filólogo, abogado, filósofo y lingüista alemán (f. 1843).
- 1768: Crisanto de Constantinopla, arzobispo ortodoxo griego (f. 1834).
- 1770: Adam Simons, teólogo]], poeta, retórico e historiador reformado neerlandés.
- 1771: Johan Henrik Schrøter, pastor feroés.
- 1773: Jacobo FitzJames Stuart, aristócrata («5.º duque de Berwick») español (f. 1794).
- 1775: Carl von Baerensprung, funcionario prusiano.
- 1777: Fleury François Richard, pintor francés (f. 1852).
- 1778: José de San Martín, general patriota y político revolucionario argentino (f. 1850); con su Ejército de los Andes fue fundamental para la liberación de Argentina, Chile y Perú, 1.º presidente del Perú.
- 1780: John Bird Sumner, arzobispo anglicano británico-inglés (f. 1862).
- 1780: Thomas Turton, matemático británico-inglés y obispo anglicano (f. 1864).
- 1781: Matías de Irigoyen, político argentino (f. 1839).
- 1788: Thomas Cubitt, empresario británico (f. 1855).
- 1789: Hendrik Arent Hamaker, asiriólogo, filólogo y orientalista neerlandés (f. 1835).
- 1789: Carlo Zucchi, arquitecto, grabador y escenógrafo italiano (f. 1849).
- 1790: Juan Álvarez Mendizábal, político y economista español (f. 1853), primer ministro de España.
- 1791: Bobèche, actor de teatro y circo francés (f. 1841).
- 1792: Johann Georg Christian Lehmann, botánico alemán (f. 1860).
- 1794: Gerrit Schimmelpenninck, político neerlandés (f. 1863).
- 1794: Barthélemy de Theux de Meylandt, político belga (f. 1874).
- 1796: Johannes Bernhard Diepenbrock, teólogo e historiador alemán.
- 1797ː María Abdy]], poeta inglesa.
- 1797: Johann Wilhelm Neumann, abogado, político local e historiador alemán.
- 1799: Théodore Nézel, dramaturgo y libretista francés (f. 1854).
- 1799: Démosthène Ollivier, político francés (f. 1884).
- 1800: Theodor Panofka, arqueólogo alemán (f. 1858).
- 1801: Joseph Ginet, político francés (f. 1872).
- 1801: Samuel Medary, político estadounidense (f. 1864).
- 1802: Francisco de Paula de Liechtenstein, aristócrata («príncipe») y general austríaco (f. 1887).
- 1803: Heinrich Ernst Ferdinand Guericke, teólogo alemán (f. 1878).
- 1805: Benedetto Servolini, pintor italiano (f. 1879).
- 1806: Giovanni Battista Cassinis, jurista y político italiano (f. 1866).
- 1806: Emma Catherine Embury, escritora y poetisa estadounidense (f. 1863).
- 1806: Friedrich Welwitsch, botánico austríaco (f. 1872), explorador en África.
- 1809: George Washington Cullum, militar estadounidense (f. 1892).
- 1809: John Hart, político anglo-australiano, 10.º primer ministro de Australia del Sur (f. 1873).
- 1810: Giovanni Interdonato, político italiano (f. 1866).
- 1810: Raffaele Marchesi, sacerdote, profesor y escritor italiano (f. 1871).
- 1810: Paulina de Wurtemberg, aristócrata («princesa» y «duquesa») alemana (f. 1856).
- 1811: Giuseppe Alinovi, pintor italiano (f. 1848).
- 1811: Gaspare Botto, matemático italiano (f. 1892).
- 1812: Carl Christian Hall, abogado y político danés, 6.º primer ministro de Dinamarca (f. 1888).
- 1812: Giuseppe Petroni, patriota y político italiano (f. 1888).
- 1814: Riccardo di Castelvecchio, dramaturgo italiano (f. 1894).
- 1815: Antonio De Martino, médico y político italiano (f. 1904).
- 1816: Matías Ramón Mella, patriota dominicano, uno de los tres padres de la patria (f. 1864).
- 1816: Giovanni Morelli, historiador del arte, médico, crítico literario y político (diputado y senador) italiano (f. 1891).
- 1817: Bartolomeo Pacca el Joven, cardenal italiano (f. 1880).
- 1818: María Amalia de Borbón-Dos Sicilias, aristócrata («princesa») italiana (f. 1857).
- 1819: Peter Friedhofen, sacerdote y deshollinador alemán (f. 1860), fundador de la orden Hermanos de la Misericordia de María Auxiliadora.
- 1820: Joseph Marie Piétri, político francés (f. 1902).
- 1822: Wilhelm Amberg, pintor alemán.
- 1822: Gaetano Mastellari, artista italiano (f. 1890).
- 1822: Lev Alexandrovich Mei, poeta ruso.
- 1823: Gaetano Sangiorgi, político italiano (f. 1884).
- 1825: Domenico Galaverna, poeta, escritor y tipógrafo italiano (f. 1903).
- 1825: Emma Mampe-Babnigg, profesora de canto y cantante de ópera (soprano) austríaca.
- 1825: Vladimir Gustavovich Tizengauzen, orientalista y numismático alemán (f. 1902).
- 1826: Giuseppe Andrea Angeloni, aristócrata y político italiano (f. 1891).
- 1828: Bartolomeo Malfatti, geógrafo, historiador y etnógrafo italiano (f. 1892).
- 1829: Alexander von Bülow, político alemán (f. 1901).
- 1829: Felice Rignon, aristócrata y político italiano (f. 1914).
- 1829: Anton von Scholz, teólogo alemán.
- 1831: Dióscoro Puebla, pintor español (f. 1901).
- 1832: Karl Bartsch, filólogo alemán (f. 1888), fundador del primer Instituto Alemán en Alemania.
- 1832: Federico Gabelli, ingeniero y político italiano (f. 1889).
- 1832: Maximilian Schmidt, escritor alemán-bávaro.
- 1833: John St. John, abogado y político estadounidense (f. 1916), 8.º gobernador del estado de Kansas.
- 1835: Christoph Theodor Aeby, anatomista y antropólogo suizo (f. 1885).
- 1835: Romeo Bozzetti, patriota, general y periodista italiano (f. 1907).
- 1835: Pietro Lavagnolo, patriota y militar italiano (f. 1860).
- 1835: Matsukata Masayoshi, político japonés (f. 1924).
- 1835: Osbert Salvin, naturalista, ornitólogo y herpetólogo británico-inglés (f. 1898).
- 1836: Pauline von Metternich, socialité (personaje mediático) y aristócrata austríaca (f. 1921), fundó un salón literario en Viena.
- 1836: Giovanni Battista Zampironi, farmacéutico, químico e inventor italiano (f. 1906).
- 1837: Friedrich Reinecke, fotógrafo alemán.
- 1840: Otto Liebmann, filósofo alemán (f. 1912).
- 1841: Giovanni Battista De Lotto, grabador italiano (f. 1924).
- 1841: Renoir (Pierre-Auguste Renoir), pintor impresionista y escultor francés (f. 1919).
- 1842: Ida Lewis (69), farera (cuidadora de un faro) estadounidense, conocida por haber salvado a decenas de personas de ahogarse en naufragios, rescatándolas con su bote (f. 1911); ACV mientras trabajaba en el faro.
- 1842: Karl May, escritor de novelas de aventuras (vendió más de 200 millones de ejemplares), poeta y dramaturgo alemán (f. 1912).
- 1843: Enrico Del Carlo, político y periodista italiano (f. 1920).
- 1843: Karl Gussow, pintor alemán.
- 1844: Leó Frankel, político húngaro (f. 1896).
- 1844: Eugenio Geiringer, arquitecto e ingeniero italiano (f. 1904).
- 1844: Jindřich Kafka, compositor checo.
- 1844: Mario Rapisardi, poeta, traductor e italianista italiano (f. 1912).
- 1844: Philipp Remelé, fotógrafo alemán.
- 1845: Albert Detto, profesor de alemán y miembro del Reichstag alemán.
- 1845: George Reid, abogado y político escocés-australiano, 4.º primer ministro de Australia (f. 1918).
- 1846: Giuseppe De Nittis, pintor italiano (f. 1884).
- 1846: Ange Flégier, compositor, crítico musical, pintor y escritor francés.
- 1846: Vincenzo Macchi di Cellere, militar y aristócrata italiano (f. 1934).
- 1848: Eugène-Melchior de Vogüé, político, crítico literario y eslavista francés (f. 1910).
- 1848: Guillermo II, aristócrata («rey de Wurtemberg») alemán (f. 1921).
- 1849: Ernest George Meers, tenista británico (f. 1928).
- 1849: Erich Zweigert, político alemán.
- 1850: Alexandre Georges, organista, educador musical y compositor francés.
- 1851: Chris Madsen, militar y policía danés (f. 1944).
- 1853: Karl von Weizsäcker, político alemán, primer ministro de su país.
- 1855: Tsuda Sanzō, policía japonés que intentó asesinar al futuro zar Nicolás II.
- 1855: Cesário Verde, poeta y escritor portugués (f. 1886).
- 1856: Alfred Biese, historiador literario alemán.
- 1856: Marie Joseph Eugène Bridoux, general francés (f. 1914).
- 1856: Giovanni Di Stefano, geólogo y paleontólogo italiano (f. 1918).
- 1856: Enrico Ferri, criminólogo, político y periodista italiano (f. 1929).
- 1856: Karl Gotthard Lamprecht, historiador y académico alemán (f. 1915).
- 1856: Miguel Oquelí Bustillo, político hondureño y presidente de la Junta de Gobierno de 1907.
- 1856: Mathias Zdarsky, esquiador alpino, pintor y escultor checo-austríaco (f. 1940).
- 1857: Robert Bond, político canadiense; 1.º primer ministro de Terranova (f. 1927).
- 1857: Friedrich Reinitzer, químico y botánico austríaco (f. 1927).
- 1859: Leonid Konstantinovich Artamonov, ingeniero, explorador y oficial ruso.
- 1859: John Burke, político estadounidense.
- 1859: William Elcoat, entrenador británico de fútbol (f. 1912).
- 1859: Georg Schreck, arquitecto finlandés (f. 1925).
- 1860: John Robertson Aikman, teniente coronel y jugador británico de curling (f. 1948).
- 1860: William Ashley, historiador y académico británico-inglés (f. 1927).
- 1860: Richard Muther, historiador del arte alemán.
- 1860: Ferdinand Vach, músico checo (f. 1939).
- 1861: Santiago Rusiñol, pintor, escritor, periodista y dramaturgo catalán (f. 1931).
- 1861: Rudolf Steiner, ocultista, esoterista, escritor y curandero austrocroata, autodenominado clarividente, fundador de la antroposofía (f. 1925).
- 1863: Hans Bielenstein, clérigo y escritor germanobáltico, mártir protestante.
- 1863: Karl Koller, clérigo reformado suizo, empresario y político liberal.
- 1863: Broncia Koller-Pinell, pintora austríaca del modernismo vienés.
- 1864: Gustav Breddin, entomólogo alemán (f. 1909).
- 1864: Lucien Lizé, general francés (f. 1918).
- 1864: Alfred Schultze, jurista e historiador jurídico alemán.
- 1865: Andranik Ozanian, luchador de la resistencia armenia, patriota y general armenio, héroe nacional de su país (f. 1927).
- 1865: Gaetano Pini-Corsi, tenor italiano (f. 1935).
- 1865: Luigi Sapelli, escenógrafo, diseñador de vestuario e ilustrador italiano (f. 1936).
- 1866: Benedetto Croce, filósofo, humanista, historiador, político y crítico italiano (f. 1952).
- 1866: Charles Hennemann, lanzador de disco y martillo estadounidense (f. 1938).
- 1866: Heinrich Kühn, fotógrafo austríaco (f. 1944).
- 1866: Alessandro Sacheri, poeta, escritor y periodista italiano (f. 1927).
- 1866: Achille Tellini, naturalista, geólogo y lingüista italiano (f. 1938).
- 1867: Sultán Nazime, aristócrata («princesa») otomana (f. 1947).
- 1867: Rudolf Tarnow, escritor alemán.
- 1867: William Lakin Turner, pintor británico (f. 1936).
- 1868: Josef Albisser, abogado y político suizo (ES).
- 1868: Erwin Baum, político alemán (f. 1950), primer ministro de Turingia.
- 1868: Anthony Johannes Blok, abogado penalista neerlandés.
- 1868: Georg Grimm, jurista y magistrado alemán (f. 1945).
- 1869: Gustavo Balsamo-Crivelli, filólogo y escritor italiano (f. 1929).
- 1869: Phoebus Levene, bioquímico y médico soviético-lituano (f. 1940), expatriado en Estados Unidos.
- 1870: Georges Cirot, historiador francés (f. 1946).
- 1870: Matylda Getter, monja polaca (f. 1968).
- 1870: Lily Pettigrew, modelo británica.
- 1870: Jan Sterringa, teósofo y anarquista neerlandés.
- 1871: Oliver Campbell, tenista estadounidense (f. 1953).
- 1871: Lesja Ukraïnka, poetisa, dramaturga y traductora ucraniana (f. 1913).
- 1872: Alice Bailly, pintora suiza (f. 1938).
- 1872: Rose Pettigrew, modelo británica.
- 1873: Renato Brogi, compositor italiano (f. 1924).
- 1873: Enrico Caruso, cantante de ópera (tenor) italiano (f. 1921), el cantante operístico más popular de principios del siglo XX y la primera gran estrella discográfica.
- 1873: Ciro Contini, ingeniero italiano (f. 1952).
- 1873: Alfred Hickman, actor británico-inglés (f. 1931).
- 1873: Vinzenz Muchitsch, político austríaco.
- 1874: Arístide Baghetti, actor italiano (f. 1955).
- 1874: Josef Saier, pastor, director y escritor alemán.
- 1874: Ettore Leopardi, empresario y político italiano (f. 1945).
- 1874: Henri Prost, arquitecto y urbanista francés (f. 1959).
- 1875: Salvatore Di Marzo, político y jurista italiano (f. 1954).
- 1875: Karl August Nerger, militar (capitán de fragata) alemán y destinatario de la Orden Pour-le-Mérite (f. 1947).
- 1876: Paul Louis Amans Dop, botánico francés (f. 1954).
- 1876: Alduino Emidi, jockey italiano (f. 1922).
- 1876: Philip Graves, periodista irlandés (f. 1953).
- 1877: Manuel González García, obispo católico español (f. 1940).
- 1877: Erich von Hornbostel, etnomusicólogo, musicólogo y erudito austríaco (f. 1935).
- 1877: John Robertson, futbolista y entrenador británico-escocés (f. 1935).
- 1877: Karel Toman, poeta y periodista checo (f. 1946).
- 1878: Acácio Lino, artista portugués (f. 1956).
- 1878: Eduard Meijer, nadador y jugador neerlandés de waterpolo (f. 1929).
- 1878: Hans Ryffel, funcionario suizo.
- 1879: Aleksandr Andreev, escultor búlgaro (f. 1971).
- 1879: Julius Falkenstein, actor alemán (f. 1933).
- 1879: Royal Harwood Frost, astrónomo estadounidense (f. 1950).
- 1879: Otakar Ostrčil, compositor checo.
- 1880: Sherman Bainbridge, actor estadounidense (f. 1950).
- 1881: Mulay 'Abd al-'Aziz, sultán marroquí (f. 1943).
- 1881: Giacomo Attilio Cermenati, médico y político italiano (f. 1963).
- 1881: William Z. Foster, político y sindicalista estadounidense (f. 1961).
- 1881: Alexei Rykov, político revolucionario ruso, primer ministro de la República Socialista Soviética de Rusia (f. 1938).
- 1881: Arthur Stanley Tritton, islamista e historiador británico (f. 1973).
- 1882: Roméo Beaudry, compositor, crítico musical, productor y editor canadiense.
- 1882: B. Traven, escritor británico-inglés de habla alemana.
- 1883: Alicia de Albany (Alice Mary Victoria Augusta Pauline), aristócrata («princesa de Sajonia-Coburgo-Gotha», «princesa de Teck», «duquesa de Sajonia» y «condesa de Athlone») inglesa (f. 1981), miembro de la familia real británica, última sobreviviente de los nietos de la reina Victoria.
- 1883: Herbert Burgess, futbolista y entrenador británico-inglés (f. 1954).
- 1883: Eugenio Giovannetti, periodista, escritor y traductor italiano (f. 1951).
- 1883: J. Edward Hungerford, guionista estadounidense (f. 1964).
- 1883: Johanna Magerfleisch, pintora alemana.
- 1883: Heinrich Siebenhaar, gimnasta alemán.
- 1884: Abraham Aguilera Bravo, religioso católico (obispo) chileno.
- 1884: Else Feldmann, periodista, escritora y dramaturga austríaca (f. 1942), asesinada en el Holocausto judío.
- 1884: Franz Josef Heinz, líder de la Asociación de Campesinos Libres]], fundador del "Cuerpo del Palatinado".
- 1885: Alicia de Battenberg, aristócrata («princesa») británica (f. 1969), madre del «príncipe» Felipe de Edimburgo, el esposo de la reina Isabel II.
- 1885: Sylvia Leonora Brett, aristócrata británico-inglesa (f. 1971).
- 1885: Cesare Franco, compositor y organista italiano (f. 1944).
- 1886: Teodoro Aragón Foureaux, payaso español (f. 1974).
- 1886: Hans Walter Imhoff, futbolista suizo (f. 1971).
- 1886: Sven Ohlsson, luchador sueco (f. 1961).
- 1887: Les Kurbas, director de teatro y cine, educador, teórico, traductor y actor ucraniano.
- 1887: Ewald Mataré, pintor y escultor alemán (f. 1965).
- 1887: Andrew McNaughton, general, político y científico canadiense (f. 1966).
- 1887: José Razzano, cantante y compositor uruguayo (f. 1960).
- 1888: Félicien Courbet, jugador belga de waterpolo (f. 1967).
- 1888: John Foster Dulles, militar, abogado y político estadounidense, 52.º secretario de Estado de los EE. UU. (f. 1959).
- 1888: Heinrich Kemper, político alemán, miembro del Bundestag.
- 1888: Maurice Schilles, ciclista de pista francés (f. 1957).
- 1888: Marc-César Scotto, pianista, director y compositor franco-monegasco.
- 1888: Georg "Irg" Steiner, alpinista austríaco (f. 1972).
- 1888: Ernst Thurm, futbolista austríaco.
- 1889: Gordon Dobson, físico británico (f. 1976).
- 1889: Pierre Failliot, jugador de rugby de quince jugadores, velocista y corredor múltiple francés (f. 1935).
- 1889: Antonio Savoldi, empresario y editor italiano (f. 1977).
- 1890: William Fildew, director de fotografía estadounidense (f. 1943).
- 1890: Myra Hess, pianista y educadora británico-inglesa (f. 1965).
- 1890: Albin Mlakar, militar austrohúngaro (f. 1946).
- 1890: Kiyohide Shima, almirante japonés (f. 1973).
- 1891: Pier Arrigo Barnaba, político y militar italiano (f. 1967).
- 1891: Romualdo Ghiglione, gimnasta italiano (f. 1940).
- 1891: Pieter Adrianus Kooijman, escritor y anarquista neerlandés.
- 1891: Francesco Loi, gimnasta italiano (f. 1977).
- 1891: Eddie Mannix, productor estadounidense de cine (f. 1963).
- 1891: Alfredo Marceneiro, cantante y compositor portugués de fado (f. 1982).
- 1891: Barore Sassu, poeta italiano (f. 1976).
- 1892: Karl Lugmayer, educador, filósofo y político austríaco.
- 1892: Heinrich Mechling, futbolista alemán (f. 1976).
- 1892: Nikolái Andréievich Orlov, pianista y educador musical ruso-británico.
- 1892: Alberto della Ragione, ingeniero, coleccionista de arte y mecenas italiano (f. 1973).
- 1892: Léon Saint-Paul, piloto de carreras francés.
- 1892: André Soudy, anarquista francés (f. 1913).
- 1893: Edvin Adolphson, actor y director sueco (f. 1979).
- 1893: Alfredo Bertone, actor italiano (f. 1927).
- 1894: Mejer Baba, líder religioso (gurú) y empresario indio (f. 1969).
- 1894: Arthur Fauville, psicólogo belga (f. 1974).
- 1894: Ernst Friedrich, pacifista anarquista.
- 1894: Theodor Klauser, historiador y arqueólogo católico alemán.
- 1894: Sven Malm, velocista sueco (f. 1974).
- 1894: Carlos Saco, compositor y guitarrista peruano (f. 1935).
- 1894: Hilmar Wictorin, jugador sueco de waterpolo (f. 1964).
- 1895: Bert Bell, entrenador de fútbol americano y director deportivo (f. 1959).
- 1895: Reinhold Bicher, artista y artista gráfico alemán.
- 1895: Tom Buckingham, director, guionista y fotógrafo estadounidense (f. 1934).
- 1895: Bob McDonald, futbolista británico-escocés (f. 1971).
- 1895: Henri Martelli, compositor francés.
- 1895: Katsutoshi Naito, luchador japonés (f. 1969).
- 1895: Pavel Petrovich Petrov-Bytov, director de cine y guionista ruso (f. 1960).
- 1895: Dawid Wdowiński, neurólogo y psiquiatra polaco (f. 1970).
- 1895: Şehzade Osman Füad, aristócrata («príncipe») otomano (f. 1973).
- 1895: Werner Zech, general alemán.
- 1896: Arthur Adolph, funcionario municipal y político alemán, miembro del Parlamento alemán.
- 1896: Fernando de Castro Rodríguez, médico y científico español (f. 1967).
- 1896: Ida Cox, cantante estadounidense (f. 1967).
- 1896: Pasquale Galliano Magno, abogado italiano (f. 1974).
- 1896: Heinrich Gontermann, militar y aviador alemán (f. 1917), piloto de combate alemán en la Primera Guerra Mundial (1914-1918).
- 1896: John Little McClellan, político estadounidense (f. 1977).
- 1896: Ida Noddack, química y física alemana (f. 1978).
- 1897: Helen Jerome Eddy, actriz estadounidense (f. 1990).
- 1897: Wilhelm Goldmann, editor alemán.
- 1897: Wilhelm Hammann, educador alemán, luchador de la resistencia antinazi.
- 1897: Samuel Kinkead, militar y aviador sudafricano (f. 1928).
- 1897: Renato Sandalli, general y político italiano (f. 1968).
- 1898: William Astbury, físico y biólogo molecular británico (f. 1961).
- 1898: Camille Bernard, cantante, profesora y actriz canadiense.
- 1898: Fausta Cialente, escritora, periodista y traductora italiana (f. 1994).
- 1898: Dorothy Howell, compositora y pianista británico-inglesa.
- 1898: Doug Livingstone, entrenador y jugador británico-escocés de fútbol (f. 1981).
- 1899: Willi Henkelmann, piloto alemán de motociclismo.
- 1899: Henry Hensche, pintor estadounidense.
- 1899: Hans Lunding, oficial y caballero danés (f. 1984).
- 1899: Gino Martinesi, general italiano (f. 1956).
- 1899: António Pinho, futbolista portugués (f. 1999).
- 1899: John Potts, futbolista británico-inglés (f. 1986).
- 1899: Steve Sekely, director de cine húngaro (f. 1979).
- 1899: Leo Weisgerber, lingüista alemán (f. 1985).
- 1900: Franz Buxbaum, botánico austríaco (f. 1979).
- 1900: Alois Hundhammer, político y ministro alemán.
- 1900: Gisela Kurzweil, ciudadana austríaca judía, víctima del Holocausto nazi.
- 1900: Marina Yurlova, militar, escritora y bailarina rusa (f. 1984).
- 1901: Jan Broekhuis, compositor neerlandés.
- 1901: Paul Fritsch, boxeador francés (f. 1970).
- 1901: Vince Gair, político australiano, 27.º primer ministro de Queensland (f. 1980).
- 1901: Federico Ghisi, compositor y musicólogo italiano (f. 1975).
- 1901: Guido Gianfardoni, futbolista y entrenador de fútbol italiano (f. 1941).
- 1901: Zeppo Marx, actor, comediante y agente teatral estadounidense, miembro de los Hermanos Marx (f. 1979).
- 1901: Julia Menz, pianista, clavecinista y escritora de viajes alemana.
- 1901: Giovanni Omiccioli, pintor italiano (f. 1975).
- 1902: Max Arnow, director de casting estadounidense (f. 1984).
- 1902: Tania Balachova, actriz francesa (f. 1973).
- 1902: Vincenzo Carano, futbolista italiano.
- 1902: Oscar Cullmann, teólogo francés (f. 1999).
- 1902: Egons Feldbergs, futbolista letón (f. 1979).
- 1902: Hanns Geier, piloto de carreras alemán.
- 1902: Max Kommerell, historiador, escritor y profesor alemán (f. 1944).
- 1902: Francesco Malagni, director deportivo y futbolista italiano (f. 1958).
- 1902: Virginio Rosetta, futbolista italiano, campeón del mundo.
- 1903: Iván Pavlovich Bratuchin, ingeniero soviético-ruso, diseñador de helicópteros.
- 1903: Valentino Brosio, escritor y productor de cine italiano (f. 1999).
- 1903: King Clancy, jugador de hockey sobre hielo, árbitro y entrenador canadiense (f. 1986).
- 1903: Gerhard Schrader, químico alemán.
- 1903: João Gaspar Simões, crítico literario, ensayista y escritor portugués (f. 1987).
- 1903: Guillermo Subiabre, futbolista chileno (f. 1964).
- 1904: Gino Bonichi, pintor y escritor italiano (f. 1933).
- 1904: Marcel Capelle, futbolista francés (f. 1996).
- 1904: Scipione (Gino Bonichi), pintor y escritor italiano.
- 1905: Albert Ganzenmüller, político nazi alemán, miembro del NSDAP y secretario de Estado del III Reich.
- 1905: Alyaksei Yaŭchimavič Klyaščoŭ, general y político soviético (f. 1968).
- 1905: Lucien Bernard Lacoste, obispo católico y misionero francés (f. 1989).
- 1905: Harald Lander, bailarín, coreógrafo y director artístico danés (f. 1971).
- 1905: Perry Miller, historiador, escritor, erudito literario y académico estadounidense (f. 1963).
- 1905: Antonio Sicurezza, pintor italiano (f. 1979).
- 1905: Pavlo Wirski, bailarín y coreógrafo ucraniano.
- 1905: Voldemārs Žins, futbolista letón (f. 1962).
- 1906: Gilbert Blanc, pintor francés (f. 1993).
- 1906: Vittorio Cannaviello, aviador y militar italiano (f. 1943).
- 1906: Mary Chase, periodista y dramaturga estadounidense (f. 1981).
- 1906: Voldemārs Grāvelis, futbolista letón (f. 1947).
- 1906: Warren Hymer, actor estadounidense (f. 1948).
- 1906: Helene Jacobs, ciudadana alemana, luchadora de la resistencia contra los nazis.
- 1906: Ernő Németh, futbolista húngaro (f. 1971).
- 1906: Boris Papandópulo, director de orquesta y compositor croata (f. 1991).
- 1907: Sabahattin Ali, periodista, escritor y poeta turco (f. 1948).
- 1907: Mary Chase, escritora estadounidense.
- 1907: Giuseppe Paupini, cardenal y arzobispo católico italiano (f. 1992).
- 1907: Wini Shaw, cantante, actriz y bailarina estadounidense (f. 1982).
- 1907: Geza Šifliš, futbolista yugoslavo (f. 1948).
- 1907: Livio Tamanini, entomólogo italiano (f. 1997).
- 1907: William Tubbs, actor estadounidense (f. 1953).
- 1907: Aventino Zamboni, futbolista y entrenador de fútbol italiano.
- 1908: Paul Deydier, esgrimista francés (f. 1975).
- 1908: George Duning, compositor estadounidense (f. 2000).
- 1908: Heinz Emmerich, futbolista alemán (f. 1986).
- 1908: Folke Frölén, caballero sueco (f. 2002).
- 1908: Aleksei Illarionovič Kiričenko, político y general soviético (f. 1975).
- 1908: Mary Locke Petermann, bioquímica celular estadounidense (f. 1975).
- 1908: Carlo Martini, pintor italiano (f. 1958).
- 1908: Frank G. Slaughter, médico y escritor estadounidense (f. 2001).
- 1908: Karl-Heinz Stroux, director alemán.
- 1909: Anton Anderl, político austríaco.
- 1909: Lev Archimovich, físico soviético-ruso (f. 1973).
- 1909: Édouard Gardère, esgrimista francés (f. 1969).
- 1909: Silvio Geuna, político, periodista y religioso italiano (f. 1998).
- 1909: Ernst Erich Noth, erudito literario y escritor alemán (f. 1983).
- 1909: Marguerite Lafiteau, gimnasta y jugadora francesa de baloncesto (f. 2015).
- 1909: Edgar Pangborn, escritor estadounidense (f. 1976).
- 1909: Donato Turrini, político y periodista italiano (f. 1992).
- 1910: Camille Beeckman, ciclista de ruta belga (f. 1994).
- 1910: George Campbell Tinning, pintor e ilustrador canadiense (f. 1996).
- 1910: Millicent Fenwick, periodista, embajadora y política estadounidense (f. 1992).
- 1910: Charles Fosset, entrenador y jugador francés de fútbol (f. 1989).
- 1910: Dominique Gauthier, médico canadiense e investigador del folclore.
- 1910: Pavel Vladimirovich Klušancev, director soviético de cine (f. 1999).
- 1910: Rüstəm Mustafayev, pintor y escenógrafo azerbaiyano (f. 1940).
- 1910: Bob Shankly, entrenador y jugador británico-escocés de fútbol (f. 1982).
- 1910: Italo Tomassi, pintor y escenógrafo italiano (f. 1990).
- 1910: Georges de Bourguignon, esgrimista belga (f. 1989).
- 1911: Karl Haager, juez alemán del Tribunal Constitucional Federal.
- 1911: María Ángeles Sabor Riera, historiadora y bibliotecaria argentina (f. 2007).
- 1911: Don Welsh, futbolista y entrenador británico (f. 1990).
- 1911: Kurt Ziesel, periodista austríaco.
- 1912: Francesco Albani, ciclista de ruta italiano (f. 1997).
- 1912: Émile Allais, esquiador alpino francés, entrenador de esquí alpino y director deportivo (f. 2012).
- 1912: Quinto Bucci, político italiano (f. 1970).
- 1912: Engelbert Bösch, futbolista suizo (f. 1979).
- 1912: Filippo Gagliardi, empresario y filántropo italiano (f. 1968).
- 1912: Enzo Giacchero, partisano y político italiano (f. 2000).
- 1912: Eugen Kipp, futbolista alemán.
- 1912: Bernard Lajarrige, actor francés (f. 1999).
- 1912: Vsevolod Sanaev, actor soviético (f. 1996).
- 1912: Richard Wattis, actor británico (f. 1975).
- 1913: Habib Achour, sindicalista tunecino.
- 1913: Jim Backus, actor estadounidense (f. 1989).
- 1913: Les Bury, político australiano.
- 1913: Bruno Da Col, saltador de esquí italiano (f. 1995).
- 1913: Gert Fröbe, actor y artista de cabaret alemán (f. 1988).
- 1913: Hans Gaugler, director de teatro y actor suizo.
- 1913: Johanne Kolstad, saltadora noruega de esquí (f. 1997).
- 1913: Stephan László, religioso católico austríaco, obispo de Eisenstadt.
- 1913: Victor-Emanuel Preusker, político y banquero alemán.
- 1913: Lawrence Stevens, boxeador sudafricano (f. 1989).
- 1914: Carroll Borland, actriz estadounidense (f. 1994).
- 1914: Hans Kuschke, remero alemán.
- 1914: Nais Lago, actriz italiana.
- 1914: Arkady Ostrovsky, compositor ruso (f. 1967).
- 1914: Jean Petit, futbolista belga (f. 1944).
- 1914: Ugo Rapalo, director de orquesta y compositor italiano (f. 2003).
- 1914: Rolf Yelseth, gimnasta sudafricano.
- 1915: Javier Barros Sierra, ingeniero y funcionario mexicano, rector de la Universidad Nacional Autónoma de México de 1966 a 1970 (f. 1971).
- 1915: Nicola Bruscantini, futbolista italiano.
- 1915: Antonio Canale, dibujante italiano (f. 1991).
- 1915: Justiniano Casas Peláez físico español (f. 1998).
- 1915: Giuseppe D'Alessandro, político y médico italiano (f. 1984).
- 1915: Luigi Dardani, obispo católico italiano (f. 1999).
- 1915: Adolfo Gregoretti, marino y militar italiano (f. 1943).
- 1915: Lois Gunden, profesora estadounidense (f. 2005).
- 1915: Friedrich-Wilhelm Heel, general de brigada alemán.
- 1915: S. Rajaratnam, político singapurense, primer ministro principal de Singapur (f. 2006).
- 1916: Reinhard Bendix, sociólogo alemán (f. 1991).
- 1916: Guila Bustabo, violinista estadounidense (f. 2002).
- 1916: José Cibrián, actor argentino (f. 2002).
- 1916: Lino Fregosi, futbolista italiano (f. 1977).
- 1917: Giuseppe Bignami, militar y marino italiano (f. 1942).
- 1917: Anthony Burgess, escritor, dramaturgo, músico, compositor, crítico literario y glototeísta británico-inglés (f. 1993), autor de la novela La naranja mecánica y del guion de la película Jesús de Nazareth (1977).
- 1917: Rex Gordon, escritor británico de ciencia ficción (f. 1998).
- 1917: Erhard Jakobsen, político danés (f. 2012).
- 1917: Brenda Joyce, actriz estadounidense (f. 2009).
- 1918: Eilert Eilertsen, político y futbolista noruego (f. 2014).
- 1918: Barney Ewell, velocista estadounidense (f. 1996).
- 1918: Miguel Gallastegui, pelotari español (f. 2019).
- 1918: Bobby Riggs, tenista estadounidense (f. 1995).
- 1918: Renzo Giovannoni, futbolista italiano.
- 1918: Mijaíl Kuznetsov, actor soviético (f. 1986).
- 1918: Yevgeny Kuzmich Lazarev, militar soviético (f. 1942).
- 1918: Bobby Riggs, tenista estadounidense (f. 1995).
- 1918: Ed Scheiwe, jugador estadounidense de baloncesto (f. 1997).
- 1919: Emilio Ferrari, futbolista italiano.
- 1919: Hans Fleischer, diseñador de vehículos e ingeniero automovilístico alemán.
- 1919: Pietro Garinei, dramaturgo, director de teatro y actor italiano (f. 2006).
- 1919: Monte Irvin, jugador de béisbol y ejecutivo estadounidense (f. 2016).
- 1919: Ljubo Miloš, funcionario croata (f. 1948).
- 1919: Karl Pribram, médico austríaco (f. 2015).
- 1919: Clarence Seignoret, político dominicano (f. 2002).
- 1919: Francisco Gomes da Costa, futbolista portugués (f. 1987).
- 1920: Jean-Émile Charon, físico y filósofo francés (f. 1998).
- 1920: Léopold Dion, asesino en serie canadiense (f. 1972).
- 1920: Philip Habib, académico y diplomático estadounidense, subsecretario de Estado para Asuntos de Asia Oriental y el Pacífico.
- 1920: Sun Myung Moon, predicador surcoreano, fundador y líder de la Iglesia de la Unificación (secta Moon) (f. 2012).
- 1920: Kálmán Szeverényi, militar y aviador húngaro (f. 1945).
- 1920: Leonardo Tarantini, guerrillero partisano, antifascista y poeta italiano (f. 2009).
- 1921: Rolf Appel, químico alemán (f. 2012).
- 1921: Gildo Arena, nadador y jugador italiano de waterpolo (f. 2005).
- 1921: Ugo Casiraghi, crítico de cine e historiador del cine italiano (f. 2006).
- 1921: Marino Di Fonte, futbolista italiano.
- 1921: Alessandro Ferri, futbolista italiano (f. 2003).
- 1921: Roman Kačanov, director de cine, artista y guionista soviético (f. 1993).
- 1921: Italo Lana, filólogo clásico y latinista italiano (f. 2002).
- 1921: Pierre Laporte, periodista, abogado y político canadiense, vice primer ministro de Quebec (f. 1970).
- 1921: Andy Pafko, jugador y mánager estadounidense de béisbol (f. 2013).
- 1921: Maurice Venezia, partisano griego, superviviente del Holocausto (f. 2013), hermano del partisano Shlomo Venezia (1923-2012).
- 1921: John Wainwright, escritor británico-inglés (f. 1995).
- 1922: Steve Grivnow, futbolista estadounidense (f. 1969).
- 1922: Miloslava Misáková, gimnasta checoslovaca (f. 2015).
- 1922: Deanie Parrish, militar y aviadora estadounidense (f. 2022).
- 1922: Molly Reilly, aviadora canadiense (f. 1980).
- 1922: Bert Remsen, actor estadounidense (f. 1999).
- 1922: Milt Schoon, jugador estadounidense de baloncesto (f. 2015).
- 1922: Caterina Tufarelli Palumbo, política italiana (f. 1979).
- 1922: Tex Winter, entrenador estadounidense de baloncesto (f. 2018).
- 1923: John Anderberg, futbolista sueco.
- 1923: André Asselin, pianista y compositor canadiense.
- 1923: Kurt Blecha, funcionario del SED alemán.
- 1923: Eta Boeriu, escritora, poeta y traductora rumana (f. 1984).
- 1923: Jón Örn Jónasson, futbolista islandés (f. 1983).
- 1923: Antimo Negri, filósofo italiano (f. 2005).
- 1923: Ivo Štakula, jugador de waterpolo yugoslavo (f. 1958).
- 1923: Jacob Taubes, profesor, filósofo y rabino judío austríaco (f. 1987).
- 1923: Gene Vance, jugador de baloncesto, entrenador y director deportivo estadounidense (f. 2012).
- 1923: Vladímir Vinogradov, científico soviético en el campo de la petroquímica (f. 2003).
- 1923: Giombattista Xiumè, político y médico italiano (f. 2012).
- 1923: Andrea Zenesini, empresario y director deportivo italiano (f. 1984).
- 1924: Nelson Bobb, jugador estadounidense de baloncesto (f. 2003).
- 1924: Nora Eddington, actriz y escritora estadounidense (f. 2001).
- 1924: Hugh Huxley, biólogo y académico británico-inglés (f. 2013).
- 1924: Francesco Lacelli, futbolista italiano (f. 2014).
- 1924: Víctor Massuh, profesor y ensayista argentino (f. 2008).
- 1924: Gino Pistoni, partisano italiano (f. 1944).
- 1924: Enzo Sellerio, editor y fotógrafo italiano (f. 2012).
- 1925: Johannes Agnoli, politólogo y filósofo alemán.
- 1925: Panchito Alba, actor filipino (f. 1995).
- 1925: Sergio Belloni, pintor italiano (f. 2005).
- 1925: Lisa Kirk, actriz, cantante y bailarina estadounidense (f. 1990).
- 1925: Eduardo Risso, remero uruguayo (f. 1986).
- 1925: Shehu Shagari, político nigeriano (f. 2018), 6.º presidente de Nigeria entre 1979 y 1983.
- 1926: Dora Bruder, víctima francesa del Holocausto.
- 1926: Roberto Giammanco, sociólogo, historiador y ensayista italiano (f. 2013).
- 1926: Masatoshi Gündüz Ikeda, matemático y académico turco-japonés (f. 2003).
- 1926: Rana Hanimsultan, aristócrata («princesa») otomana (f. 2008).
- 1926: Angelo Tansini, político italiano (f. 1994).
- 1927: Dieter Ertel, periodista y editor alemán.
- 1927: Léopold Gernaey, futbolista belga (f. 2005).
- 1927: Herbert Jacob, profesor alemán.
- 1927: Dickie Jones, actor y actor de doblaje estadounidense (f. 2014).
- 1927: Ernst Ludwig, abogado y político alemán.
- 1927: Jacques-Louis Monod, compositor, director de orquesta y teórico musical francés.
- 1927: Almerico Realfonzo, ingeniero y partisano italiano (f. 2019).
- 1927: Ralph Stanley, cantante y banjista estadounidense (f. 2016).
- 1927: Ludovico Tubaro, futbolista italiano.
- 1928: Paul Elvstrøm, navegante danés (f. 2016).
- 1928: María Elena Galiano, aracnóloga argentina (f. 2000).
- 1928: Larry Gelbart, guionista, libretista y director estadounidense (f. 2009).
- 1928: Christopher George, actor estadounidense (f. 1983).
- 1928: A. Leon Higginbotham, Jr., defensor de los derechos civiles, historiador y juez afroestadounidense (f. 1998).
- 1928: Heinrich Jaenecke, periodista, publicista e historiador alemán.
- 1928: Germán Puig Paredes (92), fotógrafo de desnudos y cineasta cubano (f. 2021), fundador de la Cinemateca de Cuba y expatriado en España.
- 1928: Lovro Radonjić, entrenador y jugador de waterpolo yugoslavo (f. 1990).
- 1928: Emilio Sanna, escritor y periodista italiano (f. 2019).
- 1928: Richard G. Stern, escritor y académico estadounidense (f. 2013).
- 1928: Klaus Traube, investigador medioambiental y empresario alemán.
- 1928: Bibiana Zeller, actriz austríaca.
- 1929: Lino Pasquale Bonelli, crítico de arte, periodista y poeta italiano (f. 1982).
- 1929: Savin Couelle, arquitecto francés (f. 2020).
- 1929: Harry Pfeifer, físico alemán.
- 1929: Luigi Traverso, futbolista italiano.
- 1930: Wendy Beckett, crítica de arte, historiadora del arte y monja sudafricana expatriada en el Reino Unido (f. 2018).
- 1930: Francesco Caracciolo, historiador, escritor y ensayista italiano.
- 1930: Imre Gyöngyössy, director de cine, escritor y poeta húngaro (f. 1994).
- 1930: Kázmér Pacséri, esgrimista húngaro (f. 2013).
- 1930: Dan Pagis, poeta israelí (f. 1986).
- 1930: Erica Pedretti, escritora, artista de objetos y pintora suiza.
- 1930: Antonio Scarano, político italiano (f. 2019).
- 1930: Masao Yamakawa, escritor japonés.
- 1930: Edi Ziegler, ciclista de ruta alemán (f. 2020).
- 1931: Lorenzo Acquarone, abogado, jurista y político italiano (f. 2020).
- 1931: Eric Edgar Cooke, asesino en serie australiano (f. 1964).
- 1931: Viola Farber, bailarina y coreógrafa estadounidense (f. 1998).
- 1931: Alphonse Indelicato, mafioso estadounidense (f. 1981).
- 1931: Jean-Jacques Maurer, futbolista suizo (f. 1990).
- 1931: Fernando Rodríguez, piloto olímpico argentino de trineo bobsledder.
- 1931: Mario Tortul, futbolista y entrenador de fútbol italiano (f. 2008).
- 1932: Hans Apel, economista y político alemán (f. 2011).
- 1932: Tony Brooks, piloto de carreras británico-inglés (f. 2022).
- 1932: Giancarlo Ghironzi, político y médico sanmarinés (f. 2020).
- 1932: Ninni Maina, cantante italiana (f. 2008).
- 1932: Augusto Polo Campos, compositor y maestro musical, músico, cantautor y expolicía peruano (f. 2018).
- 1932: Jud Taylor, actor, director de televisión y productor de televisión estadounidense (f. 2008).
- 1932: Faron Young, cantautor y guitarrista estadounidense de música country (f. 1996).
- 1932: Arnaldo Zambardi, escritor, semiólogo y sociólogo italiano (f. 2017).
- 1933: Marino Bollini, político sanmarinés (f. 2020).
- 1933: Bengt Lindskog, futbolista sueco (f. 2008).
- 1933: Carlo Papini, editor italiano (f. 2020).
- 1933: Stelio Posar, jugador y entrenador italiano de baloncesto (f. 2017).
- 1933: Ingmar Zeisberg, actriz alemana.
- 1934: Bernard Bresslaw, actor británico.
- 1934: Doug Brinham, jugador canadiense de baloncesto (f. 2020).
- 1934: Michael Fairman, actor estadounidense.
- 1934: Christine Gloger, actriz alemana.
- 1934: Juan Joya, futbolista peruano (f. 2007).
- 1934: Seppo Kuusela, jugador y entrenador finlandés de baloncesto (f. 2014).
- 1934: Tony Lema, golfista estadounidense (f. 1966).
- 1934: Yvo Molenaers, ciclista de ruta y director deportivo belga.
- 1934: Ron Simpson, futbolista británico-inglés (f. 2010).
- 1934: Judith Stamm, jurista y política suiza (f. 2022).
- 1934: Klaus Thiele, futbolista de Alemania del Este (f. 2019).
- 1934: John Wimber, político alemán, fundador del Movimiento de la Viña.
- 1935: Tony Campolo, pastor protestante y sociólogo religioso estadounidense (f. 2024).
- 1935: Eugen Gerritz, político alemán.
- 1935: Wolfgang Hinze, actor y director alemán.
- 1935: José Macia, jugador y entrenador brasileño de fútbol.
- 1935: Doris Müller, atleta alemana.
- 1935: Oktay Sinanoglu, fisicoquímico y biofísico molecular turco (f. 2015).
- 1936: Emilio Giannelli, ilustrador y dibujante italiano.
- 1936: Peter Hill-Wood, director deportivo británico-inglés (f. 2018).
- 1936: Jorge Jacobson, periodista argentino (f. 2014).
- 1936: Rolf Lyssy, cineasta suizo.
- 1936: Jerry Reinsdorf, empresario y abogado estadounidense.
- 1936: Norman Scribner, director de orquesta, compositor y pianista estadounidense (f. 2015).
- 1937: Mykola Bahlej, jugador soviético de baloncesto (f. 1991).
- 1937: Tom Courtenay, actor británico-inglés.
- 1937: Dieter Görlitz, político alemán.
- 1937: Pier Francesco Guarguaglini, empresario público italiano.
- 1937: Art Powell, jugador estadounidense de fútbol americano (f. 2015).
- 1937: Severo Sarduy, poeta, escritor y crítico de arte cubano (f. 1993).
- 1937: Dietmar Sauermann, folclorista alemán.
- 1937: Ali Shahbazi, general iraní.
- 1937: Gyula Zsivótzky, lanzador de martillo húngaro (f. 2007), campeón olímpico.
- 1938: Maryanne Amacher, compositora, improvisadora y artista estadounidense (f. 2009).
- 1938: Diane Baker, actriz estadounidense.
- 1938: Doris Ebbing, político alemán.
- 1938: Herb Elliott, corredor australiano de media distancia.
- 1938: John Frederick Foster, navegante, bobsledder y director deportivo estadounidense de las Islas Vírgenes de los Estados Unidos.
- 1938: Viktor Kosichkin, patinador de velocidad soviético (f. 2012).
- 1938: Galeazzo Nardini, artista italiano (f. 2016).
- 1938: Bob Schieffer, escritor político, entrevistador de televisión y periodista estadounidense.
- 1938: Diane Baker, actriz y productora estadounidense.
- 1938: Herb Elliott, atleta australiano.
- 1938: Farokh Engineer, jugador de críquet indio.
- 1938: Mauro Vestri, actor italiano (f. 2015).
- 1938: Reinhold Wosab, futbolista alemán.
- 1939: Heinz Bertschi, futbolista suizo (f. 2016).
- 1939: Paul F. Knitter, teólogo estadounidense.
- 1939: John Leonard, escritor y crítico literario estadounidense (f. 2008).
- 1939: Gerald Murnane, escritor australiano.
- 1939: Carlos Saldías, futbolista argentino.
- 1939: Jim Tyrer, jugador estadounidense de fútbol americano y asesino (f. 1980).
- 1940: Luisa Capitanio Santolini, política italiana.
- 1940: Cho Yoon-ok, futbolista surcoreano (f. 2002).
- 1940: Thue Christiansen, profesor, diseñador y político groenlandés (f. 2022).
- 1940: Gian Giacomo Fissore, diplomático, historiador y paleógrafo italiano (f. 2019).
- 1940: Judith Liber, arpista estadounidense (f. 2020).
- 1940: Jesús López Cobos, director de orquesta y músico español (f. 2018).
- 1940: Béchara Boutros Raï, cardenal y patriarca católico libanés.
- 1940: Philippe Rolland, sacerdote francés (f. 2017).
- 1940: Ron Santo, jugador de béisbol y comentarista deportivo estadounidense (f. 2010).
- 1940: Kees Smit, futbolista neerlandés.
- 1940: Sigmar Wittig, profesor alemán de ingeniería mecánica, presidente del consejo de administración del DLR.
- 1940: Yeo Woon-kay, actriz surcoreana (f. 2009).
- 1941: Piergiorgio Brigliadori, bibliotecario italiano (f. 2006).
- 1941: Susan Browning, actriz y cantante estadounidense (f. 2006).
- 1941: Alexander Sandy Bull, músico estadounidense de música folk (f. 2001).
- 1941: Pierluigi Cera, futbolista italiano.
- 1941: Jutta Oesterle-Schwerin, política alemana y miembro del Bundestag.
- 1941: David Puttnam, productor de cine y académico británico-inglés.
- 1941: Nedo Sonetti, futbolista y entrenador de fútbol italiano.
- 1941: Stewart Sutherland, filósofo británico-escocés (f. 2018).
- 1941: José Luis Violeta, futbolista español (f. 2022).
- 1942: Jacques Aumont, filósofo francés.
- 1942: Edoardo Colombo, jugador y entrenador italiano de baloncesto (f. 2021).
- 1942: Karen Grassle, actriz estadounidense.
- 1942: Betty Heukels, nadadora neerlandesa.
- 1942: Kim Yeong-il, jugador surcoreano de baloncesto (f. 1976).
- 1942: Valérie Lagrange, actriz y cantante francesa.
- 1942: Cincy Powell, jugador estadounidense de baloncesto (f. 2023).
- 1942: Bojan Radev, luchador búlgaro.
- 1942: Gennadi Samossedenko, saltador soviético-ruso.
- 1942: Ted Taylor, jugador canadiense de hockey sobre hielo.
- 1943: Wolfgang Berghofer, funcionario alemán de las FDJ]], político del SED.
- 1943: Aquilino Bonfanti, futbolista italiano (f. 2016).
- 1943: Liv Christiansen, esquiadora alpina noruega.
- 1943: Jack Concannon, jugador estadounidense de fútbol americano (f. 2005).
- 1943: Gerhard Cromme, entrenador alemán.
- 1943: Karl Heinz Däke, presidente alemán de la Federación de Contribuyentes Alemanes.
- 1943: Giorgos Dedes, futbolista griego.
- 1943: Pavel Dostál, político checo y ministro de Cultura.
- 1943: Pedro Favini, músico y cantante folclórico argentino, del grupo Trío San Javier (f. 2012).
- 1943: George Harrison, cantautor y guitarrista británico-inglés (f. 2001), miembro de la banda The Beatles.
- 1943: Uta Kron, arqueóloga alemana.
- 1943: Jürgen Lässig, piloto de carreras alemán.
- 1943: Wilson Piazza, futbolista brasileño.
- 1943: Maria Rohm, actriz y productora cinematográfica austríaca.
- 1943: Julien Stevens, ciclista de ruta, ciclista de pista y director deportivo belga.
- 1944: Ed Adlum, director de cine, guionista y productor estadounidense.
- 1944: Campbell Armstrong, guionista, profesor universitario y escritor británico.
- 1944: François Cevert, piloto francés de automovilismo (f. 1973).
- 1944: Roger Christian, director y escenógrafo británico.
- 1944: Antonio Damasio, neurólogo, neurocientífico y psicólogo portugués.
- 1944: Matt Guokas, jugador y entrenador de baloncesto y director deportivo estadounidense.
- 1944: Jeff Kline, piloto de carreras estadounidense.
- 1944: Suzanne Kosmas, política estadounidense.
- 1944: Carlos Pachamé, entrenador de fútbol y futbolista argentino.
- 1944: László Vidovszky, compositor húngaro.
- 1945: Rosolino Bianchetti Boffelli, obispo católico italiano.
- 1945: Elkie Brooks, cantante británica.
- 1945: Bruno Divina, futbolista italiano.
- 1945: Bruce Kovner, mánager estadounidense.
- 1945: Claude Lombard, cantante belga (f. 2021).
- 1945: Toshikatsu Matsuoka, político japonés (f. 2007).
- 1945: Val McLane, actriz británica.
- 1945: Shiva Naipaul, escritora trinitense (f. 1985).
- 1945: Józef Nowara, esgrimista polaco (f. 1984).
- 1945: Roy Saari, nadador estadounidense (f. 2008).
- 1945: Teo Teocoli, comediante, imitador y artista de cabaret italiano.
- 1946: Lucio Bertogna, futbolista italiano.
- 1946: Anders Besseberg, director deportivo noruego y esquiador nórdico.
- 1946: José Antonio Toño González, ciclista de ruta, ciclista de pista y director deportivo español.
- 1946: Roland Hemmo, actor de doblaje y actor de doblaje alemán.
- 1946: Franz Xaver Kroetz, dramaturgo, escritor y actor alemán.
- 1946: Gigi Rizzi, guitarrista y compositor italiano.
- 1946: Jahangir Tavakoli, jugador de waterpolo iraní.
- 1946: Jean Todt, ejecutivo de negocios, director deportivo y copiloto francés de rally.
- 1946: Gordo Casaretto, cómico peruano (f. 2018).
- 1947: Ezio Baribbi, piloto de carreras italiano.
- 1947: Giuseppe Betori, cardenal y arzobispo católico italiano.
- 1947: Vittorio Caporale, futbolista italiano.
- 1947: Jorge Donn, bailarín argentino (f. 1992).
- 1947: Lee Evans, velocista y entrenador estadounidense de atletismo (f. 2021).
- 1947: Valter Ferrara, gestor público y fotógrafo italiano (f. 2018).
- 1947: Sebastián Fleitas, futbolista paraguayo (f. 2000).
- 1947: Ryo Kawasaki, músico, compositor y guitarrista japonés (f. 2020).
- 1947: Enrico La Loggia, abogado y político italiano.
- 1947: Rik de Lisle, presentador de radio germano-estadounidense.
- 1947: Carlos Ospina Ovalle, militar colombiano.
- 1947: Marc Sautet, escritor, filósofo y profesor francés (f. 1998).
- 1947: Gudrun Scholz, historiadora de arte y profesora alemana.
- 1947: Eddie Thomson, entrenador y jugador británico-escocés de fútbol (f. 2003).
- 1947: Franco Udella, boxeador italiano.
- 1947: Doug Yule, cantante y músico estadounidense.
- 1947: Aljoša Žorga, jugador yugoslavo de baloncesto.
- 1948: Aldo Busi, escritor, traductor y comentarista italiano.
- 1948: Eduardo Aninat, economista chileno.
- 1948: Heliane Canepa, directora técnica suiza.
- 1948: Danny Denzongpa, actor y director indio.
- 1948: Friedrich Koncilia, entrenador de fútbol y futbolista austríaco.
- 1948: Annette Leo, historiadora, biógrafa y editora alemana.
- 1948: Livio Luppi, entrenador de fútbol y futbolista italiano.
- 1948: Frank Marcus Mann, diplomático alemán.
- 1948: Fritz Ohlwärter, piloto alemán de trineo bobsleigh.
- 1948: Erwin Staudt, árbitro de fútbol alemán.
- 1948: Francisco Villar García-Moreno, político español (f. 2011).
- 1949: Ric Flair, luchador profesional estadounidense.
- 1949: Viktor Klimenko, gimnasta soviético.
- 1949: Irma Krauß, escritora alemana.
- 1949: Viktor Vasyl'ovyč Kuznetsov, futbolista soviético.
- 1949: Amin Maalouf, periodista y escritor libanés expatriado en Francia.
- 1949: Paolo Mieli, periodista y ensayista italiano.
- 1949: Nino Minieri, cantautor italiano.
- 1949: Frank Sampedro, guitarrista estadounidense.
- 1949: Ireen Sheer, cantante pop germano-británica.
- 1949: Mario Vivani, entrenador y jugador de fútbol italiano (f. 2024).
- 1950: Julián Carrón, teólogo y lingüista español.
- 1950: Xosé Cuíña, político español (f. 2007).
- 1950: Paquito Fernández Ochoa, esquiador español (f. 2006).
- 1950: Márta Gajdos, jugadora húngara de baloncesto.
- 1950: Jurica Jerković, futbolista yugoslavo (f. 2019).
- 1950: Neil Jordan, cineasta, guionista y escritor productor irlandés.
- 1950: Néstor Kirchner, abogado y político argentino; 51.º presidente de Argentina (f. 2010).
- 1950: Tony Lloyd, político británico (f. 2024).
- 1950: Yola Polastri, actriz, cantautora y conductora de televisión peruana (f. 2024).
- 1950: Ole Qvist, futbolista danés.
- 1950: Emitt Rhodes, cantautor, multiinstrumentista y escritor estadounidense (f. 2020).
- 1950: Gonzalo Sagi-Vela, jugador español de baloncesto.
- 1950: Benedetto Tudino, escritor italiano.
- 1951: Yevgeny Gerasimov, actor y director soviético.
- 1951: Walter Kielholz, director de seguros y banca suizo.
- 1951: Gwendolyn Leick, arqueóloga británica y asiria.
- 1951: Carmen Linares, cantante española.
- 1951: Gianpiero Marini, entrenador de fútbol y futbolista italiano.
- 1951: Paulo Mendes Peixoto, arzobispo católico brasileño.
- 1951: Ronald Mills, nadador estadounidense.
- 1951: Esther Morales-Cañadas, clavecinista y musicóloga española.
- 1951: Donald Quarrie, atleta jamaicano.
- 1951: Don Quarrie, velocista y entrenador jamaicano.
- 1951: Greg Robert, tecladista, cantante y multiinstrumentista estadounidense.
- 1952: Joey Dunlop, motociclista británico-norirlandés (f. 2000).
- 1952: Kristin Heyne, política alemana.
- 1952: Christian Kolonovits, director de orquesta y compositor austríaco.
- 1952: Tomas Ledin, cantante sueco.
- 1952: John McLaughlin, futbolista británico-inglés.
- 1952: Markku Taskinen, corredor de media distancia y velocista finlandés.
- 1952: Torbjörn Taxén, jugador sueco de baloncesto.
- 1953: Siegfried Anzinger, pintor austríaco.
- 1953: José María Aznar, político español; presidente del Gobierno de España entre 1996 y 2004.
- 1953: John Doe (John Nommensen Duchac), músico, cantautor, actor y poeta estadounidense.
- 1953: Chico Hagey, tenista estadounidense.
- 1953: Martin Kippenberger, pintor y artista de instalaciones alemán (f. 1997).
- 1953: Reggie Lucas, músico, productor discográfico y guitarrista estadounidense (f. 2018).
- 1953: Daniel Sada, escritor y poeta mexicano (f. 2011).
- 1953: Martin Kippenberger, pintor, escultor y músico alemán (f. 1997).
- 1953: Milena Santerini, política y pedagoga italiana.
- 1953: Amalia Schirru, política italiana.
- 1954: Gabi Ashkenazi, general y político israelí.
- 1954: Michael Amon, escritor, dramaturgo y ensayista austríaco.
- 1954: João Carqueijeiro, escultor angoleño.
- 1954: Regina Casé, actriz brasileña.
- 1954: Cristiana Chamorro Barrios, periodista, política y activista nicaragüense.
- 1954: John Diedrich, actor, director de teatro y productor teatral australiano.
- 1954: Peter Fischer, director deportivo alemán y esquiador alpino.
- 1954: Bill Flores, político estadounidense.
- 1954: Tim Floyd, entrenador estadounidense de baloncesto.
- 1954: Guido Gentili, periodista y escritor italiano.
- 1954: Getulio (Getulio Costa de Oliveira), jugador y entrenador brasileño de fútbol.
- 1954: Tjeert van 't Land, futbolista neerlandés.
- 1954: Gerardo Pelusso, futbolista y entrenador uruguayo.
- 1954: Beppe Quirici, músico y productor discográfico italiano (f. 2009).
- 1955: Sibylle Baier, cantante y actriz alemana.
- 1955: Hubert Baumgartner, entrenador de fútbol y futbolista austríaco.
- 1955: Jim Gerlach, político estadounidense.
- 1955: Geir Herrem, futbolista noruego.
- 1955: Leann Hunley, actriz estadounidense.
- 1955: Enric Miralles, arquitecto español (f. 2000).
- 1955: Hubert Baumgartner, futbolista (portero, arquero)austríaco.
- 1955: Larry Rachleff, director de orquesta y educador musical estadounidense.
- 1955: Camille Thériault, política canadiense.
- 1955: Alexander Vlasov, patinador artístico soviético.
- 1956: Urs Althaus, actor, modelo y empresario suizo.
- 1956: Milan Babić, político serbio (f. 2006).
- 1956: Pascal Boniface, politólogo y ensayista francés.
- 1956: Davie Cooper, futbolista británico (f. 1995).
- 1956: Michel Friedman, abogado, presentador de televisión y político alemán.
- 1958: Kevin Gray, actor estadounidense.
- 1956: Cheick Oumar Koné, entrenador maliense de fútbol.
- 1957: Ricardo Arias, futbolista español.
- 1957: Cindy Brogdon, jugadora estadounidense de baloncesto.
- 1957: Gëzim Hajdari, poeta y traductor albanés.
- 1957: Gerhard Haszprunar, zoólogo austríaco.
- 1957: Helge Haugen, futbolista noruego.
- 1957: Mario Levi, escritor turco (f. 2024).
- 1957: Raymond McCreesh, republicano irlandés, huelguista de hambre (f. 1981).
- 1957: Shane Peacock, escritor, guionista y periodista canadiense.
- 1957: Giuseppe Romanini, político italiano.
- 1957: Tharman Shanmugaratnam, economista y político singapurense; 5.º ministro principal y 9.º presidente de Singapur desde 2023.
- 1958: İradə Aşumova, tiradora azerbaiyana.
- 1958: István Borsányi, futbolista húngaro.
- 1958: Riccardo Cenci, entrenador de fútbol y futbolista italiano.
- 1958: Ally Dawson, entrenador y jugador británico-escocés de fútbol (f. 2021).
- 1958: Olivier Dupuis, político belga.
- 1958: Jeff Fisher, jugador y entrenador estadounidense de fútbol americano.
- 1958: Jim Gilmour, bajista británico.
- 1958: Kevin Gray, actor y cantante estadounidense (f. 2013).
- 1958: Barclay Hope, actor canadiense.
- 1958: Silvestro Milani, ciclista de ruta y de pista italiano.
- 1958: Miloslav Navrátil, jugador de dardos checo.
- 1958: Hartmut Ostrowski, entrenador alemán.
- 1958: Kurt Rambis, jugador de baloncesto, entrenador y ejecutivo griego expatriado en Estados Unidos.
- 1958: Laurent Schonckert, futbolista luxemburgués.
- 1958: Takfarinas, cantante argelina.
- 1959: Aleksei Oktyabrinovič Balabanov, cineasta y guionista soviético-ruso (f. 2013).
- 1959: Jaime Baldeón, futbolista ecuatoriano.
- 1959: Mijaíl Devyat'yarov, esquiador de fondo ruso.
- 1959: Johannes Herrschmann, actor alemán.
- 1959: Mijaíl Lyubich, matemático ucraniano.
- 1959: Mike Peters, músico británico-galés.
- 1960: Felipe Benítez Reyes, escritor y poeta español.
- 1960: Stefan Blöcher, jugador de hockey alemán.
- 1960: Rolando Coimbra, futbolista boliviano.
- 1960: Heiko Fischer, patinador artístico alemán.
- 1960: Víctor Hansen, jugador y entrenador de baloncesto y directivo deportivo dominicano.
- 1960: Douglas Hodge, actor, cantante y director británico.
- 1960: Carlos Malta, músico, compositor y multiinstrumentista brasileño.
- 1960: Giuseppe Petito, ciclista de ruta italiano.
- 1960: Petra Uhlmann, política alemana.
- 1960: Adriana Vega, actriz española.
- 1961: DJ Ringo, disc jockey, presentador de radio y presentador de televisión italiano.
- 1961: Camilla Baresani, escritora italiana.
- 1961: Giancarlo Camolese, director deportivo, entrenador de fútbol y futbolista italiano.
- 1961: Giorgio Colombo Taccani, compositor italiano.
- 1961: Emanuele Di Filippo, mafioso italiano y colaborador de la justicia.
- 1961: Gonzalo Farfán, futbolista mexicano.
- 1961: Luis Gatica, actor mexicano.
- 1961: Hermann Gröhe, abogado y político alemán, miembro del Bundestag.
- 1961: Iris Paech, compositora, letrista, presentadora de radio, productora, editora y escritora alemana.
- 1961: Joaquín Pinto, esgrimista colombiano.
- 1961: Chris Pitman, tecladista estadounidense (Guns N' Roses).
- 1961: Gaetano Saffioti, empresario italiano.
- 1961: Gualtiero Sigismondi, obispo católico italiano.
- 1961: Todd Blackledge, jugador estadounidense de fútbol americano.
- 1961: Krzysztof Stefan Włodarczyk, obispo católico polaco.
- 1962: Dominique Cina, futbolista suizo.
- 1962: Matt Doherty, jugador y entrenador de baloncesto y director deportivo estadounidense.
- 1962: Stojanka Došić, jugadora yugoslava de baloncesto.
- 1962: Raffaello Ducceschi, marchador italiano.
- 1962: Birgit Fischer, piragüista y kayakista alemana.
- 1962: Lysandros Geōrgamlīs, entrenador de fútbol y futbolista griego.
- 1962: Hung Yan-yan, actor, artista marcial y especialista chino.
- 1962: Amanda Keller, periodista, presentadora y personalidad televisiva australiana.
- 1962: John Lanchester, escritor y periodista británico.
- 1962: Pia Maiocco, bajista estadounidense.
- 1962: Michael Mulhall, arzobispo católico canadiense.
- 1962: Roberto Novelli, político italiano.
- 1962: Pablo Ricardi, ajedrecista argentino.
- 1962: Evladija Slavčeva, jugadora búlgara de baloncesto.
- 1962: Michael Stenov, compositor y músico eclesiástico austríaco.
- 1962: Paola Valentini, actriz de doblaje y guionista de diálogos italiana.
- 1962: Gian Carlo Venturini, político sanmarinés.
- 1962: Bridget Wishart, cantante británico-inglesa.
- 1963: Rossana Balduzzi Gastini, escritora y arquitecta italiana.
- 1963: Alessandra Buschi, escritora y poeta italiana.
- 1963: Joseph E. Duncan III, asesino en serie estadounidense (f. 2021).
- 1963: John Emanuels, jugador neerlandés de baloncesto.
- 1963: Judit Horváth, jugadora húngara de baloncesto (f. 1997).
- 1963: Paul O’Neill, jugador de béisbol y comentarista deportivo estadounidense.
- 1963: Abdelfettah Rihati, futbolista marroquí.
- 1964: Michael Amann, compositor austríaco.
- 1964: Adriano Bacconi, empresario y personalidad televisiva italiana.
- 1964: Michel Bechet, futbolista luxemburgués.
- 1964: Andreas Bitesnich, fotógrafo y músico austríaco.
- 1964: Lee Evans, actor y guionista británico.
- 1964: Marion Isbert, futbolista alemana.
- 1964: Annett Kruschke, actriz y directora alemana.
- 1964: Otto Lechner, acordeonista austríaco.
- 1964: José Mota, entrenador de fútbol y futbolista portugués.
- 1964: Don Majkowski, jugador estadounidense de fútbol americano.
- 1964: Russell Mark, tirador australiano.
- 1964: Massimiliano Narducci, tenista italiano.
- 1964: Paolo Petrecca, periodista, escritor de televisión y presentador de televisión italiano.
- 1964: María Alicia Sinigaglia, esgrimista argentina.
- 1964: Luigi Troiani, jugador de rugby y director deportivo italiano.
- 1964: Nikita Wilson, jugador estadounidense de baloncesto.
- 1965: Brian Baker, guitarrista y bajista estadounidense, de las bandas Minor Threat y Bad Religion.
- 1965: Jean-Luc Fournet, historiador, filólogo clásico y profesor francés.
- 1965: Mario Michele Giarrusso, político italiano.
- 1965: Sylvie Guillem, bailarina francesa.
- 1965: Anne Preven, cantautora y productora discográfica estadounidense.
- 1965: Susanna Rahkamo, bailarina de hielo finlandesa.
- 1965: Carrot Top, actor y comediante estadounidense.
- 1965: Sandro Tovalieri, director deportivo, entrenador de fútbol y futbolista italiano.
- 1965: Veronica Webb, modelo, actriz y escritora estadounidense.
- 1966: Massimo Cassani, escritor y periodista italiano.
- 1966: Choe Gyeong-hui, jugador surcoreano de baloncesto.
- 1966: Alexis Denisof, actor estadounidense.
- 1966: Marc Emmers, futbolista belga.
- 1966: Hugo Guerra, futbolista uruguayo (f. 2018).
- 1966: Andreas Helmer, futbolista alemán.
- 1966: Samson Kitur, velocista keniano (f. 2003).
- 1966: Téa Leoni, actriz estadounidense.
- 1966: Lorenzo Leporati, poeta y traductor italiano (f. 2024).
- 1966: Nancy O'Dell, presentadora de televisión estadounidense.
- 1966: Ioana Olteanu, remera rumana.
- 1966: Orlando, futbolista angoleño.
- 1966: Paul NJ Ottosson, editor e ingeniero de sonido sueco.
- 1966: Sam Phillips, actriz, modelo y productora de cine estadounidense.
- 1966: Tony Plourde, esgrimista canadiense.
- 1966: Kym Ragusa, escritora estadounidense.
- 1967: Ed Balls, político británico-inglés, ministro de Hacienda en la sombra.
- 1967: Jenny Byrne, tenista australiana.
- 1967: Louise Field, tenista australiana.
- 1967: Daniel Glazman, programador francés.
- 1967: Julio Granda Zúñiga, ajedrecista peruano.
- 1967: Kevin Keen, entrenador de fútbol y futbolista británico-inglés.
- 1967: Roberto La Barbera, atleta paralímpico italiano.
- 1967: Nick Leeson, corredor de valores, especulador, banquero, broker, entrenador de fútbol y escritor británico.
- 1967: Andi Niessner, director de cine alemán.
- 1967: Gabriele Mehl, remera alemana.
- 1967: Géza Mészöly, futbolista húngaro.
- 1967: Tommaso Pellizzari, periodista italiano.
- 1967: Paul Wulff, jugador estadounidense de fútbol americano y entrenador de fútbol americano.
- 1968: James Blackwell, jugador estadounidense de baloncesto.
- 1968: Lesley Boone, actriz y productora estadounidense.
- 1968: Massimo Ciocci, entrenador de fútbol y futbolista italiano.
- 1968: Eduardo Dominé, basquetbolista argentino.
- 1968: Evridiki, cantante chipriota.
- 1968: Thomas G:son, compositor, músico y productor discográfico sueco.
- 1968: Mark Griffin, actor británico.
- 1968: Marie-Josèphe Jude, pianista francesa.
- 1968: Tsveta Karajancheva, política búlgara.
- 1968: Sandrine Kiberlain, actriz y cantante francesa.
- 1968: Rolf Koster, actor, actor de voz y cantante neerlandés.
- 1968: Gabriella Lettini, teóloga italiana.
- 1968: Krister Nordin, futbolista sueco.
- 1968: Massimo Parisi, político y periodista italiano.
- 1968: Oumou Sangaré, cantautor y músico maliense.
- 1968: Olivier Thévenin, piloto de carreras francés.
- 1969: Solveig August, actriz alemana.
- 1969: Étienne de Crécy, disc jockey y productor discográfico francés.
- 1969: Fabio Delizzos, escritor italiano.
- 1969: Nadia Ginetti, política italiana.
- 1969: Suzanne Heywood, ejecutiva empresarial británica.
- 1969: Donald Hodge, jugador estadounidense de baloncesto.
- 1969: Andrew Miller, actor, escritor y director canadiense.
- 1969: Johan Roux, jugador de rugby sudafricano.
- 1969: Michael Spiteri, futbolista maltés.
- 1969: Paul Trimboli, futbolista y jugador australiano de fútbol sala.
- 1969: Leonard van Utrecht, futbolista neerlandés.
- 1969: Neslihan Yeldan, actriz turca.
- 1969: Harry Zech, futbolista de Liechtenstein.
- 1970: Sékou Bamba de Karamoko, futbolista marfileño (f. 2008).
- 1970: Dave Brown, jugador estadounidense de fútbol americano.
- 1970: Gaia De Laurentiis, actriz y presentadora de televisión italiana.
- 1970: Shaun Goater, entrenador de fútbol de las Bermudas y futbolista.
- 1970: Luca Mondini, entrenador de fútbol italiano y futbolista.
- 1970: Morten Ørum Pettersen, futbolista noruego.
- 1970: Beatriz Rico, actriz y bailarina española.
- 1970: Ian James Walker, marinero británico.
- 1971: Christien Anholt, actor británico.
- 1971: Sean Astin, actor, director y productor estadounidense.
- 1971: Manuel Fernández Ginés, ciclista de ruta español.
- 1971: Kaskade, diyéi (disc jockey) y productor discográfico estadounidense.
- 1971: Sabrina Musiani, cantante y presentadora de televisión italiana.
- 1971: Andrea Navarra, piloto de rally italiano.
- 1971: Sean O'Haire, luchador y artista marcial mixto estadounidense (f. 2014).
- 1971: Verónica Peparini, coreógrafa y bailarina italiana.
- 1971: Nova Peris, jugadora de hockey sobre césped, velocista y política australiana.
- 1971: Antonio Pinilla, futbolista español.
- 1971: Daniel Powter, cantautor y músico canadiense.
- 1971: Alexander Siedschlag, politólogo alemán.
- 1971: Adalita Srsen, cantautora y guitarrista australiana.
- 1971: Eva Wannenmacher, presentadora de televisión suiza.
- 1971: Fernon Wibier, tenista neerlandés.
- 1971: Morten Wieghorst, entrenador de fútbol y futbolista danés.
- 1971: Kathryn Zenna, actriz canadiense.
- 1972: Myriam Bregman, abogada, activista y política argentina del Partido Comunista.
- 1972: Marco Chiavarini, corredor de media distancia italiano.
- 1972: Franco Ferroni, jugador italiano de baloncesto.
- 1972: Hiroshi Noguchi, futbolista japonés.
- 1972: Roman Janecka, actor checo.
- 1972: Erwin van de Looi, entrenador de fútbol y futbolista neerlandés.
- 1972: Henri Lubatti, actor estadounidense.
- 1972: Jaak Mae, esquiador de fondo estonio.
- 1972: Paloma Jiménez Parejo, pintora y grabadora española.
- 1972: Park Ji-ah, actriz surcoreana (f. 2024).
- 1972: Anneke Kim Sarnau, actriz alemana.
- 1972: Viorel Talapan, remero rumano.
- 1973: Andreas Babler, político austríaco.
- 1973: Alpha Baldé, futbolista seychelense.
- 1973: Andy Boulton, jugador de dardos británico-inglés.
- 1973: Daryl Gardener, jugador estadounidense de fútbol americano.
- 1973: Hélène de Fougerolles, actriz francesa.
- 1973: Valdo Gamberutti, autor y escritor de televisión italiano.
- 1973: Julio Iglesias Júnior, cantante español, hijo del famoso cantante Julio Iglesias.
- 1973: Kim Yoon-man, patinador de velocidad surcoreano.
- 1973: Anson Mount, actor estadounidense.
- 1973: Peter Ndlovu, futbolista zimbabuense.
- 1973: Kirrily Sharpe, tenista australiana.
- 1973: Normann Stadler, triatleta alemán.
- 1973: Alena Subrylawa, biatleta bielorrusa.
- 1973: Ayumi Takano, actriz, presentadora de televisión y escritora japonesa.
- 1973: Gareth Taylor, entrenador de fútbol y futbolista británico.
- 1973: Gerard Wiekens, futbolista neerlandés.
- 1973: Alena Zubrylava, biatleta ucraniana.
- 1974: Divya Bharti, actriz india (f. 1993).
- 1974: René Bolf, futbolista checo.
- 1974: Freddy Fernández, entrenador de fútbol y futbolista costarricense.
- 1974: Peter Guarasci, jugador y entrenador canadiense de baloncesto.
- 1974: Vanessa Rae Kelly, modelo, personalidad televisiva y actriz australiana.
- 1974: Jens Paeslack, futbolista alemán.
- 1974: Dominic Raab, político británico-inglés; primer secretario de Estado y secretario de Estado de Asuntos Exteriores y de la Commonwealth.
- 1974: Rupert Ryan, futbolista neozelandés.
- 1974: Shōtarō Morikubo, actor, seiyū (actor de doblaje) y cantante japonés.
- 1974: José de Sousa, dardista portugués.
- 1974: Ahmet Yıldırım, entrenador de fútbol turco y futbolista.
- 1974: Carlos de Oliveira Magalhães, futbolista portugués.
- 1974: Cenk İşler, futbolista turco.
- 1975: Natalia Baranova, esquiadora de fondo rusa.
- 1975: Tobias Carlsson, futbolista sueco.
- 1975: Cristian Castillo, futbolista argentino.
- 1975: Simone Cercato, nadador italiano.
- 1975: Chiemi Chiba, actriz y seiyū (actriz de doblaje) japonesa.
- 1975: Mika'ela Fisher, actriz, directora y modelo alemana.
- 1975: Chelsea Handler, comediante, actriz, escritora y presentadora de televisión estadounidense.
- 1975: Oleh Kyrjuchin, boxeador ucraniano.
- 1975: Mandingo, actor pornográfico y cineasta estadounidense.
- 1975: Jason McEndoo, jugador estadounidense de fútbol americano.
- 1975: Gérald Merceron, jugador y entrenador francés de rugby.
- 1975: Damir Milačić, jugador y entrenador croata de baloncesto.
- 1975: Lee Ming-Che, activista taiwanés.
- 1975: Nandini Mitra, presentadora alemana.
- 1975: Patrik Müller, periodista suizo.
- 1975: Max Rendina, piloto de rally italiano.
- 1975: Fujiko Sekino, esquiadora alpina francesa.
- 1975: Fabrizio Trentacoste, político italiano.
- 1975: Katsuji Uezu, piloto de motociclismo japonés.
- 1975: Zou Yougen, futbolista chino.
- 1976: Cyril Abidi, kickboxer y artista marcial mixto francés.
- 1976: Meyrem Almaci, político belga.
- 1976: Stephen Baidoo, futbolista ghanés.
- 1976: Fabrizio Castania, director de orquesta y compositor italiano.
- 1976: Laura Chimenti, periodista italiana.
- 1976: Mbaye Badji, futbolista senegalés.
- 1976: Juan Flores, futbolista peruano.
- 1976: Danny Fuchs, futbolista alemán.
- 1976: Seiji Honda, futbolista japonés.
- 1976: Rashida Jones, actriz, productora de cine, guionista, escritora y modelo estadounidense.
- 1976: Samir Muratović, futbolista bosnio.
- 1976: Heidi Pakarinen, cantante finlandesa.
- 1976: Marco Pinotti, ciclista de ruta, ciclista de pista y director deportivo italiano.
- 1976: Nenad Stojanović, politólogo suizo.
- 1976: Masauso Tembo, futbolista zambiano.
- 1976: Sammy Traoré, futbolista maliense.
- 1976: Samaki Walker, jugador estadounidense de baloncesto.
- 1976: Fabio Zaffagnini, geólogo y empresario italiano.
- 1977: Sarah Jezebel Deva, cantante británica, de la banda Cradle of Filth.
- 1977: Josetxo, futbolista español.
- 1977: Francisco José Lara, ciclista español.
- 1977: Désiré Mbonabucya, futbolista ruandés.
- 1977: Ingrid Oliver, comediante y actriz británica.
- 1977: Josetxo Romero, futbolista español.
- 1977: Josh Wolff, jugador y entrenador estadounidense de fútbol americano.
- 1977: Marian Zeciu, futbolista rumano.
- 1977: Zhang Weicong, ciclista de ruta de Macao.
- 1978: Tomasz Kwiatkowski, árbitro de fútbol polaco.
- 1978: Lee Kwan-woo, futbolista surcoreano.
- 1978: Luis Liendo, futbolista boliviano.
- 1978: Etienne van der Linde, piloto de carreras sudafricano.
- 1978: Svein Maalen, entrenador de fútbol noruego.
- 1978: Yazid Mansouri, futbolista argelino expatriado en Francia.
- 1978: Miyako Miyazaki, modelo japonesa.
- 1978: Yūji Nakazawa, futbolista japonés.
- 1978: Gianluca Nocentini, futbolista italiano.
- 1978: Amund Skiri, entrenador de fútbol y futbolista noruego.
- 1978: Darren Soto, político estadounidense.
- 1978: Claudia Ștef, marchista rumana.
- 1978: Seilala Sua, lanzadora de disco y lanzadora de peso estadounidense.
- 1978: Philip Walsted, ciudadano estadounidense asesinado por ser homosexual (f. 2002); su asesino era un conocido neonazi.
- 1979: Ricardo Anaya Cortés, político mexicano.
- 1979: László Bodnár, futbolista húngaro.
- 1979: Elisa Bonacorsi, esquiadora alpina italiana.
- 1979: Virginie Dedieu, nadadora artística francesa.
- 1979: Dmitrij Galkin, pentatleta ruso.
- 1979: Karine Guerra, jugadora de voleibol brasileña.
- 1979: Napoleon Harris, jugador estadounidense de fútbol americano y político estadounidense.
- 1979: Wikus van Heerden, jugador de rugby sudafricano.
- 1979: David Hoflin, actor sueco.
- 1979: Alessia La Monica, actriz de doblaje y guionista de diálogos italiana.
- 1979: Felipe Núñez, futbolista chileno.
- 1979: Triguinho, futbolista brasileño.
- 1979: Sergej Vaht, esgrimista estonio.
- 1979: Ludmila Varmužová, tenista checa.
- 1979: Federico Vespa, periodista, presentador de radio y escritor italiano.
- 1979: Jake La Furia, rapero, disc jockey y productor discográfico italiano.
- 1980: Antonio Burks, baloncestista estadounidense.
- 1980: Ovidiu Cornea, remero rumano.
- 1980: Silvia Giordano, actriz y cantante italiana.
- 1980: Muratcan Güler, jugador turco de baloncesto.
- 1980: Youssouf Hadji o Youssef Hadji, futbolista marroquí.
- 1980: Jóhannes Haukur Jóhannesson, actor islandés.
- 1980: Britta Hofmann, presentadora, periodista y editora alemana.
- 1980: Béatrice Kamboulé, multiplicadora burkinesa.
- 1980: DJ Mitch, presentador de radio, personalidad televisiva y disc jockey italiano.
- 1980: Dimitrios Pappas, futbolista griego.
- 1980: Kash Patel, abogado, fiscal federal y funcionario estadounidense.
- 1980: Rubén Quintana, jugador español de baloncesto.
- 1980: Javier Rey, actor español.
- 1980: Augusto César Vieira da Silva, jugador de fútbol sala brasileño.
- 1980: Frank Williams, jugador estadounidense de baloncesto.
- 1981: Pacome Assi, kickboxer francés.
- 1981: Dani Bautista, futbolista español.
- 1981: Alessandro Budel, entrenador de fútbol italiano y futbolista.
- 1981: Renata Colombo, jugadora de voleibol brasileña.
- 1981: Ifeoma Dieke, futbolista británico-escocesa.
- 1981: Manuel García-Rulfo, actor mexicano.
- 1981: Łukasz Garguła, futbolista polaco.
- 1981: Shahid Kapoor, actor indio.
- 1981: Jamie Lynn, actriz pornográfica estadounidense.
- 1981: Simina Mandache, jugadora rumana de baloncesto.
- 1981: Park Ji-sung, director deportivo, entrenador de fútbol y futbolista surcoreano.
- 1981: Marek Plawgo, vallista y velocista polaco.
- 1981: Pablo Ruiz Barrero, futbolista español.
- 1981: Joe Shipp, jugador estadounidense de baloncesto.
- 1981: Maik Wagefeld, futbolista alemán.
- 1982: Rômulo Marcos Antoneli, futbolista brasileño.
- 1982: Chris Baird, futbolista británico-norirlandés.
- 1982: Malepa Bolelang, futbolista botsuano.
- 1982: Kimberly Caldwell, cantante, presentadora de televisión y actriz estadounidense.
- 1982: Kasper Degn, jugador de hockey sobre hielo danés.
- 1982: David García Santana, futbolista español.
- 1982: Guðmundur Arnar Guðmundsson, cineasta, guionista y productor islandés.
- 1982: Han Ga-in, actriz surcoreana.
- 1982: Hérita Ilunga, futbolista congoleño.
- 1982: Jason James, futbolista granadino.
- 1982: Maria Kanellis, luchadora y modelo estadounidense.
- 1982: Lars Kaufmann, balonmanista alemán.
- 1982: Maurizio Mariani, árbitro de fútbol italiano.
- 1982: Bert McCracken, cantante estadounidense, de la banda The Used.
- 1982: Marius Mitrea, árbitro de rugby y director deportivo italiano.
- 1982: Meshal Mubarak, futbolista catarí.
- 1982: Steve Olfers, futbolista neerlandés.
- 1982: Flavia Pennetta, comentarista deportiva y tenista italiana.
- 1982: Omar Thomas, jugador de baloncesto y director deportivo estadounidense.
- 1982: Hervé Touré, jugador francés de baloncesto.
- 1982: Anton Volchenkov, jugador ruso de hockey sobre hielo.
- 1982: Zhang Lie, futbolista chino.
- 1983: Robin Cederberg, futbolista sueco.
- 1983: Monique Currie, jugadora estadounidense de baloncesto.
- 1983: Sylwia Czwojdzińska, pentatleta polaca.
- 1983: Eduardo Alves da Silva o Eduardo da Silva, futbolista brasileño expatriado en Croacia.
- 1983: William Ferreira, futbolista uruguayo.
- 1983: Kaisa, rapera alemana.
- 1983: Fabian Lamotte, entrenador y jugador de fútbol alemán.
- 1983: Ndiyapo Letsholathebe, futbolista de Botsuana.
- 1983: Martin MacInnes, escritor británico-escocés.
- 1983: Mattias Moström, futbolista sueco.
- 1983: Ronny Carlos da Silva, futbolista brasileño.
- 1983: Petr Šíma, futbolista checo.
- 1983: Kateřina Smejkalová, modelo checa.
- 1983: Federica Vitale, nadadora italiana.
- 1983: Lulu Wang, cineasta y guionista china.
- 1984: Maria Antonelli, jugadora brasileña de voleibol de playa.
- 1984: Steve Baumgärtel, balonmanista alemán.
- 1984: Vladislav Davankov, político ruso.
- 1984: Mariana Esnoz, actriz argentina.
- 1984: Jacques Faty, futbolista francés.
- 1984: Heinrich Haussler, ciclista australiano de ruta y ciclocrós.
- 1984: Patrik Kvalvik, balonmanista sueco.
- 1984: Salomón Libman, futbolista peruano.
- 1984: Lovefoxxx (Luísa Hanaê Matsushita), cantante brasileña de pop, de la banda Cansei de Ser Sexy.
- 1984: Craig Mackail-Smith, futbolista británico-inglés.
- 1984: Manu del Moral, futbolista español.
- 1984: João Pedro da Silva Pereira, entrenador de fútbol y futbolista portugués.
- 1984: Stefania Positello, jugadora y entrenadora de voleibol italiana.
- 1984: Jole Ruzzini, jugadora de voleibol italiana.
- 1984: Filip Šebo, futbolista eslovaco.
- 1984: Xing Huina, corredora de media distancia china, campeona olímpica.
- 1984: Didier Ya Konan, futbolista marfileño.
- 1985: Nauzet Alemán, futbolista español.
- 1985: Giorgia Denti, entrenadora de gimnasia y gimnasta italiana.
- 1985: Erion Dushku, futbolista albanés.
- 1985: Sergi Fernández, jugador español de hockey sobre patines.
- 1985: Gary Forbes, jugador panameño de baloncesto.
- 1985: Alexander Huber, futbolista tayiko.
- 1985: Yousif Jaber, futbolista emiratí.
- 1985: Daine Klate, futbolista sudafricano.
- 1985: Abraham Kudemor, futbolista ghanés.
- 1985: Camille Lecointre, navegante francés.
- 1985: Lü Zheng, futbolista chino.
- 1985: Jundy Maraon, boxeador filipino.
- 1985: Valentino Maxwell, jugador estadounidense de baloncesto.
- 1985: Joakim Noah, jugador francés de baloncesto.
- 1985: Jackson Rodríguez, ciclista de ruta venezolano.
- 1985: Carlos Santos de Jesus, futbolista brasileño.
- 1985: Roberta Scuderi, jugadora de waterpolo italiana.
- 1986: Justin Berfield, actor, productor de cine y escritor estadounidense.
- 1986: Nabil Dirar, futbolista marroquí.
- 1986: Jameela Jamil, actriz, actriz de doblaje, comediante, presentadora de televisión y radio, modelo, escritora y activista británica.
- 1986: David Micevski, futbolista australiano.
- 1986: Matan Ohayon, futbolista israelí.
- 1986: Kaja Paschalska, cantante y actriz polaca.
- 1986: Tony Perry, guitarrista mexicano expatriado en Estados Unidos, de la banda Pierce the Veil.
- 1986: James Phelps, actor británico-inglés, hermano de James.
- 1986: Oliver Phelps, actor británico-inglés, hermano de Oliver.
- 1986: Carlos Saleiro, futbolista portugués.
- 1986: Danny Saucedo, cantante sueco.
- 1986: Kike Sola, futbolista español.
- 1986: André Sousa, jugador de fútbol sala portugués.
- 1986: James Starks, jugador estadounidense de fútbol americano.
- 1986: Damián Steinert, futbolista argentino.
- 1986: Wan Houliang, futbolista chino.
- 1986: Pat White, jugador estadounidense de fútbol americano.
- 1986: Paulo Marcos de Jesus Ribeiro, futbolista brasileño.
- 1987: Justin Abdelkader, jugador estadounidense de hockey sobre hielo.
- 1987: Fahad Al-Ansari, futbolista kuwaití.
- 1987: Erik Altemus, actor estadounidense.
- 1987: Eva Ávila, cantante y actriz canadiense.
- 1987: Steve De Ridder, futbolista belga.
- 1987: Priscilla Del Prete, jugadora y entrenadora italiana de fútbol sala.
- 1987: Natalie Dreyfuss, actriz estadounidense.
- 1987: Tal Dunne, jugador británico-galés de baloncesto.
- 1987: Mevlüt Erdinç, futbolista turco.
- 1987: Zarema Kasaeva, levantadora de pesas rusa.
- 1987: Andrei Koshcheev, jugador ruso de baloncesto.
- 1987: Adrián López Rodríguez, futbolista español.
- 1987: Yevgeny Lutsenko, futbolista ruso.
- 1987: Christine Majerus, ciclista luxemburguesa de ruta y ciclocrós.
- 1987: Philipp Muntwiler, futbolista suizo.
- 1987: Brian Nielsen, futbolista danés.
- 1987: Andrew Poje, bailarín canadiense sobre hielo.
- 1987: Jérémy Rabot, jugador francés de fútbol americano.
- 1987: Robert Topala, creador de videojuegos e instrumentista sueco.
- 1987: Stéphane Tritz, futbolista francés.
- 1987: Claudia Vismara, actriz italiana.
- 1987: Yu Hanchao, futbolista chino.
- 1988: Daniel Candeias, futbolista portugués.
- 1988: Alberto Chiesa, entrenador de rugby union italiano y jugador de rugby union.
- 1988: Melania Dalla Costa, actriz, guionista y productora de cine italiana.
- 1988: Luca Di Matteo, futbolista italiano.
- 1988: Durmast, músico italiano.
- 1988: Whitney Dosty, jugadora estadounidense de voleibol.
- 1988: Claudia Faniello, cantante maltesa.
- 1988: Enimarie Fernández, voleibolista puertorriqueña.
- 1988: Rúrik Gíslason, futbolista islandés.
- 1988: Marco Hartmann, futbolista alemán.
- 1988: Ivan Kamenov Ivanov, futbolista búlgaro.
- 1988: Reshad Jones, jugador estadounidense de fútbol americano.
- 1988: Olexesh, rapero ucraniano.
- 1988: Dávid Kulcsár, futbolista húngaro.
- 1988: Tom Marshall, colorista y artista fotográfico británico-inglés.
- 1988: Rei Matsumoto, futbolista japonés.
- 1988: Jamie McBain, jugador estadounidense de hockey sobre hielo.
- 1988: Gerald McCoy, jugador estadounidense de fútbol americano.
- 1988: Oh Hee-joon, actor surcoreano.
- 1988: Almarr Ormarsson, futbolista islandés.
- 1988: Agata Ozdoba-Błach, yudoca polaca.
- 1988: Samantha Paxinos, nadadora de Botsuana.
- 1988: Giacomo Poluzzi, futbolista italiano.
- 1988: Christian Ponder, jugador estadounidense de fútbol americano.
- 1988: José Rodolfo Reyes, futbolista mexicano.
- 1988: Chris Sagramola, futbolista luxemburgués.
- 1988: Aleksandrs Solovjovs, futbolista letón.
- 1988: Jenny Toomey, cantautora y activista estadounidense.
- 1988: Zou Kai, gimnasta china.
- 1989: Karim Aït-Fana, futbolista francés.
- 1989: Abdul Malek Al Anizan, futbolista sirio.
- 1989: Amnay, cantautor y poeta bereber.
- 1989: Milan Badelj, futbolista croata.
- 1989: Shaun Cummings, futbolista británico-inglés.
- 1989: Hannelore Desmet, saltadora de altura belga.
- 1989: Rodéric Filippi, futbolista francés.
- 1989: Jimmer Fredette, jugador estadounidense de baloncesto.
- 1989: Valerică Găman, futbolista rumano.
- 1989: Arsen Hajdari, futbolista albanés.
- 1989: Hans Christer Holund, esquiador de fondo noruego.
- 1989: Erik Israelsson, futbolista sueco.
- 1989: Jo In-hee, biatleta surcoreana.
- 1989: Kana Hanazawa, seiyū (actriz de doblaje) y cantante japonesa.
- 1989: Phakjira Kanrattanasood, actriz de televisión tailandesa.
- 1989: Lee Sang-hwa, patinador de velocidad surcoreano.
- 1989: Liang Chen, tenista chino.
- 1989: E'Twaun Moore, jugador estadounidense de baloncesto.
- 1989: Marshall Moses, jugador estadounidense de baloncesto.
- 1989: Nádia Gomes Colhado, jugadora de baloncesto brasileña.
- 1989: Gabrielle Onguéné, futbolista camerunés.
- 1989: Peter Orry Larsen, futbolista noruego.
- 1989: Hernán Pérez, futbolista paraguayo.
- 1989: David Querol, futbolista español.
- 1989: Vera Rebrik, lanzadora de jabalina ucraniana.
- 1989: Patrick Topping, disc jockey británico.
- 1989: Pany Varela, jugador caboverdiano de fútbol sala.
- 1989: Abby Wilde, actriz estadounidense.
- 1990: Francisco Alarcón Cruz, futbolista chileno.
- 1990: RaShaun Allen, jugador estadounidense de fútbol americano.
- 1990: Alejandra Andreu, modelo española.
- 1990: Younès Belhanda, futbolista marroquí expatriado en Francia.
- 1990: Pello Bilbao, ciclista de ruta español.
- 1990: Fiorella Carboni, futbolista italiana.
- 1990: Bruninho, futbolista brasileño.
- 1990: Stefan Della Rovere, jugador canadiense de hockey sobre hielo.
- 1990: Hannes Dotzler, esquiador de fondo alemán.
- 1990: Mikael Gabriel, rapero finlandés.
- 1990: Ehsan Hajsafi, futbolista iraní.
- 1990: Huang Xuechen, nadadora sincronizada china.
- 1990: Nelson Johnston, futbolista y jugador de fútbol sala cubano.
- 1990: Tal Karpelesz, jugador israelí de baloncesto.
- 1990: Kim Min-Woo, futbolista surcoreano.
- 1990: Alassane N'Diaye, futbolista francés.
- 1990: Sammy N'Djock, futbolista camerunés.
- 1990: Kylie Palmer, nadadora australiana.
- 1990: Félix Peña, jugador dominicano de béisbol.
- 1990: Rafael Romo, futbolista venezolano.
- 1990: Rafael Romo, futbolista venezolano.
- 1990: Danielle Rowley, política británica.
- 1990: Quentin Serron, jugador belga de baloncesto.
- 1990: Jeneil Williams, modelo jamaiquina.
- 1990: Mariánna Zaharíadi, saltadora con pértiga griega (f. 2013).
- 1990: Sandro Zurkirchen, jugador de hockey sobre hielo suizo.
- 1991: Debora Agreiter, esquiadora de fondo italiana.
- 1991: Arnor Angeli, futbolista belga.
- 1991: Chad Barson, futbolista estadounidense.
- 1991: Nahir Besara, futbolista sueca.
- 1991: Kyle Dake, luchador estadounidense.
- 1991: Ben Fero, rapero alemán.
- 1991: Markus Frohnmaier, político alemán.
- 1991: Ashleigh Gentle, triatleta australiana.
- 1991: Samuel Rosa Gonçalves, futbolista brasileño.
- 1991: Denzil Haoseb, futbolista namibio.
- 1991: Gerran Howell, actor, director de teatro y cantante británico.
- 1991: Kristie Mewis, futbolista estadounidense.
- 1991: Carmen Miloglav, jugadora de baloncesto croata.
- 1991: Emil Nessjøen, jugador de fútbol sala y futbolista noruego.
- 1991: Tony Oller, actor y cantautor estadounidense.
- 1991: Terell Parks, jugador estadounidense de baloncesto.
- 1991: Ricardo Jorge dos Santos Dias, futbolista portugués.
- 1991: Nicolás Siega, futbolista italiano.
- 1991: Lucio Spadaro, nadador italiano.
- 1991: Shamar Stephen, jugador estadounidense de fútbol americano.
- 1991: Adrien Tambay, piloto de carreras francés.
- 1991: Gustavo Yacamán, piloto colombiano de automovilismo.
- 1991: Rasa Žukauskaitė, modelo lituana.
- 1991: Lincoln Zvasiya, futbolista zimbabuense.
- 1992: Roslandy Acosta, voleibolista venezolana.
- 1992: Nicole Agnelli, esquiadora alpina italiana.
- 1992: Miloš Bakrač, futbolista montenegrino.
- 1992: Juliana Carrijo, jugadora de voleibol brasileña.
- 1992: Jorge Cuesta, futbolista ecuatoriano.
- 1992: Thomas Diethart, saltador de esquí austríaco.
- 1992: Amidou Diop, futbolista senegalés.
- 1992: Anthony Drmic, jugador australiano de baloncesto.
- 1992: Sunday Emmanuel, futbolista nigeriano.
- 1992: Mouhamadou Fall, velocista francés.
- 1992: Mara Ferretti, futbolista italiana.
- 1992: Pronay Halder, futbolista indio.
- 1992: Dejan Janjatović, futbolista serbio.
- 1992: Ahmad Ibrahim Khalaf, futbolista iraquí.
- 1992: Sanya Malhotra, actriz india.
- 1992: Rose Matafeo, actriz, comediante y guionista neozelandesa.
- 1992: Hideki Matsuyama, golfista japonés.
- 1992: Nico Müller, piloto de carreras suizo.
- 1992: Joakim Nordström, jugador sueco de hockey sobre hielo.
- 1992: William Oliveira dos Santos, futbolista brasileño.
- 1992: Amy Ruffle, actriz australiana.
- 1992: Lucas Serme, jugador de squash francés.
- 1992: Jorge Soler, beisbolista cubano.
- 1992: Lennart Thy, futbolista alemán.
- 1993: Salem Al-Azizi, futbolista emiratí.
- 1993: Johannes Aujesky, esquiador acrobático austríaco.
- 1993: Farid Boulaya, futbolista francés.
- 1993: Calyson, futbolista brasileño.
- 1993: Conor Coady, futbolista británico-inglés.
- 1993: Nick Faust, jugador estadounidense de baloncesto.
- 1993: Erick Fedde, jugador estadounidense de béisbol.
- 1993: Vanja Ilić, balonmanista serbio.
- 1993: Myles Mack, jugador estadounidense de baloncesto.
- 1993: Juan Nieto, futbolista colombiano.
- 1993: Filip Oršula, futbolista eslovaco.
- 1993: Brayan Perea, futbolista colombiano.
- 1993: Gonzalo Quiroga, voleibolista argentino.
- 1993: Lukáš Sedlák, jugador checo de hockey sobre hielo.
- 1993: Panayappan Sethuraman, ajedrecista indio.
- 1993: Viviane Witschel, actriz alemana.
- 1994: Ludovic Ajorque, futbolista francés.
- 1994: Mackenzie Elizabeth Arnold, futbolista australiana.
- 1994: Frank Bartley, jugador estadounidense de baloncesto.
- 1994: Eugenie Bouchard, tenista y modelo canadiense.
- 1994: Matthew Brabham, piloto de carreras australiano.
- 1994: Gustavo Canto, futbolista argentino.
- 1994: Makenzy Doniak, futbolista estadounidense.
- 1994: Aleh Eŭdakimaŭ, futbolista bielorruso.
- 1994: Mostafa Fathi, futbolista egipcio.
- 1994: Ricardo Gómez, actor español.
- 1994: Jeremy Hollowell, jugador estadounidense de baloncesto.
- 1994: Rouven Israel, actor alemán.
- 1994: Mike Jones, piloto de motociclismo australiano.
- 1994: Eric Lanini, futbolista italiano.
- 1994: Julia Lindholm, cantante pop sueca.
- 1994: Joonas Lehtoranta, jugador finlandés de baloncesto.
- 1994: Chevone Marsh, futbolista jamaicano.
- 1994: Luigi Morciano, piloto de motociclismo italiano.
- 1994: Ifeoma Onumonu, futbolista estadounidense.
- 1994: Lena Schulte, futbolista alemana.
- 1994: Nick Spires, jugador británico de baloncesto.
- 1994: Victoria Tanco, golfista argentina.
- 1994: Fred VanVleet, jugador estadounidense de baloncesto.
- 1994: Federico Zurlo, ciclista italiano de ruta y ciclocrós.
- 1995: Christian Baumann, gimnasta suizo.
- 1995: Ksenija Dudkina, gimnasta rusa.
- 1995: Theresa Fitzpatrick, jugadora de rugby de Nueva Zelanda.
- 1995: Mario Hezonja, jugador croata de baloncesto.
- 1995: Dejan Iliev, futbolista macedonio.
- 1995: Dmytro Kravchenko, futbolista ucraniano.
- 1995: Christopher Long, futbolista británico-inglés.
- 1995: Francesca Michielin, cantautora y multiinstrumentista italiana.
- 1995: Romeo N'tia, saltador de longitud y triple salto beninés.
- 1995: Aybüke Pusat, actriz, bailarina y modelo turca.
- 1995: Houston Stevenson, actor canadiense (f. 2022).
- 1995: Viktoriya Tomova, tenista búlgara.
- 1995: Carlotta Toni, nadadora italiana.
- 1995: Jonathan Williams, jugador estadounidense de baloncesto.
- 1995: Arbër Zeneli, futbolista sueco.
- 1995: Mikhail Shechtman, director de orquesta pianista ruso.
- 1996: Emel Dereli, levantador de pesas turco.
- 1996: Marco Domínguez, futbolista canadiense.
- 1996: Martina Gatti, actriz italiana.
- 1996: Guram Giorbelidze, futbolista georgiano.
- 1996: Mario González Gutiérrez, futbolista español.
- 1996: Jonathan Lindseth, futbolista noruego.
- 1996: Paul McMullan, futbolista británico-escocés.
- 1996: Divine Myles, jugador estadounidense de baloncesto.
- 1996: Darío Pereira, futbolista uruguayo.
- 1996: Iqram Rifqi, futbolista singapurense.
- 1996: Walid Sabbar, futbolista marroquí.
- 1996: Trent Sherfield, jugador estadounidense de fútbol americano.
- 1996: Aaron Wolf, yudoca japonés.
- 1996: Almedin Ziljkić, futbolista bosnio.
- 1997: Santiago Ascacíbar, futbolista argentino.
- 1997: Chantal Butzek, atleta alemana.
- 1997: Marijan Čabraja, futbolista croata.
- 1997: Santiago Cáseres, futbolista argentino.
- 1997: Isabelle Fuhrman, actriz estadounidense.
- 1997: Kacjaryna Halkina, gimnasta bielorrusa.
- 1997: Daniil Juffa, ajedrecista ruso.
- 1997: Lý Hoàng Nam, tenista vietnamita.
- 1997: Thon Maker, baloncestista sursudanés expatriado en Australia.
- 1997: Ana Mena, cantautora, actriz y modelo española.
- 1997: Eric Osborne, actor y músico canadiense.
- 1997: Richard Prieto, futbolista paraguayo.
- 1997: Trevelin Queen, jugador estadounidense de baloncesto.
- 1997: Marco Rente, futbolista alemán.
- 1997: Lucas Rodríguez Trezza, futbolista uruguayo.
- 1997: Oussama Mahmoud Snoussi, yudoca tunecino.
- 1997: Yūki Sōma, futbolista japonés.
- 1997: Nugzari Tsurtsumia, luchadora georgiana (f. 2024).
- 1998: Hanna Chang, tenista estadounidense.
- 1998: Nicholas D'Agostino, futbolista australiano.
- 1998: Oumar González, futbolista camerunés.
- 1998: Aleksandra Lipska, jugadora de voleibol polaca.
- 1998: Matheus Pereira, futbolista brasileño.
- 1998: Oriol Rey, futbolista español.
- 1998: Ismaïla Sarr, futbolista senegalés.
- 1998: Matic Vesel, jugador esloveno de baloncesto.
- 1999: Noam Avivi, jugador israelí de baloncesto.
- 1999: Xabier Azparren, ciclista español de ruta y pista.
- 1999: Robbie D'Haese, futbolista belga.
- 1999: Andrea Danzi, futbolista italiano.
- 1999: Krépin Diatta, futbolista senegalés.
- 1999: Gianluigi Donnarumma, futbolista italiano.
- 1999: Shay Elias, futbolista israelí.
- 1999: Anouck Errard, esquiadora alpina francesa.
- 1999: Denis Haruț, futbolista rumano.
- 1999: Antonio Jordano, jugador croata de baloncesto.
- 1999: Aleksandra Krošelj, jugadora de baloncesto eslovena.
- 1999: João Victor, futbolista brasileño.
- 1999: Giulia Mandelli, futbolista italiana.
- 1999: Magnus Mattsson, futbolista danés.
- 1999: Mark McKenzie, futbolista estadounidense.
- 1999: Slimane Moula, corredor de media distancia argelino.
- 1999: Dariusz Pawłowski, futbolista polaco.
- 1999: Nando Pijnaker, futbolista neozelandés.
- 1999: Rocky, cantante, bailarín y compositor surcoreano.
- 1999: Raffaele Russo, futbolista italiano.
- 1999: Matvéi Safónov, futbolista ruso.
- 1999: Thiago Vecino, futbolista uruguayo.
- 1999: Henrique Vermudt, futbolista brasileño.
- 2000: Geoffrey Agbolossou, futbolista togolés.
- 2000: Tucker Albrizzi, actor estadounidense.
- 2000: Abril Conesa, nadadora artística española.
- 2000: Owen Falconis, futbolista uruguayo.
- 2000: Kirill Fol'mer, futbolista ruso.
- 2000: Sami Herzog, actor alemán.
- 2000: DJ Ivey, jugador estadounidense de fútbol americano.
- 2000: Isaac Likekele, jugador estadounidense de baloncesto.
- 2000: Lara Mechnig, nadadora sincronizada de Liechtenstein.
- 2000: Bo Nix, jugador estadounidense de fútbol americano.
- 2000: Benedetta Orsi, futbolista italiana.
- 2000: Raúl Rangel, futbolista mexicano.
- 2000: Drake Thomas, jugador estadounidense de fútbol americano.
- 2001: Mads Bidstrup, futbolista danés.
- 2001: Vernon Carey o Vernon Carey Jr., jugador estadounidense de baloncesto.
- 2001: Aline Höpli, esquiadora alpina suiza.
- 2001: Khellven, futbolista brasileño.
- 2001: Igor Jesus, futbolista brasileño.
- 2002: Maghnes Akliouche, futbolista francés.
- 2002: Scarlett Finn, nadadora artística canadiense.
- 2002: Lara Hernández, actriz argentina.
- 2002: Yassine Kechta, futbolista marroquí.
- 2002: Filip Stanković, futbolista serbio.
- 2003: Lucas Bassadone, futbolista uruguayo.
- 2003: Elías Cabrera, futbolista argentino.
- 2003: Brandin Podziemski, jugador estadounidense de baloncesto.
- 2003: Albert Posiadała, futbolista polaco.
- 2003: Emmanuel Yeboah, futbolista ghanés.
- 2003: Finn van Breemen, futbolista neerlandés.
- 2004: Kevin Jappert, futbolista argentino.
- 2004: William Mikelbrencis, futbolista francés.
- 2004: Roman Staněk, piloto de carreras checo.
- 2005: Ksenija Bajlo, saltadora ucraniana.
- 2005: Thijmen Blokzijl, futbolista neerlandés.
- 2005: Cadence Brace, tenista canadiense.
- 2005: Jason van Duiven, futbolista neerlandés.
- 2005: Arda Güler, futbolista turco.
- 2005: Noah Jupe, actor británico-inglés.
- 2005: Camille Robillard, futbolista francés.
- 2006: Victor Froholdt, futbolista danés.
- 2007: Yang Shuncheng, nadadora sincronizada china.
- 2021: Carlota Salote Mafileʻo Pilolevu Tukuʻaho, aristócrata («princesa») tongana, miembro de la «familia real» de la isla Tonga.

## Fallecimientos
- 586: Pretextato de Ruán, arzobispo franco.
- 779: Walburga de Heidenheim, abadesa, religiosa benedictina y misionera inglesa (n. ca. 710), canonizada tanto por la Iglesia católica como por la Iglesia ortodoxa.
- 805: Dezong, emperador chino de la dinastía Tang; reinó entre 780 y 805 (n. 742).
- 806: Tarasio de Constantinopla, obispo bizantino, patriarca de Constantinopla (n. 730), canonizado por la Iglesia ortodoxa.
- 813: Odelperto de Milán, arzobispo italiano.
- 891: Fujiwara no Mototsune, político y aristócrata («regente») japonés (n. 836).
- 1017: Raimundo Borrell de Barcelona, conde (n. 972).
- 1018: Arnolfo II de Arsago, arzobispo italiano.
- 1055: Udalrico II, obispo italiano.
- 1099: Anselmo de Ribemont, aristócrata franco, participante de la Primera Cruzada.
- 1100: Gerlando de Agrigento, obispo y santo italiano.
- 1116: Roberto de Arbrissel, teólogo y ermitaño francés, fundador de la Orden de Fontevraud (n. 1047).
- 1210: Prepositino da Cremona, teólogo y filósofo italiano.
- 1220: Alberto II de Brandeburgo, aristócrata («margrave de Brandeburgo») alemán.
- 1221: Alix de Montmorency, aristócrata francesa.
- 1246: Enrique IV de Limburgo, aristócrata («señor de Monschau» y «duque de Limburgo-Baja Lorena») francés.
- 1246: Dafydd ap Llywelyn, príncipe irlandés (n. 1215).
- 1247: Enrique IV de Limburgo, aristócrata alemán.
- 1263: John de Plessis, séptimo conde de Warwick, magnate inglés de origen francés.
- 1265: Ulrico I de Wurtemberg, aristócrata («conde de Wurtemberg») alemán (n. 1226).
- 1305: Gerardo II de Eppstein, arzobispo y elector de Maguncia.
- 1322: Philipp von Rathsamhausen, monje cisterciense, maestro de teología y príncipe-obispo de Eichstätt.
- 1328: Otón IV de Ravensberg, aristócrata alemán.
- 1336: Margiris, príncipe lituano.
- 1354: Fregnano della Scala, líder (condotiero) italiano y podestá de Vicenza
- 1467: Jörg Voit von Rieneck, alguacil del cabildo de la catedral de Würzburg.
- 1495: Cem Sultan o Şehzade Cem, príncipe y poeta otomano (n. 1459), pretendiente al trono del Imperio Otomano.
- 1501: Margarita de Baviera, electora del Palatinado.
- 1517: Johann von Spreckelsen, concejal y alcalde de Hamburgo.
- 1521: Johann Schönsperger, impresor y editor alemán.
- 1522: William Lily, erudito y educador inglés (n. 1468).
- 1525: Galeazzo Sanseverino, aristócrata y líder italiano.
- 1536: Berchtold Haller, teólogo y reformador alemán-suizo (n. 1492), reformador en Berna.
- 1536: Jakob Hutter, predicador y teólogo austríaco (n. 1500), creador del anabaptismo tirolés.
- 1547: Vittoria Colonna, aristócrata («marquesa de Pescara») y poetisa italiana (n. 1490).
- 1553: Hirate Masahide, militar japonés (n. 1492).
- 1558: Leonor de Austria, aristócrata («reina de Portugal y Francia») austríaca (n. 1498).
- 1568: Philipp Georg Schenk zu Schweinsberg, príncipe abad de Fulda.
- 1580: Rodrigo de Quiroga López de Ulloa, conquistador español, gobernador de Chile.
- 1580: Marx Weiß, pintor alemán del período gótico tardío.
- 1596: David Aichler, abad alemán (n. 1545).
- 1598: Nathan Chyträus, teólogo protestante, poeta y filólogo alemán.
- 1598: Paul von Eitzen, teólogo y reformador alemán.
- 1600: Sebastián de Aparicio, misionero franciscano español, beatificado por la Iglesia católica (n. 1502).
- 1601: Robert Devereux, aristócrata («2.º conde de Essex»), general y político inglés, Lord Lieutenant of Ireland (n. 1566), «favorito» de la reina Isabel I de Inglaterra.
- 1602: Aurelio Gatti, pintor italiano (n. 1556).
- 1603: Catherine Carey, aristócrata («condesa de Nottingham») inglesa (n. 1550).
- 1610: Philippe Canaye, jurista francés (n. 1551).
- 1615: Conrad Bünting el Viejo, abogado alemán y síndico de la ciudad.
- 1618: Elizabeth Spencer, aristócrata («baronesa Hunsdon») y poetisa inglesa (n. 1552).
- 1619: Georg von Schoenaich, importante humanista alemán y promotor de la Reforma.
- 1626: Enea Salmeggia, pintor italiano.
- 1634: Christian von Ilow, mariscal de campo imperial, confidente de Wallenstein.
- 1634: Wilhelm Kinsky von Wchinitz und Tettau, estadista y diplomático bohemio.
- 1634: Adam Erdmann Trčka von Lípa, general imperial en la guerra de los Treinta Años.
- 1634: Albrecht von Wallenstein, general, político y aristócrata («duque de Mecklemburgo») bohemio expatriado en Austria (n. 1583).
- 1636: Santorio Santorio, médico, filósofo, biólogo y fisiólogo italiano (n. 1561).
- 1639: Roelant Savery, pintor flamenco (n. 1576).
- 1643: Marco da Gagliano, compositor y religioso italiano (n. 1582).
- 1651: Frans van Donia, embajador de Frisia en la Paz de Westfalia.
- 1655: Daniël Heinsius, poeta, erudito y filólogo neerlandés-flamenco (n. 1580).
- 1656: Henrietta Caterina di Joyeuse, aristócrata francesa (n. 1585).
- 1657: Andreas Butz, ingeniero alemán, constructor de órganos, que trabajaba en Passau.
- 1659: Willem Drost, pintor neerlandés (n. 1633).
- 1670: Matteo Garvo Allio, escultor italiano.
- 1673: Joseph Caryl, clérigo británico-inglés (n. 1602).
- 1674: Stefano De Mari, dux italiano (n. 1593).
- 1682: Alessandro Stradella, compositor, violinista y cantante italiano (n.1639)
- 1684: Andreas Hofer, compositor, director y maestro de coro.
- 1686: Abraham Calovius, teólogo y filósofo polaco (n. 1612).
- 1689: Khushal Khan Khattak, poeta y escritor afgano-pastún (n. 1613).
- 1700: James Douglas aristócrata («2.º marqués de Douglas») británico-escocés.
- 1704: Isabella Leonarda, compositora y monja italiana (n. 1620).
- 1705: Sybrandus van Noordt, compositor, clavecinista y organista neerlandés (n. 1659).
- 1710: Daniel Greysolon, aristócrata («sieur du Lhut»), militar y explorador francés (n. 1639).
- 1712: Nicolas de Catinat, general francés, mariscal de Francia.
- 1713: Federico I, elector de Brandeburgo y rey prusiano (n. 1657).
- 1715: Pu Songling, poeta chino de ascendencia mongola (n. 1640).
- 1717: Filippo della Torre, obispo católico, anticuario y numismático italiano (n. 1657).
- 1719: Niccolò Acciaiuoli, cardenal italiano (n. 1630).
- 1723: Leopoldo Eberhard, conde principesco de Mömpelgard y conde de Coligny.
- 1723: sir Christopher Wren, científico, arquitecto, físico y matemático británico-inglés (n. 1632), diseñó la Catedral de San Pablo en Londres.
- 1728: Alexander zu Dohna-Schlobitten, elector de Brandeburgo, mariscal de campo prusiano y diplomático alemán-prusiano (n. 1661).
- 1740: Girolamo Mattei Orsini, arzobispo católico, hombre de letras y diplomático italiano (n. 1672).
- 1741: Ferdinando Porretti, latinista, escritor y teólogo italiano (n. 1684).
- 1746: Paolo Mattia Doria, filósofo y matemático italiano (n. 1667).
- 1751: Georg Caspar Schürmann, compositor alemán.
- 1756: Eliza Haywood, actriz y poetisa británico-inglesa (n. 1693).
- 1757: Paolo Benedetto Bellinzani, sacerdote, compositor y músico italiano.
- 1761: Joseph-François-Edouard de Corsembleu de Desmahis, dramaturgo, enciclopedista y hombre de letras francés.
- 1762: Giovanni Battista Piamontini, escultor italiano (n. 1695).
- 1764: Yves-Marie André, filósofo francés (n. 1675).
- 1766: Charles de Rohan-Rochefort, aristócrata francés (n. 1693).
- 1769: Henry Flitcroft, arquitecto británico-inglés (n. 1697).
- 1771: Esaias Meyer, político alemán, alcalde de Heilbronn.
- 1772: Antonio Fanzaresi, pintor italiano (n. 1700).
- 1774: Johann Georg Chevalier de Saxe, general sajón y gobernador de Dresde.
- 1775: William Small, escritor británico-escocés, pensador de la Ilustración escocesa, cofundador de la Sociedad Lunar.
- 1785: Gottlieb Friedrich Bach, pintor y organista alemán (n. 1714).
- 1786: Thomas Wright, astrónomo, matemático y arquitecto británico-inglés (n. 1711).
- 1787: Anton Ignaz von Fugger-Glött, obispo católico austríaco (n. 1711), canónigo en Colonia.
- 1791: Vincent Ogé, comerciante y activista francés (n. 1755).
- 1796: Lorenz Adam Bartenstein, clérigo protestante alemán, educador y director de escuela.
- 1796: Giovanni Battista Borghi, compositor italiano (n. 1738).
- 1796: Samuel Seabury, obispo estadounidense (n. 1729).
- 1796: Jean Nicolas Stofflet, general francés (n. 1753).
- 1798: Luigi Giulio Mancini-Mazzarino, diplomático y escritor francés (n. 1716).
- 1799: William Dawes, militar estadounidense (n. 1745).
- 1800: Carlo Barletti, físico italiano (n. 1735).
- 1801: Benedetto Stay, sacerdote, latinista y poeta italiano (n. 1714).
- 1802: Charles O'Hara, general británico (n. 1740).
- 1803: Pablo de Olavide, escritor y político español (n. 1725).
- 1804: Johann Wenzel von Sporck, abogado, director de teatro y político bohemio.
- 1805: Joseph Anselm Freiherr Adelmann von Adelmannsfelden, político alemán.
- 1805: Federica Luisa de Hesse-Darmstadt, aristócrata («reina») alemana (n. 1751), esposa del rey Federico Guillermo II de Prusia.
- 1805: Thomas Pownall, político británico-inglés, gobernador de la provincia de la bahía de Massachusetts (n. 1722).
- 1806: Heinrich Christian Boie, escritor y editor alemán.
- 1806: Vasily Alekseevič Kar, general ruso (n. 1730).
- 1806: Giuseppe Menghetti, jockey italiano (n. 1784).
- 1808: Matteo Biffi Tolomei, economista y político italiano (n. 1730).
- 1809: John Murray, aristócrata («4.º conde de Dunmore») y político británico-escocés (n. 1730), gobernador de Nueva York y Virginia.
- 1811: Andreas Merian-Iselin, político de Basilea, landammann de Suiza.
- 1815: Pyotr Petrovich Dolgorukov, general y aristócrata ruso (n. 1744).
- 1816: Francesco Apóstoli, aventurero y escritor italiano (n. 1755).
- 1816: Friedrich Wilhelm von Bülow, general prusiano (n. 1755).
- 1819: Filinto Elísio (Francisco Manoel de Nascimento), poeta, religioso y educador portugués-francés (n. 1734).
- 1822: Ludolf August Friedrich von Alvensleben, general prusiano.
- 1822: William Pinkney, político y diplomático estadounidense (n. 1764), 7.º fiscal general de los Estados Unidos.
- 1823: Vasili Athanasief, sacerdote ruso, capellán de la corte rusa y confesor de la reina de Württemberg.
- 1828: Domenico Lentini, sacerdote italiano (n. 1770).
- 1829: Giovanni Raimondo Torlonia, aristócrata y banquero italiano (n. 1754).
- 1831: Giovanni Battista Baldelli Boni, hombre de letras y militar italiano (n. 1766).
- 1831: Belisario Cristaldi, cardenal italiano (n. 1764).
- 1831: Friedrich Maximilian Klinger, escritor y dramaturgo alemán (n. 1752).
- 1832: Giuseppe Boerio, funcionario, magistrado y jurista italiano (n. 1754).
- 1836: Gianbattista Occhipinti Scopetta, franciscano italiano (n. 1770).
- 1841: Philip P. Barbour, abogado, juez y político estadounidense, 12.º presidente de la Cámara de Representantes de los Estados Unidos (n. 1783).
- 1844: Heinrich Jacob Aldenrath, pintor de miniaturas y litógrafo alemán.
- 1845: Pietro Domenico Polfranceschi, político y general italiano (n. 1766).
- 1850: Daoguang, aristócrata («emperador») y militar chino (n. 1782).
- 1851: Giovanni Carlo Cosenza, dramaturgo italiano (n. 1765).
- 1852: Thomas Moore, poeta, dramaturgo y actor teatral irlandés (n. 1779).
- 1853: Christian Friedrich Andreas Rohns, arquitecto, contratista de construcción e ingeniero alemán.
- 1853: Félix Varela, intelectual, filósofo y patriota cubano (n. 1788).
- 1854: Carlo Maria L'Occaso, historiador, poeta y patriota italiano (n. 1809).
- 1854: James Thompson, educador y pastor bautista británico-escocés (n. 1788).
- 1855: Maria Adeodata Pisani, monja italiana (n. 1806).
- 1856: George Don, botánico británico-escocés (n. 1798).
- 1860: Jean-Jacques Champin, litógrafo e ilustrador francés (n. 1796).
- 1860: Friedrich Thiersch, pedagogo y filólogo alemán (n. 1784).
- 1861: Agostino Chiodo, general y político italiano (n. 1791).
- 1863: Laure Cinti-Damoreau, soprano de coloratura y compositora francesa (n. 1801).
- 1864: Anna Harrison, ciudadana estadounidense (n. 1775), «primera dama» de los Estados Unidos como esposa del presidente William Henry Harrison. Hasta 2021, fue la «primera dama» de más edad de la historia de Estados Unidos (con 65 años), así como la que sirvió el tiempo más corto y la primera en quedar viuda ostentando el título.
- 1865: Otto Ludwig, escritor, dramaturgo y crítico alemán (n. 1813).
- 1866: John Lee, astrónomo, matemático y numismático británico (n. 1783).
- 1867: Giuseppe Elena, grabador italiano (n. 1801).
- 1868: Édouard Monnais, dramaturgo y periodista francés (n. 1798).
- 1868: Sophie Schröder, cantante y actriz alemana.
- 1868: Ludwig Türck, neurólogo austríaco (n. 1810).
- 1869: Albert Gern, actor alemán de teatro.
- 1869: Henry Adoniram Swift, político estadounidense (n. 1823).
- 1870: Louis-Jacques-Maurice de Bonald, cardenal católico francés (n. 1787), arzobispo de Lyon.
- 1870: Henrik Hertz, poeta, escritor y dramaturgo danés (n. 1797).
- 1873: Giacomo Oneto, banquero y político italiano (n. 1790).
- 1873: Philippe-Paul de Ségur, militar (coronel) e historiador francés (n. 1780).
- 1875: Luigi Natoli, arzobispo católico italiano (n. 1799).
- 1877: Auguste Agassiz, relojero y empresario suizo.
- 1877: Jang Bahadur Rana, general, político y gobernante nepalí (n. 1817), primer ministro del Reino de Gorkha (en Nepal).
- 1878: François Bertrand, militar francés, necrófilo y profanador de tumbas, responsable de exhumar cadáveres y mutilarlos en el cementerio de Montparnasse (n. 1823).
- 1878: Townsend Harris, comerciante, político y diplomático estadounidense, embajador de Estados Unidos en Japón (n. 1804).
- 1878: Marc Athanase Parfait Œillet Des Murs, político e historiador francés (n. 1804).
- 1879: John Rose Holden, político canadiense (n. 1821).
- 1879: Vladimir Georgievich Kastrioto-Skanderbek, compositor ruso.
- 1879: Karl Wilhelm von Willisen, general prusiano (n. 1790).
- 1880: Johann Christoph Blumhardt, pastor protestante y teólogo alemán.
- 1881: Carolina Cristófori (43), ciudadana italiana, amante del poeta Giosuè Carducci entre 1841 y 1878; ella falleció de tuberculosis (n. 1837).
- 1881: Melchior Paul von Deschwanden, pintor suizo (n. 1811).
- 1881: August Treboniu Laurian, lingüista rumano (n. 1810).
- 1883: William Barnett Armson, arquitecto, topógrafo e ingeniero neozelandés.
- 1883: Sofía Nikolaevna Raevskaya, aristócrata rusa (n. 1806).
- 1883: Scipione Volpicella, historiador, escritor y bibliotecario italiano (n. 1810).
- 1884: Richard von Friesen, político alemán de Sajonia.
- 1884: Alessandro Negri di Sanfront, oficial y político italiano (n. 1804).
- 1886: Giovanni De Falco, político y magistrado italiano (n. 1818).
- 1886: Gaetano Sacchi, militar y patriota italiano (n. 1824).
- 1886: Domenico Tonarelli, político y prefecto italiano (n. 1820).
- 1887: Augustin-Magloire Blanchet, misionero católico canadiense y obispo (n. 1797).
- 1889: Muhammad Mushtaq Ali Khan Bahadur, príncipe indio (n. 1856).
- 1889: Carlo Sacconi, cardenal y arzobispo católico italiano (n. 1808).
- 1890: Francesco Aggazzotti, abogado, agrónomo y enólogo italiano (n. 1811).
- 1890ː Octavie de Lasalle, pintor franco-alemán.
- 1890: Karl Emil von Schafhäutl, físico, geólogo y musicólogo alemán (n. 1803).
- 1892: Brond de Grave Winter, organero alemán, constructor de órganos en Frisia Oriental.
- 1892: Louis Vuitton, diseñador francés (n. 1821).
- 1894: Steele MacKaye, actor teatral e inventor estadounidense (n. 1842).
- 1895: Henry Bruce, aristócrata («1.º barón de Aberdare»), político británico-inglés (n. 1815).
- 1895: Royal E. House, inventor estadounidense (n. 1814).
- 1897: Michael Bernays, filólogo e historiador literario alemán.
- 1897: Marie-Cornelie Falcón, cantante de ópera (soprano) francesa (n. 1814).
- 1897: Gabriele Rosa, patriota y escritor italiano (n. 1812).
- 1898: Lydia Piva, poetisa italiana (n. 1877).
- 1899: Paul Julius Reuter, aristócrata («barón de Reuter»), periodista y empresario anglo-alemán (n. 1816), fundador de la agencia de noticias Reuters.
- 1901: Wojciech Gerson, pintor polaco (n. 1831).
- 1902: Mijaíl Vasílievich Pevtsov, militar y explorador ruso (n. 1843).
- 1903: Eusebio Blasco, escritor, periodista y poeta español (n. 1844).
- 1903: Alexander Alekseevič Bobrinskij, político y genealogista ruso (n. 1823).
- 1903: Francesco Marzi, político italiano (n. 1823).
- 1904: Elena Fabris Bellavitis, escritora italiana (n. 1861).
- 1904: Benedetto Sborgi, impresor italiano (n. 1821).
- 1905: Cesare Cerruti, político italiano (n. 1820).
- 1905: Edward Cooper, político estadounidense (n. 1824).
- 1905: William Martin, marinero francés (n. 1828).
- 1905: Albert Benjamin Prescott, químico estadounidense (n. 1832).
- 1906: Jean-Baptiste Abbeloos, orientalista belga (n. 1836).
- 1906: Antón Arenski, compositor, director de orquesta y pianista ruso (n. 1861).
- 1907: Wilhelm von Diez, pintor alemán (n. 1839).
- 1907: Paul Guiraud, historiador francés (n. 1850).
- 1907: Karl Mayer-Eymar, paleontólogo y geólogo suizo (n. 1826).
- 1908: Frank Pierce, corredor de maratón estadounidense (n. 1883).
- 1908: Marco Aurelio Soto, político y empresario hondureño (n. 1846), presidente de Honduras entre 1876 y 1883.
- 1908: Francesco Valaperta, pintor italiano (n. 1836).
- 1909: Caran d'Ache, dibujante y humorista francés (n. 1858).
- 1909: Edmond de Grenus, oficial y banquero suizo.
- 1910: Worthington Whittredge, pintor y educador estadounidense (n. 1820).
- 1911: Jules Bouval, organista y compositor francés.
- 1911: Luciano Ferragni, abogado y político italiano (n. 1853).
- 1911: Frances Harper, activista, poetisa y escritora estadounidense (n. 1825).
- 1911: Friedrich Spielhagen, escritor, teórico y traductor alemán (n. 1829).
- 1911: Fritz von Uhde, pintor alemán (n. 1848).
- 1912: Guillermo IV, aristócrata («duque de Nassau» y «gran duque de Luxemburgo») luxemburgués (n. 1852).
- 1912: Norbert Schrödl, pintor alemán.
- 1914: sir John Tenniel, dibujante e ilustrador británico-inglés (n. 1820).
- 1915: Charles Edwin Bessey, botánico, escritor y académico estadounidense (n. 1845).
- 1915: Joseph Franz Bittner, constructor de órganos alemán.
- 1915: Giovanni Battista Fabbio, militar italiano (n. 1828).
- 1920: Marcel-Auguste Dieulafoy, arqueólogo e ingeniero francés (n. 1844).
- 1920: Tommaso Senise, político italiano (n. 1848).
- 1921: Elisabeth Fedde, diaconisa noruega.
- 1921: Renato Fucini, poeta, escritor y profesor italiano (n. 1843).
- 1921: Hermann Josef Schneider, compositor, director de orquesta y editor musical checo.
- 1922: Anton von Kersting, militar alemán.
- 1922: Henrí Landrú, asesino en serie y criminal francés (n. 1869); guillotinado.
- 1923: Mariano Gomar de las Infantas, abogado y político español (n. 1855).
- 1924: Giacomo Bellacchi, matemático italiano (n. 1838).
- 1925: Josef Armin, comediante, cantante de versos y dramaturgo austríaco.
- 1925: Alessandro Guarracino, abogado y político italiano (n. 1860).
- 1925: Camille Ournac, político francés (n. 1845).
- 1926: Calcedonio Inghilleri, político italiano (n. 1836).
- 1927: Luise Gerbing, historiadora local alemana.
- 1927: Lynn Reynolds, directora de cine y guionista estadounidense (n. 1891).
- 1927: Federico Stella, actor de teatro, dramaturgo y empresario teatral italiano (n. 1842).
- 1928: Gyula Kakas, gimnasta húngaro (n. 1875).
- 1928: William O'Brien, patriota, periodista y político irlandés (n. 1852).
- 1928: Toribio Romo González, sacerdote mexicano (n. 1900).
- 1928: Joaquín Tena Sicilia, pediatra y cirujano español (n. 1879).
- 1929: Alexander Binder, fotógrafo alemán (n. 1888).
- 1929: Adolphe Alexandre Lesrel, pintor francés (n. 1839).
- 1929: František Neumann, compositor, director de orquesta y educador musical checo.
- 1929: Antonio Vico, cardenal y arzobispo católico italiano (n. 1847).
- 1930: Alfred Downing Fripp, cirujano británico-inglés (n. 1865).
- 1930: Calixto Caravario, religioso y santo italiano (n. 1903).
- 1930: Luigi Versiglia, obispo católico italiano (n. 1873).
- 1931: Frances Campbell, aristócrata británico-escocesa (n. 1858).
- 1932: Hartmann Grisar, clérigo e historiador alemán (n. 1845).
- 1932: Antonio Sarno, filósofo italiano (n. 1887).
- 1933: Jules Andrade, matemático, físico y relojero francés (n. 1857).
- 1933: Fabrizio Padula, cirujano italiano (n. 1861).
- 1933: Guido Toja, matemático italiano (n. 1870).
- 1934: Elizabeth Gertrude Britton, botánica y académica estadounidense (n. 1857).
- 1934: Francesco Paolo Cacciapuoti, cirujano y político italiano (n. 1848).
- 1934: John McGraw, jugador y mánager estadounidense de béisbol (n. 1873).
- 1935: Louis De Geer, político sueco (n. 1854).
- 1935: John Morrow, político estadounidense.
- 1936: Arthur Amundsen, gimnasta noruego (n. 1886).
- 1936: Anna Boch, pintora belga (n. 1848).
- 1937: Hans Georg Achelis, teólogo, historiador de la Iglesia, arqueólogo cristiano y profesor universitario alemán.
- 1937: Ossian Aschan, químico finlandés.
- 1937: Guy Newall, director de cine, guionista y actor británico (n. 1885).
- 1938: George Randolph Barse, pintor estadounidense (n. 1861).
- 1938: Giuseppe Francesco Danza, magistrado y político italiano (n. 1872).
- 1938: Carlo Follini, pintor italiano (n. 1848).
- 1939: Alberto Magri, pintor y grabador italiano (n. 1880).
- 1939: Marmaduke Wetherell, actor, guionista y director británico (n. 1884).
- 1940: María Ana de Habsburgo-Teschen, aristócrata austríaca (n. 1882).
- 1940: Pentti Tevä, aviador y militar finlandés (n. 1907).
- 1941: Tito Collevati, gimnasta italiano (n. 1891).
- 1941: Edward Dewhurst, tenista australiano (n. 1870).
- 1941: Arturo Pazzi, arquitecto italiano (n. 1867).
- 1941: Alfred Powlesland, jugador británico de críquet (n. 1875).
- 1942: Leo Ascher, compositor y abogado austríaco.
- 1943: Abraham Buschke, dermatólogo alemán (n. 1868).
- 1943: Henry E. Dixey, actor y director teatral estadounidense (n. 1859).
- 1943: Laure Gatet, ciudadana francesa, combatiente de la resistencia antinazi.
- 1943: Benvenuto Gioda, general italiano (n. 1886).
- 1944: Charles L. McNary, político estadounidense.
- 1944: Siegfried Schnell, aviador alemán (n. 1916).
- 1945: Mário de Andrade, escritor, musicólogo, poeta, fotógrafo y crítico literario brasileño (n. 1893).
- 1945: Giuseppe Catani Chiti, pintor y escultor italiano (n. 1866).
- 1945: Francesco Cavallini, futbolista italiano (n. 1896).
- 1945: Paul Merker, historiador literario alemán.
- 1945: Ernst Stein, historiador austríaco (n. 1891).
- 1946: René Le Grevès, ciclista de ruta y pista francés (n. 1910).
- 1947: Friedrich Paschen, físico alemán.
- 1948: Giuseppe Bugatto, político austrohúngaro (n. 1873).
- 1948: Juan Esteban Montero, abogado y político chileno, presidente entre 1931 y 1932 (n. 1879).
- 1949: Juan Sinforiano Bogarín, arzobispo católico paraguayo (n. 1863).
- 1949: Lidia Poët, abogada italiana (n. 1855), la primera mujer licenciada en Derecho en Italia.
- 1949: Juan Tellería, compositor español (n. 1895).
- 1950: George Richards Minot, médico y académico estadounidense, premio nobel de fisiología o medicina (n. 1885).
- 1950: Joseph Stadler, saltador de altura y triple saltador estadounidense (n. 1880).
- 1950: Josef Toufar, sacerdote checo (n. 1902).
- 1951: Francis Defago, futbolista y entrenador suizo (n. 1911).
- 1951: Alfred Grünwald, libretista austríaco de operetas.
- 1951: Margaret Mayo, dramaturga, actriz y guionista estadounidense (n. 1882).
- 1951: Martina von Trapp, cantante austríaca (n. 1921).
- 1952: Erwein von Aretin, periodista y funcionario del partido alemán.
- 1952: Pietro Barcellona, magistrado y político italiano (n. 1866).
- 1952: Ricardo Galeazzi, médico italiano (n. 1866).
- 1952: Saitō Mokichi, poeta, psiquiatra y ensayista japonés (n. 1882).
- 1952: Carl Schröter, político alemán, miembro del parlamento estatal]], miembro del Bundestag.
- 1953: João Itiberê da Cunha, compositor y crítico musical brasileño.
- 1953: Françoise d'Orléans, princesa francesa (n. 1902).
- 1953: Mokichi Saitō, poeta japonés.
- 1953: Serguéi Vinogradski, microbiólogo y ecologista ucraniano-ruso (n. 1856).
- 1954: Pietro Barbieri, futbolista italiano (n. 1901).
- 1954: Joseph Beech, misionero y educador metodista estadounidense (n. 1867).
- 1954: Juan Cilley, futbolista argentino (n. 1898).
- 1954: Yuriy Yanovskiy, escritor ucraniano (n. 1902).
- 1954: Auguste Perret, arquitecto y empresario francés (n. 1874).
- 1955: William Dupree, piloto de trineo bobsledder estadounidense (n. 1909).
- 1955: August Mittelsten Scheid, empresario alemán.
- 1955: Sybil Primrose, escritora y artista británica (n. 1879).
- 1956: Francesco Guglielmino, poeta, latinista y crítico literario italiano (n. 1872).
- 1956: Marij Kogoj, compositor yugoslavo-esloveno (n. 1892).
- 1956: Elmer Drew Merrill, botánico estadounidense (n. 1876).
- 1956: Philip Tilden, arquitecto británico-inglés (n. 1887).
- 1956: Francesco Giustino Troilo, político italiano (n. 1888)
- 1957: Mark Aldanov, escritor y crítico ruso (n. 1888).
- 1957: Ada Cristina Almirante, actriz italiana (n. 1884).
- 1957: Georges Beauchemin, cantante canadiense.
- 1957: Gene Buck, ilustrador, compositor y productor musical estadounidense.
- 1957: Bruno Giacconi, militar, tirador al plato y político italiano (n. 1889).
- 1957: George Bugs Moran, delincuente y asesino estadounidense, jefe de la mafia (n. 1893), rival de Al Capone.
- 1958: Cosma Manera, militar italiano (n. 1876).
- 1959: René Belbenoît, escritor francés (n. 1899).
- 1959: Alojz Kraigher, escritor, dramaturgo y médico esloveno (n. 1877).
- 1959: Celine Martín, monja cristiana francesa (n. 1869).
- 1959: Erich Sauer, teólogo alemán, director de la Casa Misionera de la Escuela Bíblica de Wiedenest.
- 1960: Alberto Chiarugi, botánico italiano (n. 1901).
- 1960: Philipp Haeuser, sacerdote alemán (n. 1876).
- 1960: Johannes Hoffmann, político alemán, miembro del parlamento estatal]], miembro del Bundestag.
- 1960: Ali Shaukat, jugador indio de hockey sobre césped (n. 1897).
- 1960: Antonio Vallejo-Nájera, psiquiatra y catedrático español (n. 1889).
- 1961: Gino Gasperini, magistrado y político italiano (n. 1885).
- 1961: Sebastiano Visconti Prasca, general italiano (n. 1883).
- 1962: Maria Ludovica De Angelis, monja italiana (n. 1880).
- 1962: Heinrich Höcker, político alemán]], miembro del parlamento estatal, alcalde de Herford, miembro del Bundestag.
- 1962: Anatoly Nikolaevich Obuchov, bailarín ruso (n. 1896).
- 1962: Fredy Sieg, actor y orador popular alemán.
- 1963: Ippolito Luigi De Cristofaro, político italiano (n. 1884).
- 1963: Melville J. Herskovits, antropólogo, historiador y académico estadounidense (n. 1895).
- 1964: Alexander Archipenko, escultor, ilustrador y artista gráfico soviético-ucraniano (n. 1887).
- 1964: Johnny Burke, letrista estadounidense (n. 1908).
- 1964: Maurice Farman, ciclista de pista, piloto de carreras, pionero de la aviación y empresario francés.
- 1964: Leonard Hussey, meteorólogo y explorador británico (n. 1891).
- 1964: Hinrich Lohse, político alemán (n. 1896), gauleiter, reichskommissar y oberpräsident de Schleswig-Holstein.
- 1964: Grace Metalious, escritora estadounidense (n. 1924).
- 1964: Edo Osterloh, teólogo y político alemán, ministro de Estado, miembro del parlamento estatal.
- 1965: Guido Manacorda, germanista y traductor italiano (n. 1879).
- 1965: Leo Sirota, pianista ruso (n. 1885).
- 1965: Giuseppe Varni, actor polaco (n. 1902).
- 1965: S. Fowler Wright, escritor británico (n. 1874).
- 1966: Dora Dreesen-Horn, pintora alemana.
- 1966: Víktor Kravchenko, ingeniero soviético-ucraniano expatriado en Estados Unidos (n. 1905); los servicios de inteligencia estadounidenses le escribieron un libro de «memorias» (Yo elegí la libertad) completamente falsificado.
- 1966: Franz Schnabel, historiador alemán.
- 1967: Mario Longhena, político italiano (n. 1876).
- 1967: Victor Tourneur, numismático, historiador y etnólogo belga (n. 1878).
- 1968: Augusto Bissiri, inventor italiano (n. 1879).
- 1968: George Marion Jr., guionista estadounidense (n. 1899).
- 1968: Léon Pickers, waterpoloista belga (n. 1937).
- 1969: Władysław Dobrowolski, esgrimista polaco (n. 1896).
- 1969: Barney Hill (46), ciudadano estadounidense (n. 1922) que junto a su esposa Betty Barrett (1919-2004) alcanzaron la fama al afirmar que el 19 de septiembre de 1961 habían sido abducidos por seres extraterrestres.
- 1969: Jan Zajíc, estudiante anticomunista checo que se quemó vivo en la Plaza de Wenceslao de Praga.
- 1970: Giovanni Del Curto, político italiano (n. 1890).
- 1970: Adalgisa Giana, cantante italiana de ópera (n. 1888).
- 1970: Aurelio Natoli Lamantea, político y periodista italiano (n. 1888).
- 1970: Mark Rothko, pintor y académico soviético-letón expatriado en Estados Unidos (n. 1903).
- 1971: Thea Rasche, piloto y periodista alemana.
- 1971: Theodor Svedberg, químico y académico sueco, premio nobel de química en 1926 (n. 1884).
- 1972: Gottfried Fuchs, futbolista olímpico germano-canadiense (n. 1889).
- 1972: Hilma Granqvist, antropóloga y socióloga finlandesa (n. 1890).
- 1972: Hugo Steinhaus, matemático polaco (n. 1887).
- 1973: Cafiero Filippelli, pintor italiano (n. 1889).
- 1973: Bruno Ubertini, veterinario italiano (n. 1901).
- 1974: Frank Assunto, director de orquesta y trompetista estadounidense.
- 1974: Frode Bjerkholt, futbolista noruego (n. 1894).
- 1974: Francesco Paolo Bontate, mafioso italiano (n. 1914).
- 1974: Lothar Mendes, director, guionista y actor británico-inglés (n. 1894).
- 1974: Goffredo Nannini, político italiano (n. 1917).
- 1974: Milton Soares Gomes dos Santos, compositor brasileño.
- 1975: Lorenzo Ferri, escultor y educador italiano (n. 1902).
- 1975: Elijah Muhammad, activista y religioso musulmán afroestadounidense (n. 1897), líder de la Nación del Islam.
- 1975: Marc Roland, compositor alemán.
- 1976: Marcos Guerra, futbolista brasileño.
- 1976: Paul May, director de cine, guionista y productor alemán (n. 1909).
- 1976: Tarquinia Tarquini, soprano italiana (n. 1882).
- 1976: Gino Vandelli, futbolista italiano (n. 1902).
- 1977: Giorgio Carlo Calvi di Bergolo, aristócrata y general italiano (n. 1887).
- 1977: Patricia Haines, actriz británica (n. 1932).
- 1977: Robert P. McCulloch, empresario e inventor estadounidense (n. 1911).
- 1977: Teng Chun, director de cine, productor y guionista indonesio (n. 1902).
- 1977: Bertel Ulrichsen, futbolista noruego (n. 1901).
- 1978: Alfred Marshall Bailey, ornitólogo estadounidense (n. 1894).
- 1978: Margarete Bieber, profesora universitaria germano-estadounidense, primera profesora de arqueología clásica en Alemania.
- 1978: Hugo Friedrich, erudito alemán de las lenguas romances.
- 1978: Daniel James, Jr., general y piloto estadounidense (n. 1920).
- 1978: Ján Poničan, poeta, escritor y dramaturgo eslovaco (n. 1902).
- 1978: Heinrich Stühlmeyer, custodio y cantor alemán.
- 1978: Friedrich Zipfel, historiador y escritor alemán (n. 1920).
- 1979: Henrich Focke, ingeniero aeronáutico y empresario alemán (n. 1890), diseñador de aviones y helicópteros.
- 1979: Les Pugh, jugador estadounidense de baloncesto (n. 1922).
- 1980: Robert Hayden, poeta, ensayista y académico estadounidense (n. 1913).
- 1980: Ahmad Shuqayri, político palestino (n. 1908).
- 1981: Raffaele Cormio, dibujante e ilustrador italiano (n. 1941).
- 1981: Leonard Howell, predicador jamaicano (n. 1898).
- 1981: Martin Löpelmann, político y filólogo alemán (n. 1891).
- 1981: Gun'ichi Mikawa, almirante japonés (n. 1888).
- 1981: Ulrich Scheuner, abogado constitucionalista alemán.
- 1981: Elda di Veroli, soprano italiana (n. 1892).
- 1982: Yuen Ren Chao (Chao Yuen Ren), lingüista y poeta chino (n. 1892).
- 1982: Ilse Fehling, diseñadora de vestuario y escultora alemana (n. 1896).
- 1982: Gottfried Fuchs, futbolista alemán (n. 1889).
- 1982: Walter Kaiser, futbolista alemán (n. 1907).
- 1982: Giancarlo Marmori, escritor y periodista italiano (n. 1926).
- 1982: Hans-Joachim von Merkatz, político alemán]], miembro del Parlamento]], ministro federal.
- 1982: Christian Schad, pintor alemán (n. 1894).
- 1982: Pere Solé, futbolista español (n. 1905).
- 1983: Mignon Anderson, actriz estadounidense (n. 1892).
- 1983: Biri, letrista italiano (n. 1909).
- 1983: Tommaso Papa, sacerdote, historiador y poeta italiano (n. 1907).
- 1983: Tennessee Williams, dramaturgo, novelista, guionista y poeta estadounidense (n. 1911).
- 1983: Pietro Zangheri, naturalista y escritor italiano (n. 1889).
- 1984: Bahram Afzali, militar iraní (n. 1937).
- 1984: Roger Couderc, periodista francés (n. 1918).
- 1984: Luka Kaliterna, entrenador y jugador de fútbol croata (n. 1893).
- 1984: Simón Lecue, futbolista español (n. 1912).
- 1984: Bob Ogle, animador, guionista y actor de voz estadounidense (n. 1926).
- 1984: Roza Papo, médica y partisana yugoslava (n. 1914).
- 1984: Nicola Rubino, escultor y pintor italiano (n. 1905).
- 1984: Johann von Gardner, obispo ortodoxo, musicólogo y crítico musical ruso (n. 1898).
- 1985: Marianne Oswald, cantante y actriz francesa (n. 1901).
- 1985: Damiana Sette, centenaria italiana (n. 1877).
- 1985: Malisa Zini, actriz argentina (n. 1921).
- 1986: Pasquale Festa Campanile, director, guionista y escritor italiano (n. 1927).
- 1986: Henriette Grindat, fotógrafa suiza (n. 1923).
- 1986: Ettore Viola, militar y político italiano (n. 1894).
- 1987: James Coco, actor estadounidense (n. 1930).
- 1987: Edgar Nixon, activista estadounidense (n. 1899).
- 1987: Jesús María Viana, político centrista español (n. 1942).
- 1988: Bernard Ashmole, arqueólogo clásico británico-inglés (n. 1894).
- 1988: Helmut Echternach, teólogo y obispo alemán.
- 1988: Mamduh Muhammad Salim, general y político egipcio, ministro, primer ministro de su país.
- 1988: Dori Seda, dibujante estadounidense (n. 1951).
- 1989: Quirino Bezzi, escritor italiano (n. 1914).
- 1989: Robert Foulk, actor estadounidense (n. 1908).
- 1989: Jacobus Haring, ajedrecista neerlandés (n. 1913).
- 1989: Margo Lion, cantante, artista de cabaret y actriz francesa (n. 1899).
- 1989: Mouloud Mammeri, escritor, lingüista y antropólogo bereber (n. 1917).
- 1990: Amerigo Salati, futbolista y entrenador de fútbol italiano (n. 1916).
- 1991: Albino Baldan, remero italiano (n. 1925).
- 1991: Manuel García Pelayo, jurista español, primer presidente del Tribunal Constitucional (n. 1909).
- 1991: Sverre Hansen, saltador noruego de longitud (n. 1899).
- 1991: Suleiman Ali Nashnush, jugador de baloncesto y actor libio (n. 1943).
- 1991: Otto Tibulski, futbolista alemán (n. 1912).
- 1991: Igor Vladimirovich Shatrov, director soviético (n. 1918).
- 1992: María Luisa Belleli, erudita, traductora y poetisa italo-francesa (n. 1909).
- 1992: Zlatko Celent, remero croata (n. 1952).
- 1992: Ursula Hensel-Krüger, escultora alemana.
- 1992: Ollie O'Toole, actor estadounidense (n. 1912).
- 1993: Francisco Albino, futbolista portugués (n. 1912).
- 1993: Eddie Constantine, actor y cantante estadounidense (n. 1917).
- 1993: Luigi Origgi, futbolista italiano (n. 1928).
- 1994: Heinrich Altvater, futbolista alemán (n. 1902).
- 1994: Juan Beneyto Pérez, jurista, escritor y catedrático español (n. 1907).[7]
- 1994: Russell Bufalino, mafioso italiano (n. 1903).
- 1994: Givi Chokheli, futbolista y entrenador soviético (n. 1937).
- 1994: Ferenc Fleck, compositor de ajedrez húngaro (n. 1908).
- 1994: Baruch Goldstein, terrorista y criminal estadounidense (n. 1956), asesino en masa.
- 1994: Gaspare Papa, político italiano (n. 1915).
- 1994: Yann Piat, político francés (n. 1949).
- 1994: Jersey Joe Walcott, boxeador estadounidense (n. 1914).
- 1994: Else Weber, pintora alemana.
- 1995: Francesco Antonazzi, entrenador y jugador italiano de fútbol (n. 1924).
- 1995: Luciano Bonfiglioli, cantante italiano (n. 1922).
- 1995: Jimmy Chetcuti, jugador maltés de waterpolo (n. 1913).
- 1995: Rudolf Hausner, pintor y artista gráfico austríaco.
- 1995: O Jin-u, general y político norcoreano (n. 1917).
- 1995: Gian Domenico Pisapia, abogado y jurista italiano (n. 1915).
- 1995: José Antonio Rojo, montador de cine español (n. 1923).
- 1995: Rani Maria Vattalil, monja india (n. 1954).
- 1996: Rupprecht Gerngross, abogado alemán, líder de Acción por la Libertad de Baviera.
- 1996: Vehbi Koç, empresario y filántropo turco (n. 1901).
- 1996: Elvy Lissiak, actriz italiana (n. 1929).
- 1996: Haing S. Ngor, médico, actor y escritor camboyano expatriado en Estados Unidos (n. 1940).
- 1996: Alberto Romano, militar italiano (n. 1917).
- 1996: Alina Scholtz, arquitecta polaca (n. 1908).
- 1996: Margherita Zoebeli, educadora y pedagoga suiza (n. 1912).
- 1997: Louis Auslander, matemático estadounidense.
- 1997: Charles Chase, boxeador canadiense.
- 1997: Ugo Poletti, cardenal católico italiano (n. 1914), arzobispo de Spoleto.
- 1997: Andréi Siniavski, escritor, periodista, editor y crítico literario soviético-ruso (n. 1925).
- 1997: Wilhelm Stöck, periodista y presentador de noticias alemán.
- 1997: Joseph Phạm Văn Thiên, obispo católico vietnamita (n. 1907).
- 1998: Giovanni Baltaro, político, partisano y sindicalista italiano (n. 1910).
- 1998: Frans Bonduel, ciclista de carretera belga (n. 1907).
- 1998: Francesca Braggiotti, bailarina y actriz italiana (n. 1902).
- 1998: Wanda Jakubowska, cineasta y guionista polaca (n. 1907).
- 1998: Umberto Mastroianni, escultor, pintor y partisano italiano antinazi (n. 1910).
- 1998: W. O. Mitchell, escritor y dramaturgo canadiense (n. 1914).
- 1998: Lia Pasqualino Noto, pintora y coleccionista de arte italiana (n. 1909).
- 1998: Pruden Sánchez, futbolista español (n. 1916).
- 1998: Vico Torriani, cantante, actor y presentador de televisión suizo (n. 1920).
- 1998: Luigi Veronesi, pintor, fotógrafo y director italiano (n. 1908).
- 1999: Glenn T. Seaborg, químico, físico nuclear y académico estadounidense, premio nobel de química en 1951 (n. 1912).
- 1999: Els Vordemberge, redactora de radio y locutora de radioteatro austro-alemana, directora de radio infantil en Alemania del Este.
- 1999: Cristóbal Zaragoza, escritor español (n. 1923).
- 1999: Štěpán Zavřel, pintor, ilustrador y escritor checo (n. 1932).
- 2000: Pyotr Breus, jugador soviético de waterpolo (n. 1927).
- 2000: Odd Frivold, futbolista noruego (n. 1948).
- 2000: Samim Göreç, jugador y entrenador turco de baloncesto (n. 1924).
- 2000: Auguste Lechner, escritor austríaco y escritor de libros infantiles.
- 2000: Doris Löve, botánica sueca (n. 1918).
- 2000: Aleksandar Živković, futbolista yugoslavo (n. 1912).
- 2001: A. R. Ammons, poeta estadounidense (n. 1926).
- 2001: Edouard Artigás, esgrimista francés (n. 1906).
- 2001: Don Bradman, jugador de críquet internacional australiano (n. 1908), poseedor del récord mundial de promedio de bateo.
- 2001: Pietro Di Giacomo, magistrado y político italiano (n. 1911).
- 2001: Norbert Glanzberg, compositor y pianista austro-alemán.
- 2001: Giovanni Grimaldi, director y guionista italiano (n. 1917).
- 2001: Paul Huber, compositor suizo.
- 2001: Giorgio Lo Cascio, cantautor y periodista italiano (n. 1951).
- 2001: Roberto Mariani, arquitecto italiano (n. 1938).
- 2001: Ernst Schaude, abogado administrativo alemán.
- 2001: L. R. Wright, escritor canadiense (n. 1939).

- 2002: Shane Acton, circunnavegador británico.
- 2002: Isabel Mesa Delgado, feminista y anarcosindicalista española (n. 1913).
- 2002: Henrik Oskarsson, esquiador acrobático sueco.
- 2002: Vittorio Sgroi, magistrado y jurista italiano (n. 1926).
- 2003: Alvaro Amici, cantautor y actor italiano (n. 1936).
- 2003: Aleksandr Kemurdzhián, ingeniero aeronáutico y científico soviético-armenio (n. 1921).
- 2003: Uwe Lüthje, economista germano-austríaco.
- 2003: Alberto Sordi, actor italiano de cine (n. 1920).
- 2004: Estelle Axton, productora discográfica estadounidense (n. 1918).
- 2004: Jacques Georges, director deportivo francés (n. 1916).
- 2004: Henryk Jaźnicki, futbolista, baloncestista y voleibolista polaco (n. 1917).
- 2004: Yuri Ozerov, jugador y entrenador soviético de baloncesto (n. 1928).
- 2004: Mehmet Turgut, vendedor kurdo en Rostock; víctima de asesinato de la NSU.
- 2005: Vittorio Basaglia, artista italiano (n. 1936).
- 2005: Peter Benenson, activista, abogado y filántropo británico-inglés, fundador de Amnistía Internacional (n. 1921).
- 2005: Norberto "Pappo" Napolitano, guitarrista, cantante y compositor argentino de rock y blues (n. 1950).
- 2005: Atif Sidqi, político egipcio (n. 1930).
- 2005: Atif Muhammad Nagib Sidqi, político egipcio, primer ministro de Egipto y embajador de Egipto ante Israel.
- 2005: Jean Prat, jugador y entrenador francés de rugby (n. 1923).
- 2005: Vincenzo Russo, político italiano (n. 1924).
- 2005: Noboru Sugimura, escritor y guionista japonés (n. 1948).
- 2005: Gustavo Vázquez Montes, político mexicano, gobernador de Colima (n. 1962).
- 2005: Robert Zeppel-Sperl, pintor austríaco.
- 2006: Tsegaye Gabre-Medhin, poetisa, escritora y dramaturga etíope (n. 1936).
- 2006: Margaret Gibson, escritora canadiense.
- 2006: Darren McGavin, actor estadounidense (n. 1922).
- 2006: Henry M. Morris, creacionista estadounidense.
- 2006: Micheline Tessier, cantante y profesora de canto canadiense.
- 2006: Luis Valls-Taberner, banquero español (n. 1926).
- 2006: Daniele Oppi, pintor y publicista italiano (n. 1932).
- 2007: William Robert Anderson, oficial naval, explorador y político estadounidense.
- 2007: P. Bhaskaran, director de cine y compositor indio.
- 2007: César Keiser, artista suizo de cabaret.
- 2007: Mark Spoelstra, cantautor y guitarrista estadounidense (n. 1940).
- 2007: Jan Teplý, actor checo (n. 1931).
- 2008: Jimmy Dugdale, futbolista británico-inglés (n. 1932).
- 2008: Stephen Garrett, rapero y productor estadounidense.
- 2008: Hans Raj Khanna, juez y abogado indio, defensor de las libertades civiles (n. 1912).
- 2008: Static Major (Stephen Garrett), cantante y rapero estadounidense (n. 1974).
- 2008: Luigi Matrone, político italiano (n. 1923).
- 2009: Ian Carr, trompetista y compositor británico-escocés (n. 1933).
- 2009: Philip José Farmer, escritor y autor de ciencia ficción estadounidense (n. 1918).
- 2009: Bill Holm, escritor, poeta y profesor estadounidense (n. 1943).
- 2009: Niall O'Brien, actor irlandés (n. 1946).
- 2009: Deb Smith, jugadora y entrenadora estadounidense de baloncesto (n. 1920).
- 2010: Ernst Beyeler, galerista y coleccionista de arte suizo.
- 2010: Ihsan Dogramaci, pediatra, empresario y académico turco (n. 1915).
- 2010: Annette Eick, poeta lesbiana y escritora alemana.
- 2010: Enzo Ferretti, baloncestista italiano (n. 1920).
- 2010: Andrew Koenig, actor estadounidense (n. 1968).
- 2010: Miloš Marković, jugador yugoslavo de waterpolo (n. 1947).
- 2010: Virgilio Muzzi, dibujante italiano (n. 1923).
- 2010: Roger Prahin, jugador suizo de baloncesto (n. 1923).
- 2010: David Soyer, violonchelista y educador musical estadounidense.
- 2010: Efrén Torres, boxeador mexicano (n. 1943).
- 2010: Jean-Claude Valla, periodista e historiador francés (n. 1944).
- 2011: Isidora Aguirre, escritora y dramaturga chilena (n. 1919).
- 2011: Alcide Berloffa, político italiano (n. 1922).
- 2011: Giampiero Gerosa, periodista y escritor italiano (n. 1920).
- 2011: Maria Isser, deportista austríaca (n. 1929).
- 2011: Bror Karlsson, futbolista sueco (n. 1921).
- 2011: Giovanni Marigliano, letrista italiano (n. 1934).
- 2011: Oswald Rathfelder, científico natural, botánico y conservacionista alemán.
- 2011: Suze Rotolo, artista estadounidense.
- 2012: Raúl Abzueta, músico, director de orquesta, compositor, escritor y promotor musical venezolano.
- 2012: Maurice André, trompetista clásico francés (n. 1933).
- 2012: Lynn Compton, militar y jueza estadounidense (n. 1921).
- 2012: Dick Davies, jugador estadounidense de baloncesto (n. 1936).
- 2012: Bruno Duranti, árbitro italiano de baloncesto (n. 1941).
- 2012: Hans Glöckel, profesor de escuela y universidad alemán.
- 2012: Karl-Ernst Jeismann, profesor de historia e historiador alemán.
- 2012: Erland Josephson, actor y director sueco (n. 1923).
- 2012: André Joy, dibujante francés (n. 1925).
- 2012: Louisiana Red, cantautora y guitarrista estadounidense (n. 1932).
- 2013: Abdelhamid Abou Zeid, terrorista argelino (n. 1965).
- 2013: Allan B. Calhamer, diseñador de juegos estadounidense (n. 1931).
- 2013: Fausto Lena, futbolista italiano (n. 1933).
- 2013: Carmen Montejo, actriz, escritora y directora teatral cubana expatriada en México (n. 1925).
- 2013: Luigi Natali, político y abogado italiano (n. 1915).
- 2013: Willy Rizzo, fotógrafo y diseñador italiano (n. 1928).
- 2013: Dan Toler, guitarrista estadounidense (n. 1948).
- 2013: Milan Velimirović, compositor de ajedrez serbio (n. 1952).
- 2014: Günther Brennecke, jugador alemán de hockey sobre césped (n. 1927).
- 2014: Jürgen Brümmer, gimnasta y fisioterapeuta deportivo alemán.
- 2014: Antonio Cermeño, boxeador venezolano (n. 1969).
- 2014: Mário Coluna, futbolista portugués (n. 1935).
- 2014: Paco de Lucía, guitarrista de flamenco, compositor y productor discográfico español (n. 1947).
- 2014: Gordon Nutt, entrenador y jugador británico-inglés de fútbol (n. 1932).
- 2014: Gene Pyrz, actor canadiense (n. 1956).
- 2015: Gebhard Arbeiter, funcionario estatal, sindicalista y político austríaco.
- 2015: Harve Bennett, productor de cine, productor de televisión y guionista estadounidense (n. 1930).
- 2015: Robert Brisart, filósofo belga (n. 1953).
- 2015: Ariel Camacho, requintista y cantautor mexicano, fundador de la banda musical Los Plebes del Rancho (n. 1992).
- 2015: Eugenie Clark, bióloga, ictióloga y académica estadounidense (n. 1922).
- 2015: Nuccio Messina, periodista italiano (n. 1929).
- 2015: Antonio Monselesan, actor y entrenador de boxeo italiano (n. 1941).
- 2015: Peter Oberender, economista alemán.
- 2015: Marino Ronchi, pintor, ilustrador y crítico de arte italiano (n. 1921).
- 2015: Marian Szeja, futbolista polaco (n. 1941).
- 2015: Günther Tschanun, arquitecto y asesino suizo.
- 2016: Viktoras Ašmenskas, ingeniero, piloto de planeador y luchador de la resistencia lituano.
- 2016: Tony Burton, actor y boxeador estadounidense (n. 1937).
- 2016: Jim Clark, editor y director de cine británico (n. 1931).
- 2016: François Dupeyron, director y guionista francés (n. 1950).
- 2016: Ekki Göpelt, cantante, presentadora de televisión y presentadora de radio alemana (n. 1945).
- 2016: Miloš Hájek, historiador y político checo (n. 1921).
- 2016: Otto-Werner Mueller, director de orquesta y profesor alemán (n. 1926).
- 2016: Monica Samassa, actriz italiana (n. 1965).
- 2016: Willy Spieler, publicista, editor y político suizo.
- 2017ː Elisabeth Bieneck-Roos, artista alemana.
- 2017: Angelo Buratti, jugador y entrenador italiano de fútbol (n. 1932).
- 2017: Neil Fingleton, jugador de baloncesto y actor británico (n. 1980).

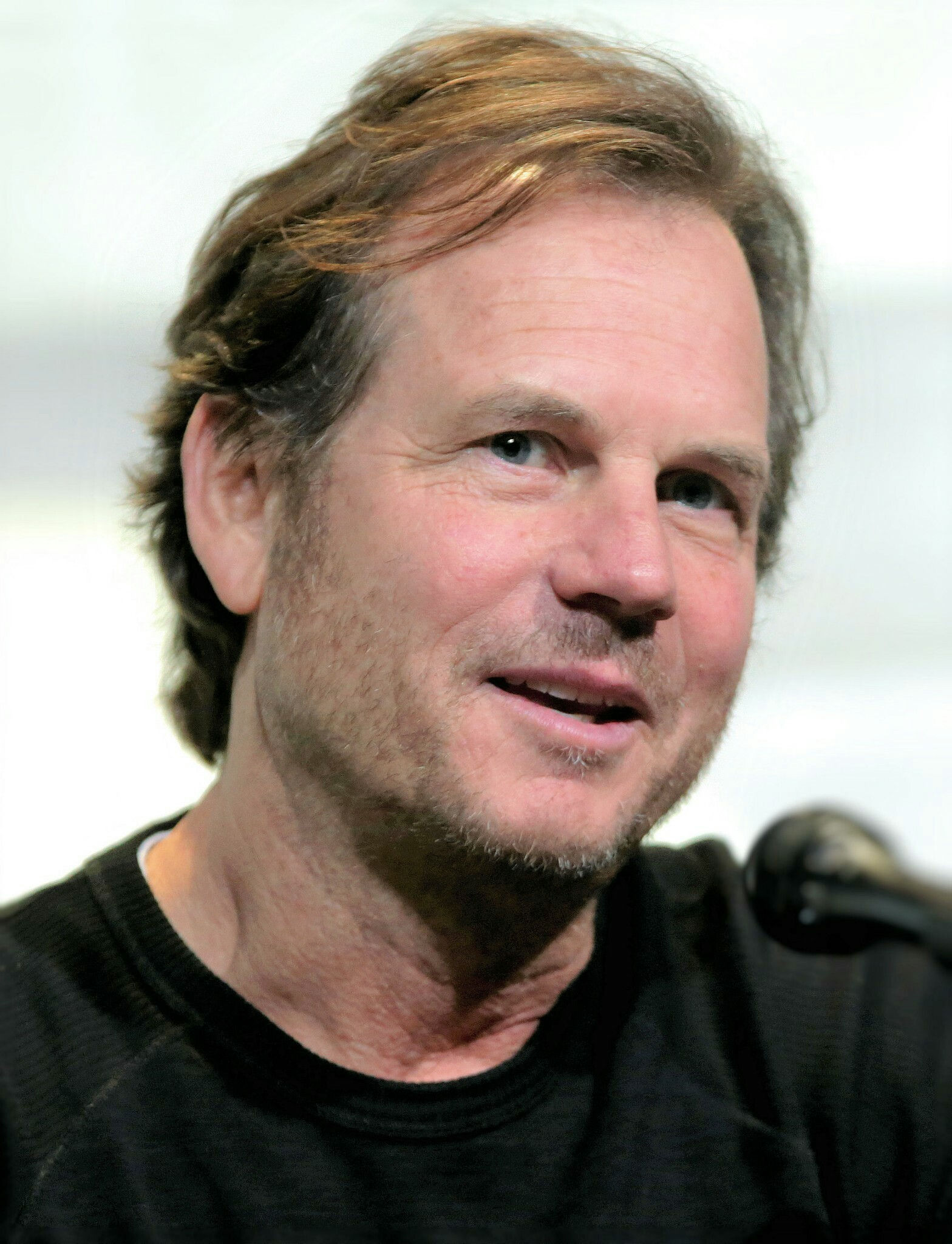
Bill Paxton

- 2017: Bill Paxton, actor y cineasta estadounidense (n. 1955).
- 2017: Maria Potrzeba, educadora alemana.
- 2018: Sergio Balanzino, diplomático italiano (n. 1934).
- 2018: Branko Kubala, futbolista checoslovaco (n. 1949).
- 2018: Leonard Leisching, boxeador sudafricano (n. 1934).
- 2018: Li Boguang, jurista chino y activista de derechos humanos.
- 2018: Carlo Lima, actor italiano (n. 1935).
- 2018: Sepp Strubel, actor y director alemán.
- 2018: Joseph Vella, compositor y director de orquesta maltés.
- 2019: Janet Asimov, escritora de ciencia ficción, psiquiatra y psicoanalista estadounidense (n. 1926).
- 2019: Tom Ballard, alpinista británico (n. 1988).
- 2019: Fulvio Camerini, político y cardiólogo italiano (n. 1925).
- 2019: Hansjörg Erny, presentador y escritor suizo.
- 2019: Bob Hagestad, piloto estadounidense de carreras.
- 2019: Mark Hollis, cantautor y compositor británico, de la banda Talk Talk (n. 1955).
- 2019: Waldo Machado, futbolista brasileño (n. 1934).
- 2019: Daniele Nardi, alpinista italiano (n. 1976).
- 2019: Graham Newton, futbolista británico-inglés (n. 1942).
- 2019: Kathleen O’Malley, actriz estadounidense.
- 2019: Giuseppe Rosica, árbitro de fútbol y dentista italiano (n. 1956).
- 2019: Lisa Sheridan, actriz estadounidense (n. 1974).
- 2020: Nikki Fritz, actriz estadounidense (n. 1964).
- 2020: Nesby Glasgow, jugador de fútbol americano (n. 1957).
- 2020: Dmitry Timofeevich Yazov, general y político ruso (n. 1924).
- 2020: Haim Kastan, jugador y entrenador de baloncesto israelí (n. 1935).
- 2020: Hosni Mubarak, general y político egipcio, presidente de Egipto entre 1981 y 2011 (n. 1928).
- 2020: Marie-Luise Nikuta, cantante alemana en dialecto.
- 2020: David Roback, guitarrista y compositor estadounidense (n. 1958).
- 2020: Paolo Toldo, general italiano (n. 1931).
- 2020: Dmitri Yázov, militar soviético-ruso (n. 1924), último mariscal de la Unión Soviética.[8]
- 2021: Arkady Davidovich, escritor y aforista ruso (n. 1930).
- 2021: Craig Dixon, vallista estadounidense (n. 1926).
- 2021: Dieter Michael Feineis, clérigo católico alemán e historiador de la Iglesia.
- 2021: Peter Gotti, mafioso estadounidense (n. 1939).
- 2021: Frank Holness, baloncestista y entrenador panameño.
- 2021: Muriel Marland-Militello, política francesa (n. 1943).
- 2021: Hannu Mikkola, piloto finlandés de rally.
- 2021: Vincenzo Musardo, artista, pintor y escultor italiano (n. 1943).
- 2021: Yves Ramousse, obispo católico y misionero francés (n. 1928).
- 2021: Fausto Rovelli, cardiólogo italiano (n. 1918).
- 2021: Juan Francisco Sarasti Jaramillo, arzobispo católico colombiano (n. 1938).
- 2021: Finn Sterobo, futbolista danés (n. 1933).
- 2021: Ton Thie, futbolista neerlandés (n. 1944).
- 2022: Manfred Borges, actor alemán.
- 2022: Farrah Forke, actriz estadounidense (n. 1968).
- 2022: Oliver Frank, cantante alemán de música pop.
- 2022: Laurel Goodwin, actriz estadounidense (n. 1942).
- 2022: Shirley Hughes, escritora e ilustradora británico-inglesa (n. 1927).
- 2022: Hennadij Matuljak, aviador y militar ucraniano (n. 1977).
- 2022: Oleksandr Oksanchenko, aviador y militar ucraniano (n. 1968).
- 2022: Dick Versace, entrenador de baloncesto y director deportivo estadounidense (n. 1940).
- 2023: Victor Babiuc, jurista y político rumano (n. 1938).
- 2023: François Hadji-Lazaro, cantautor, multiinstrumentista y actor francés (n. 1956).
- 2023: Fred Miller, jugador de fútbol americano (n. 1940).
- 2023: Edith Peinemann, violinista y profesora alemana (n. 1937).
- 2023: Gordon Pinsent, actor, actor de doblaje, cantante, cineasta y guionista canadiense (n. 1930).
- 2023: Dieter Pürschel, portero alemán de hockey sobre hielo.
- 2024: Carlo Bavagnoli, fotoperiodista italiano (n. 1932).
- 2024: Patrick Cormack, político, historiador y periodista británico (n. 1939).
- 2024: Charles Dierkop, actor estadounidense (n. 1936).
- 2024: Gabriela Grillo, jinete alemana (n. 1952).
- 2024: Ekaterina Innokentjewna Novgorodova, política y agrónoma rusa.
- 2024: Georg Riedel, bajista de jazz, compositor de cine y músico checoslovaco (n. 1934), expatriado en Suecia.
- 2024: Georg Riedel, sueco nacido en Checoslovaquia.
- 2024: Zong Qinghou, empresario chino (n. 1945).

## Celebraciones

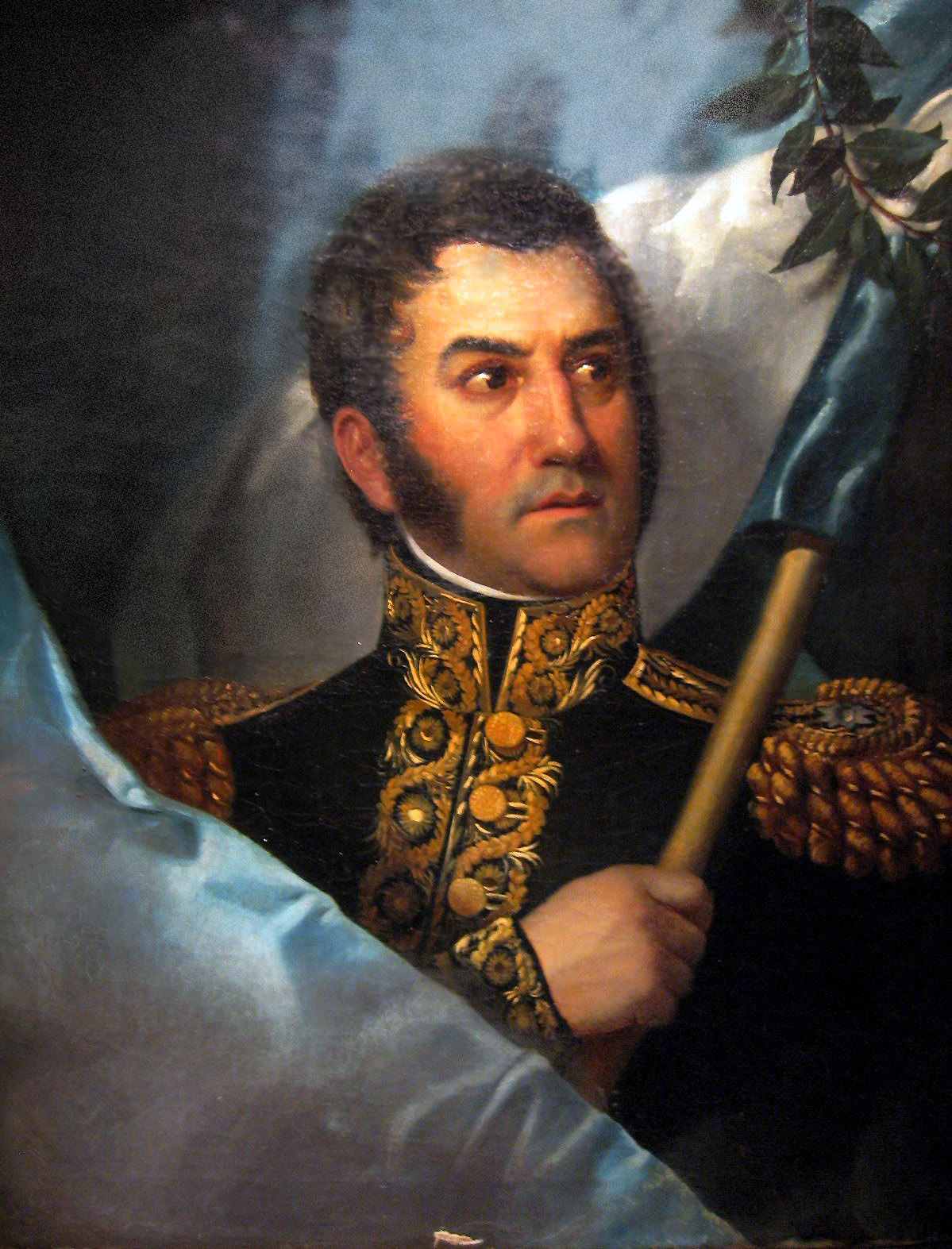
Retrato en óleo de José de San Martín, c. 1828.

- Día Internacional del Implante Coclear.[9]

- Día Mundial de la Comedia del Arte.
En esta fecha se conmemora la fundación de la primera compañía de cómicos profesionales del mundo en Padua, en 1545 (hace ya 480 años).

 Por países
(Por orden alfabético)
- Argentina: 
  - Día del Natalicio de José de San Martín, el Padre de la Patria (hace ya 247 años).[10]Conocido por ser el libertador de Argentina y Chile, además haber proclamado e impulsado la independencia de Perú. Es una de las figuras más trascendentes de las guerras de independencia hispanoamericanas junto a Simón Bolívar.

- El Salvador: 
  - Día Nacional Contra el Maltrato Animal. Esta fecha tiene como objetivo generar conciencia sobre los derechos de los animales y eliminar la crueldad hacia ellos.

- Estados Unidos: 
  - Día de la Sopa de Almejas.
(en inglés: National Clam Chowder Day).
  - Día del Maní Cubierto de Chocolate.
(en inglés: National Chocolate Covered Nut Day).

- Filipinas: 
  - Aniversario de la Revolución EDSA. Fueron una serie de protestas y marchas populares de protesta en Filipinas que comenzaron en 1983 y finalizaron en 1986. Los métodos utilizados fueron los propios de una campaña de resistencia civil contra la violencia del régimen que insistía en perpetuarse en el poder.
(en inglés: People Power Day).

- Georgia:
  - Día de la Ocupación Soviética.
Es un Día de los Caídos en este país. Se recuerda la invasión de Georgia por el Ejército Rojo en 1921.
(en georgiano:  საბჭოთა ოკუპაციის დღე (sabch'ot'a okupats'iis dge)).
(en inglés: Soviet Occupation Day (Georgia)).

- Guatemala: 
  - Día Nacional de la Dignidad de las Víctimas del Conflicto armado interno de Guatemala (CAI). Esta fecha se conmemora para honrar a las víctimas y sobrevivientes del conflicto armado. Para conmemorar a las más de 200,000 personas fallecidas y 45,000 desaparecidas, según la Comisión para el Esclarecimiento Histórico (CEH).[11]

- Hungría: 
  - Día en Memoria de las Víctimas de las Dictaduras Comunistas.[12]
En este día de 1947, Béla Kovács, secretario general del Partido de los Pequeños Agricultores Independientes, fue arrestado y deportado a la Unión Soviética. Desde el año 2000, se celebran conmemoraciones en las escuelas secundarias.
(en inglés: Memorial Day for the Victims of the Communist Dictatorships).
(en húngaro: A kommunista diktatúrák áldozatainak emléknapja).

- Japón: 
  - Festival de la Flor del Ciruelo (Kitano Baika-sai) en Kioto.
(en inglés: Plum Blossom Festival).

- Kuwait: 
  - Día Nacional.

- Panamá: 
  - Día de la Revolución Dule. También conocido como Revolución Guna. Conmemora la lucha del pueblo guna en 1925 (hace ya 100 años) por la defensa de sus derechos humanos. Los gunas son un pueblo amerindio establecido en Panamá y Colombia. Viven mayormente en islas al noreste de Panamá.

- República Dominicana: 
  - Día del Natalicio de Ramón Matías Mella (hace ya 209 años).
Considerado uno de los Padres de la Patria de la República Dominicana.

- Surinam: 
  - Día de la Revolución.
(en inglés: Revolution Day in Suriname).

### Santoral católico

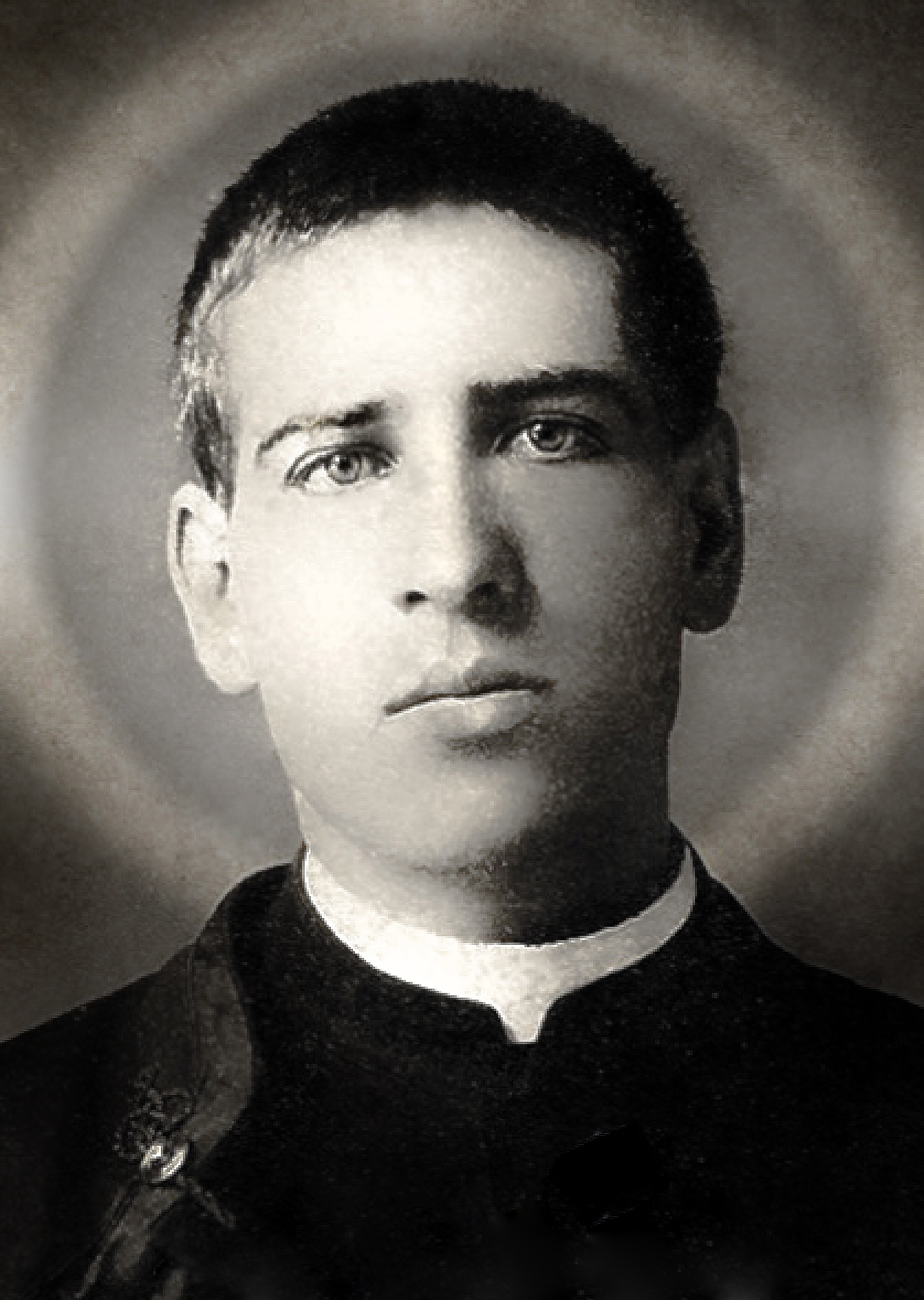
Santo Toribio Romo González, patrono de los "mojados" o migrantes indocumentados.

- San Néstor de Magido, obispo y mártir (f. c. 250).[13]
- San Cesáreo de Nazianzo, médico (f. 369).[14]
- Santa Aldetrudis de Malbode, virgen y abadesa (f. 526).[15]
- Santa Waldburgis de Heidenheim, abadesa (f. 779).[16]
- San Gerlando de Agrigento, obispo (f. 1100).
- Beato Roberto de Arbrisel, presbítero (f. 1116).[17]
- Beato Avertano de Luca, peregrino y religioso (f. c. 1386).[18]
- Beato Sebastián Aparicio (f. 1600).[19]
- Beato Domingo Lentini, presbítero (f. 1828).[20]
- Beata María Adeodata Pisani, virgen y abadesa (f. 1855).[21]
- San Lorenzo Bai Xiaoman, mártir, artesano y neófito (f. 1856).
- Santo Toribio Romo, presbítero y mártir (f. 1928).[22](imagen ilustrativa).
- Santos Luis Versiglia y Calixto Caravario, mártires (f. 1930).[23][24]